# Dunkerque (film, 2017)
Pour les articles homonymes, voir Dunkerque (homonymie) et Dunkirk.
Pour plus de détails, voir Fiche technique et Distribution.
Dunkerque (Dunkirk) est un film de guerre américano-britanno-franco-néerlandais écrit et réalisé par Christopher Nolan, sorti en 2017. Il traite de l'opération Dynamo, qui a permis le rembarquement des troupes britanniques coincées dans la poche de Dunkerque, à la fin de la campagne de France.
Récompensé par trois Oscars en 2018, il est aussi le plus grand succès mondial, en termes de recettes, pour un film traitant de la Seconde Guerre mondiale, avant qu'Oppenheimer ne le dépasse en 2023.

## Contexte
Peu après le début de la Seconde Guerre mondiale, en mai 1940, environ 400 000 soldats britanniques, canadiens, français et belges se retrouvent encerclés par les troupes allemandes dans la poche de Dunkerque. L'opération Dynamo est mise en place pour évacuer le Corps expéditionnaire britannique (CEB) vers l'Angleterre.
L'histoire du film s'intéresse aux destins croisés des soldats, pilotes, marins et civils anglais mobilisés pour leurs bateaux durant l'opération Dynamo.
1. Le môle / une semaine : alors que le CEB est évacué par le port et les plages de Dunkerque, trois soldats, Tommy, Gibson et Alex, parviennent à embarquer sous les bombardements, avec un peu de ruse et de chance. Mais un autre périple les attend : la traversée de la Manche.
2. La mer / un jour : de l'autre côté de la Manche, M. Dawson, un propriétaire de bateau de plaisance, prépare avec son fils cadet, Peter, et un jeune garçon, George, la réquisition de son embarcation par la Royal Navy afin de traverser la Manche pour récupérer les soldats bloqués sur la plage.
3. L'air / une heure : dans les airs, trois pilotes britanniques, dont Collins et Farrier, sont en route pour Dunkerque, avec pour mission de couvrir l'évacuation contre les chasseurs et bombardiers allemands, tout en surveillant leur réserve de carburant.

## Synopsis
En mai 1940, lors de la bataille de France, les soldats alliés se replient sur Dunkerque. Tommy Jensen, un jeune soldat britannique, est le seul survivant d'une embuscade allemande dans les rues de Dunkerque. Dépassant les barricades des soldats français et arrivé sur la plage, il y trouve des milliers de soldats en attente d'évacuation et rencontre Gibson, un soldat qui enterre un corps.
Après une attaque de bombardiers en piqué de la Luftwaffe sur la plage, Tommy et Gibson tentent de monter à bord d'un navire-hôpital amarré sur le môle en transportant un blessé sur une civière mais ils reçoivent l'ordre de retourner sur la plage, et se cachent alors à l'intérieur de la structure de la jetée.
Avec une seule jetée vulnérable disponible pour embarquer sur des navires à grand tirant d'eau, la Royal Navy réquisitionne des navires civils en Grande-Bretagne qui peuvent échouer sur la plage. À Weymouth, un marin civil, Dawson, avec son fils Peter, embarque sur son bateau le Moonstone, plutôt que de laisser la Navy le réquisitionner.
Depuis les côtes anglaises, trois chasseurs Spitfire, chargés de défendre l'évacuation, traversent la Manche.
Sur le quai anglais, l'adolescent George rejoint impulsivement le Moonstone.
Après que le chef d'escadrille a été abattu dans un combat aérien, l'un des pilotes, Farrier, prend le commandement.
En mer, l'équipage du bateau croise un destroyer chargé de soldats retournant en Angleterre, puis ils sauvent un soldat naufragé (Cillian Murphy) tremblant sur la coque retournée de son navire.
Sur le môle, le navire-ambulance est coulé par les Stuka ; Tommy sauve Alex, un autre soldat. Tommy, Alex et Gibson embarquent alors sur un destroyer. La nuit tombant, Tommy et Alex se restaurent à bord.
Les deux Spitfire prennent en chasse un bombardier He-111 accompagné de deux chasseurs allemands. Ils abattent un chasseur, mais un Spitfire est touché et forcé à amerrir.
Gibson, resté à l'extérieur du destroyer, observe le sillage d'une torpille qui vient toucher la coque, le bateau sombre rapidement. Coincés à l'intérieur, Tommy et Alex sont sauvés par Gibson qui leur ouvre la porte. Ils retournent sur la côte française, trainés par un canot de sauvetage.
Lorsque le soldat récupéré à bord du Moonstone se rend compte que l'embarcation navigue pour Dunkerque, il exige que demi-tour soit fait et il essaie de reprendre le contrôle du bateau ; dans la bagarre, George est blessé à la tête (ce qui le rend aveugle).
Farrier dépense beaucoup de carburant en traquant le dernier chasseur allemand mais arrive à le toucher finalement.
Tommy, Alex et Gibson retrouvent la côte le matin et se cachent en compagnie d'un régiment des Highlanders à l'intérieur d'un chalutier néerlandais échoué dans la zone interdite à l'extérieur du périmètre allié, attendant que la marée montante le remette à flot.
L'équipage du Moonstone observe le combat aérien entre les Spitfire et les avions allemands. Voyant le Spitfire de Collins amerrir, ils se précipitent pour le secourir. Collins est coincé dans son cockpit maintenant immergé. Au dernier moment, Peter arrive à casser la verrière et récupère Collins.
Le bombardier allemand lâche ses bombes sur un dragueur de mines britannique qui se retourne en perdant beaucoup de fuel.
Pendant l'attente de la marée, les troupes allemandes commencent à tirer sur le chalutier néerlandais pour s'entraîner, et de l'eau pénètre par les impacts de balle. Alex, dans l'espoir d'alléger le bateau, accuse Gibson, qui est resté silencieux, d'être un espion allemand. Gibson révèle qu'il est français ; il a volé l'identité du soldat britannique mort qu'il a enterré, espérant être évacué avec les britanniques.
Lorsque le dragueur de mines à proximité est coulé par le bombardier allemand, Moonstone manœuvre pour récupérer ceux qui se trouvent dans l'eau.
Farrier arrive à toucher le dernier chasseur allemand et passe sur sa réserve de carburant.
Le groupe de Tommy abandonne le bateau quand il commence à couler, mais Gibson est empêtré dans une chaîne et se noie. Ils essayent de rejoindre à la nage un dragueur de mine à proximité, celui-ci se fait attaquer par le bombardier allemand.
Récupéré par le Moonstone, Alex découvre le cadavre de George et annonce sa mort à Peter.
Le bombardier allemand fait une nouvelle passe au-dessus du navire en perdition mais il est pris en chasse par Farrier qui détruit ses deux moteurs. Le bombardier s'écrase sur la nappe de fuel qui s'embrase. Tommy récupéré de justesse par le Moonstone échappe au feu.
Farrier atteint Dunkerque juste au moment où son carburant s'épuise. Planant au-dessus de la plage, il abat un bombardier en piqué, sauvant ainsi les navires et les troupes, et atterrit au-delà du périmètre des troupes britanniques. Il met le feu à son avion avant d'être fait prisonnier par les Allemands.
Au total, plus de 300 000 hommes sont évacués. Le commandant de la Royal Navy Bolton reste pour superviser l'évacuation des Français.
De retour de nuit à Weymouth, le soldat choqué voit le corps de George être emporté. Tommy et Alex montent à bord d'un train et reçoivent un accueil en héros lorsque le train arrive à Woking. Tommy lit le discours de Churchill à la Chambre des communes citant le « miracle de la délivrance » à Dunkerque.

## Fiche technique
Sauf indication contraire, les informations mentionnées dans cette section peuvent être confirmées par la base de données cinématographiques IMDb,  présente dans la section « Liens externes ».
- Titre original : Dunkirk
- Titre français et québécois : Dunkerque
- Réalisation et scénario : Christopher Nolan
- Musique : Hans Zimmer[3]
- Direction artistique : Kevin Ishioka
- Décors : Nathan Crowley
- Costumes : Jeffrey Kurland
- Photographie : Hoyte van Hoytema
- Montage : Lee Smith
- Production : Christopher Nolan, Emma Thomas, John Bernard, Greg Silverman (délégué)
- Sociétés de production : Syncopy Films, RatPac-Dune Entertainment, Kaap Holland Films (nl), Dombey Street Productions
- Sociétés de distribution : Warner Bros. Pictures (États-Unis), Warner Bros. France (France)
- Budget : 100 millions de dollars[4]
- Pays de production :  États-Unis,  Royaume-Uni,  France,  Pays-Bas
- Langues originales : anglais, français, allemand
- Format : couleur — 35 mm / IMAX 70 mm / Digital Cinema Package (4K) — 1,43:1 / 1,78:1 / 1,90:1 / 2,20:1 / 2,39:1 — son Dolby Digital / Sonics-DDP / Dolby Digital 5.1
- Genres : guerre, historique
- Durée : 107 min
- Dates de sortie[5] :
  - Belgique, France, Suisse romande : 19 juillet 2017
  - Canada, États-Unis, Royaume-Uni : 21 juillet 2017
- Classification :
  - États-Unis : PG-13
  - Royaume-Uni : 12A
  - France : Tous publics (visa d'exploitation no 146877 délivré le 6 juillet 2017)

## Distribution
- Fionn Whitehead (VF : Benjamin Jungers ; VQ : Nicolas Bacon) : Tommy Jensen, soldat du CEB
- Tom Glynn-Carney (VF : Julien Bouanich ; VQ : Alexandre Bacon) : Peter, fils de M. Dawson, le capitaine du Moonstone
- Jack Lowden (VF : Alexis Victor ; VQ : Nicolas Charbonneaux-Collombet) : Collins, pilote de la Royal Air Force
- Harry Styles (VF : Gauthier Battoue ; VQ : Xavier Dolan) : Alex, soldat des Argyll & Sutherland Highlanders, CEB
- Aneurin Barnard (VF : Charles Pestel ; VQ : Maël Davan-Soulas) : Gibson, le soldat de l'Armée française déguisé en soldat britannique
- James D'Arcy (VF : Patrick Mancini ; VQ : Patrick Chouinard) : le colonel Winnant du CEB
- Barry Keoghan (VF : Gabriel Bismuth-Bienaimé ; VQ : Damien Muller) : George, membre d'équipage du Moonstone
- Kenneth Branagh (VF : Jean-Yves Chatelais ; VQ : François Trudel) : le commandant Bolton de la Royal Navy (rôle librement inspiré de James Campbell Clouston)
- Cillian Murphy (VF : Rémi Bichet ; VQ : Philippe Martin) : le soldat tremblant, officier du CEB
- Mark Rylance (VF : Gabriel Le Doze ; VQ : Antoine Durand) : M. Dawson, capitaine du Moonstone (rôle librement inspiré de Charles Lightoller)
- Tom Hardy (VF : Jérémie Covillault ; VQ : Paul Sarrasin) : Farrier, pilote de la Royal Air Force
- Brian Vernel : Highlander 1, soldat des Argyll & Sutherland Highlanders, CEB
- Elliott Tittensor : Highlander 2, soldat des Argyll & Sutherland Highlanders, CEB
- Kevin Guthrie (VF : Sébastien Ossard) : Highlander 3, soldat des Argyll & Sutherland Highlanders, CEB
- Matthew Marsh (VQ : Jean-Luc Montminy) : le contre-amiral de la Royal Navy
- Michael C. Fox : l'ingénieur des Royal Engineers, CEB
- Jochum ten Haaf (VF : Jérôme Pauwels) : le marin néerlandais dans le chalutier
- Damien Bonnard : le soldat de l'Armée française
- Will Attenborough : le sous-lieutenant de la Royal Navy
- James Bloor : le soldat en colère, CEB
- Bobby Lockwood : le marin qualifié pont de la Royal Navy
- Billy Howle : officier de marine
- John Nolan : le vieil homme aveugle
- Miranda Nolan : l'infirmière sur un destroyer
- Tom Nolan : le lieutenant de la Royal Navy
- Kim Hartman : l'hôtesse sur le bateau à roues à aubes
- Michel Biel : le soldat français 2
- Constantin Balsan : le soldat français 3
- Michael Caine (VF : Frédéric Cerdal) : l'interlocuteur radio des deux pilotes de chasse britanniques (caméo vocal non crédité)

Version française (VF) : AlloDoublage ; Version québécoise (VQ) : Doublage.qc.ca

Photos des acteurs principaux
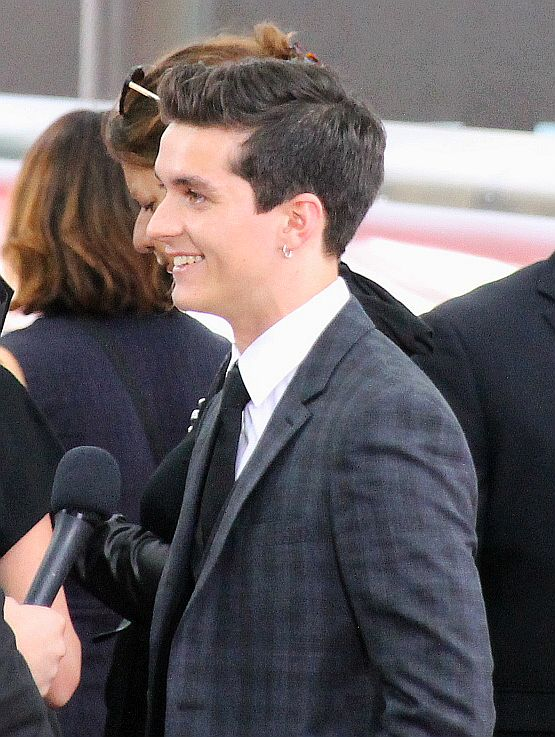
Fionn Whitehead
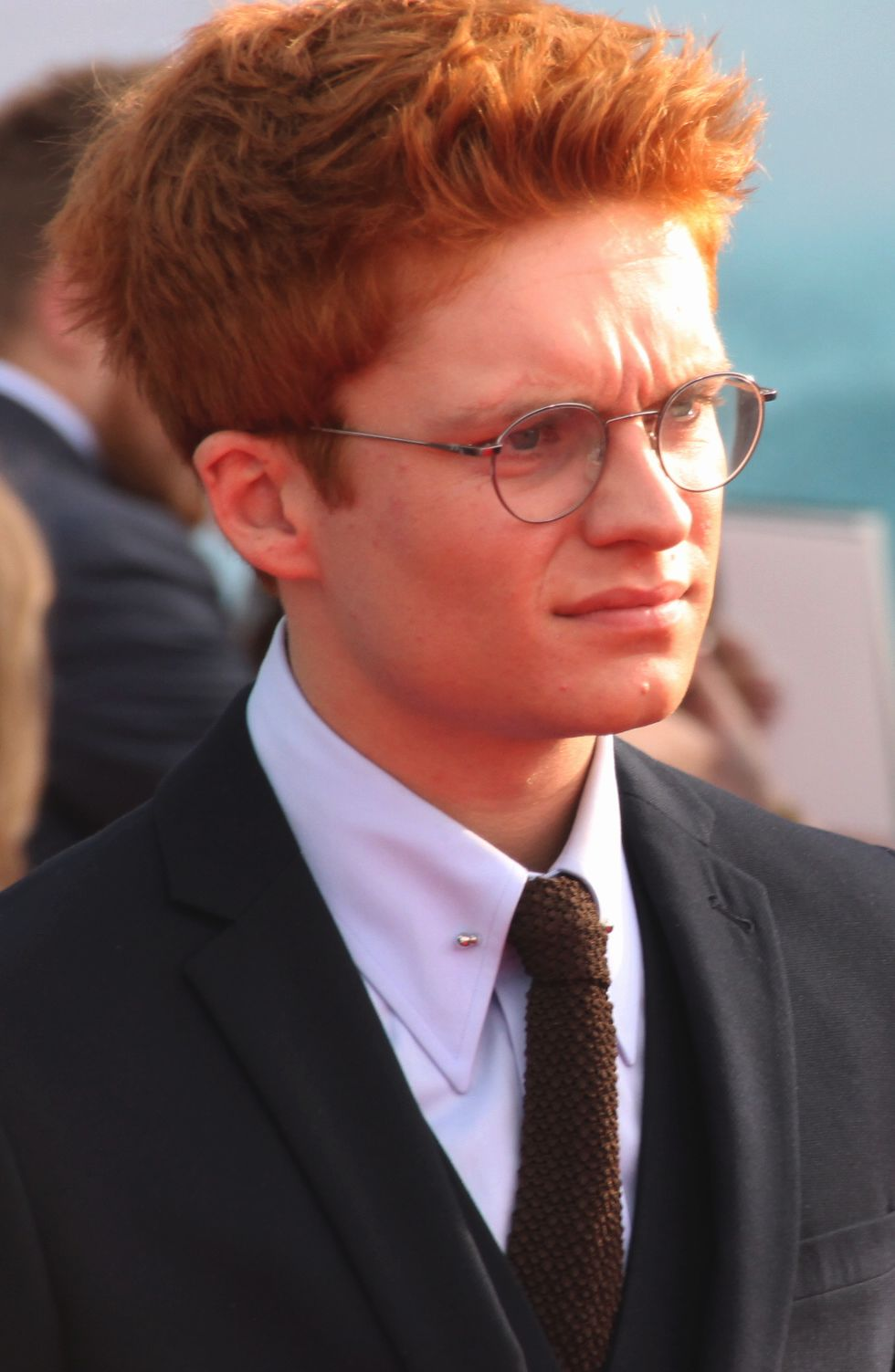
Tom Glynn-Carney
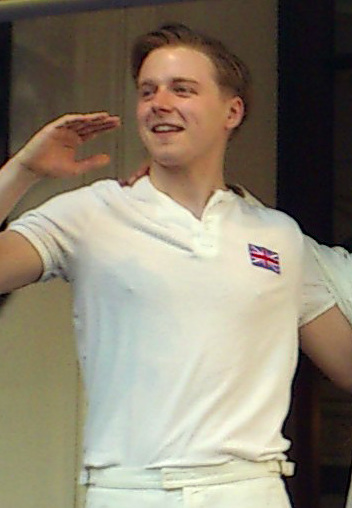
Jack Lowden
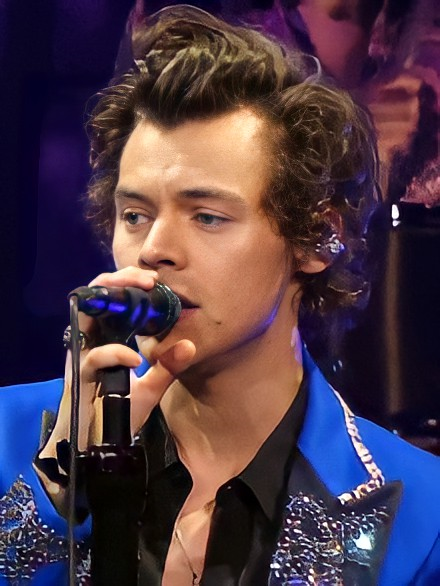
Harry Styles
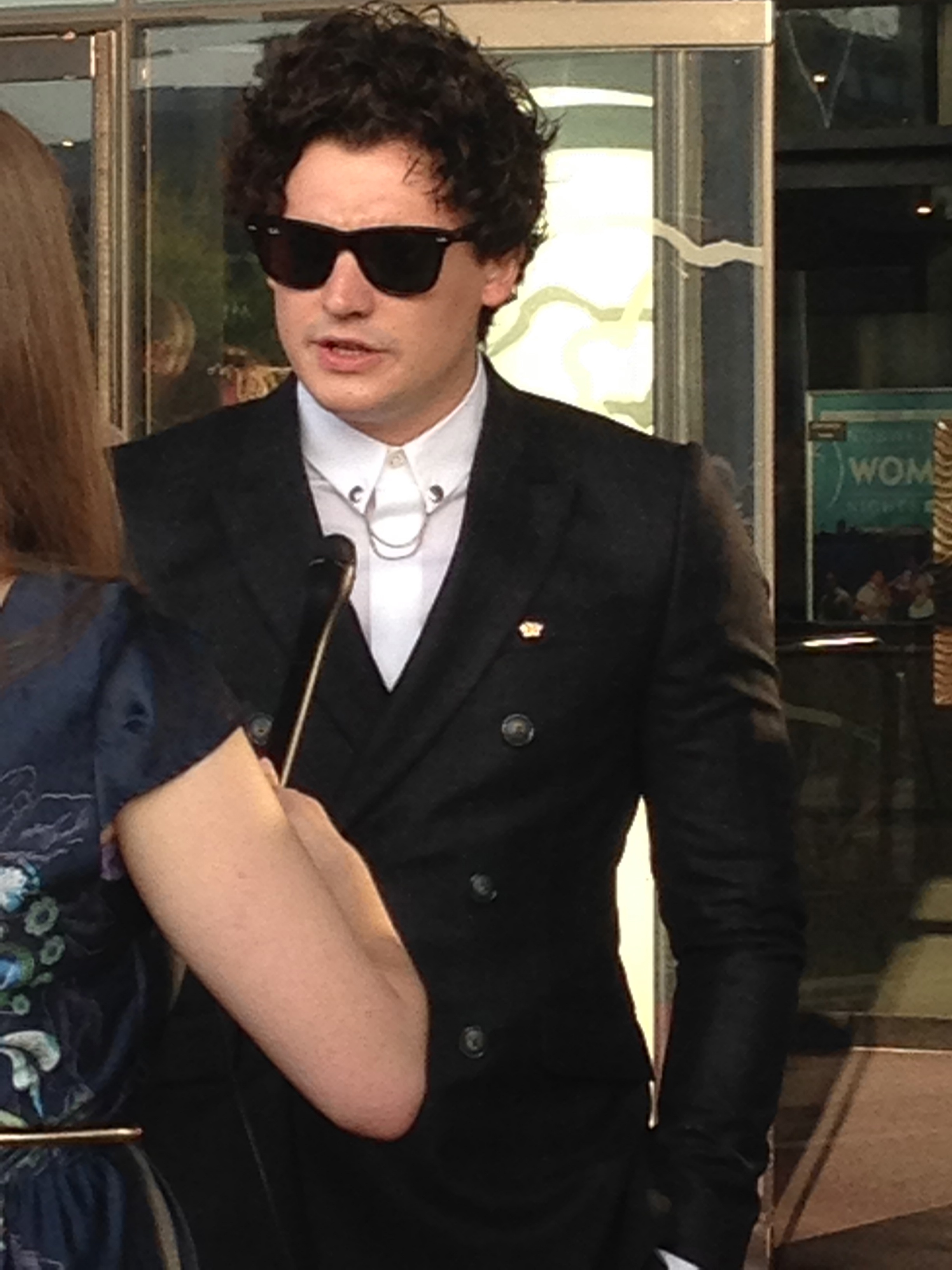
Aneurin Barnard
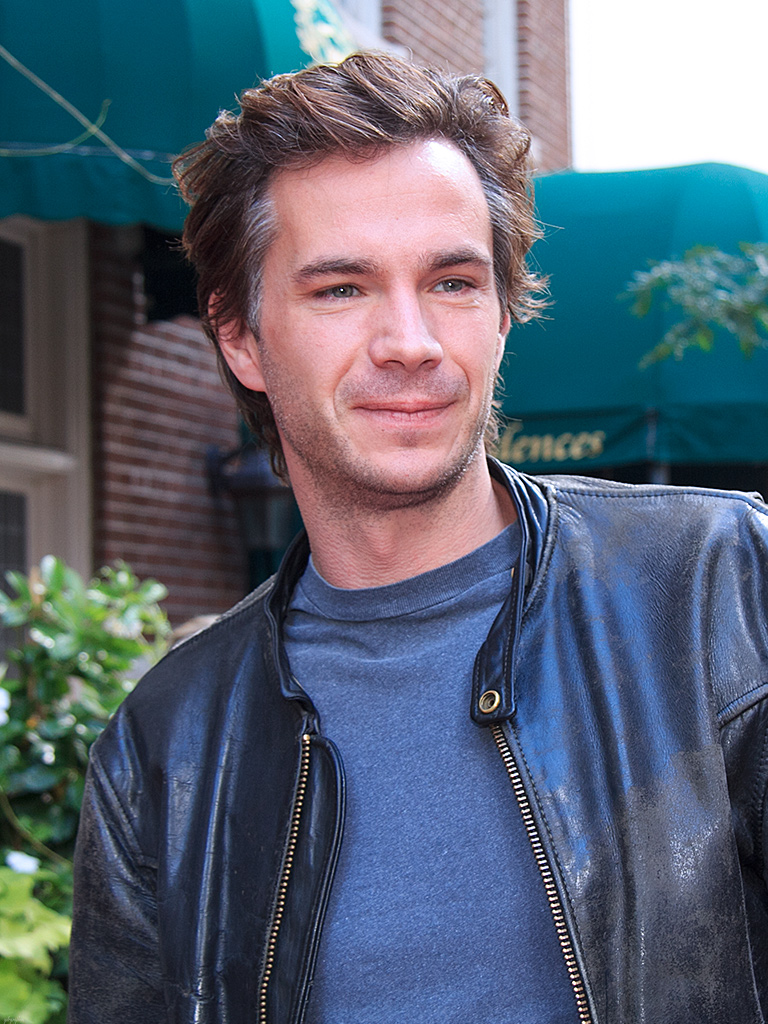
James D'Arcy
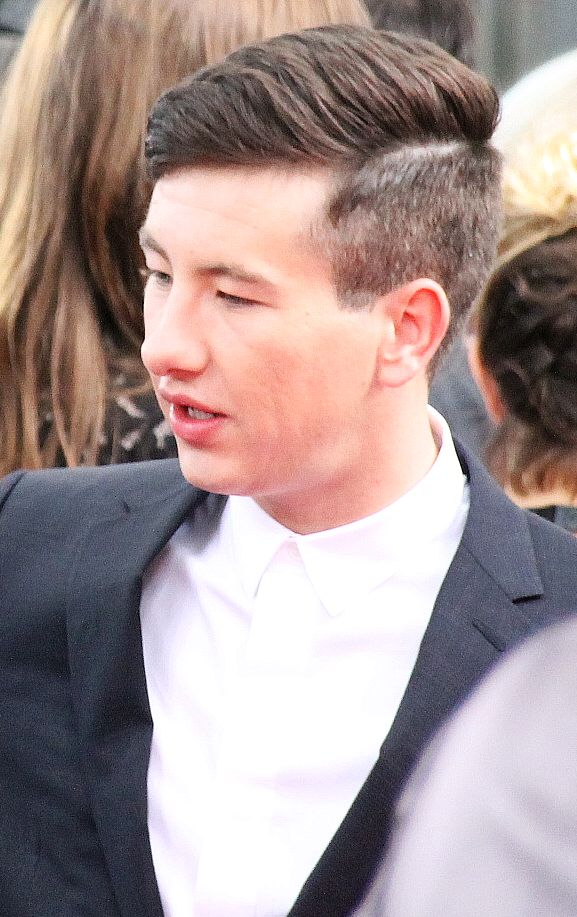
Barry Keoghan
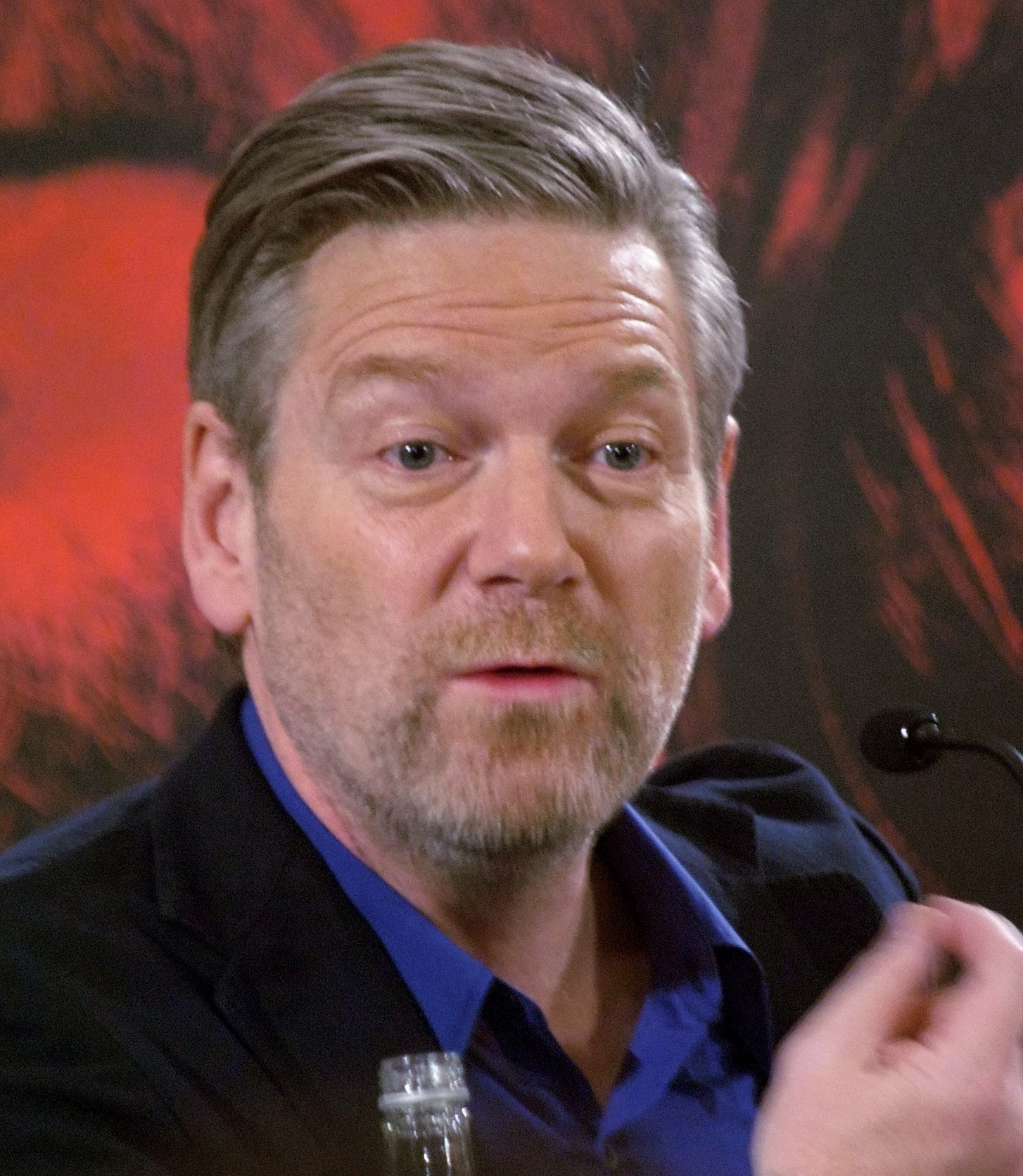
Kenneth Branagh
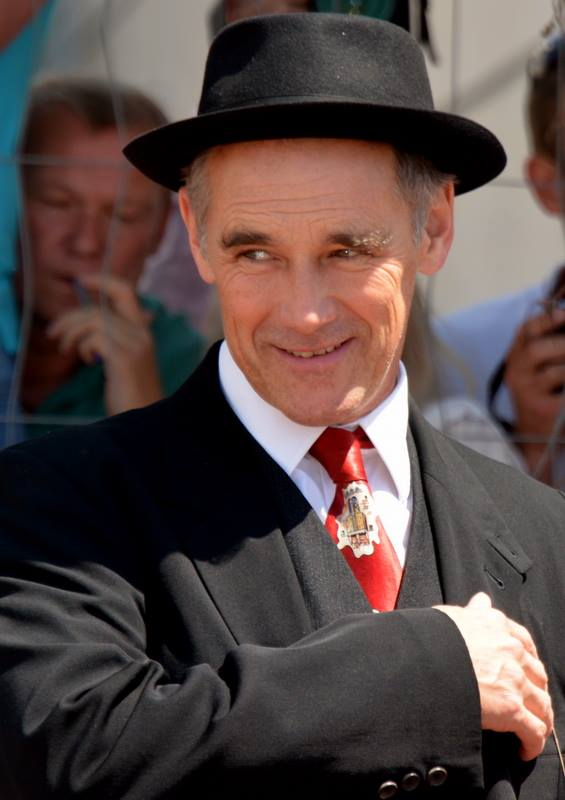
Mark Rylance
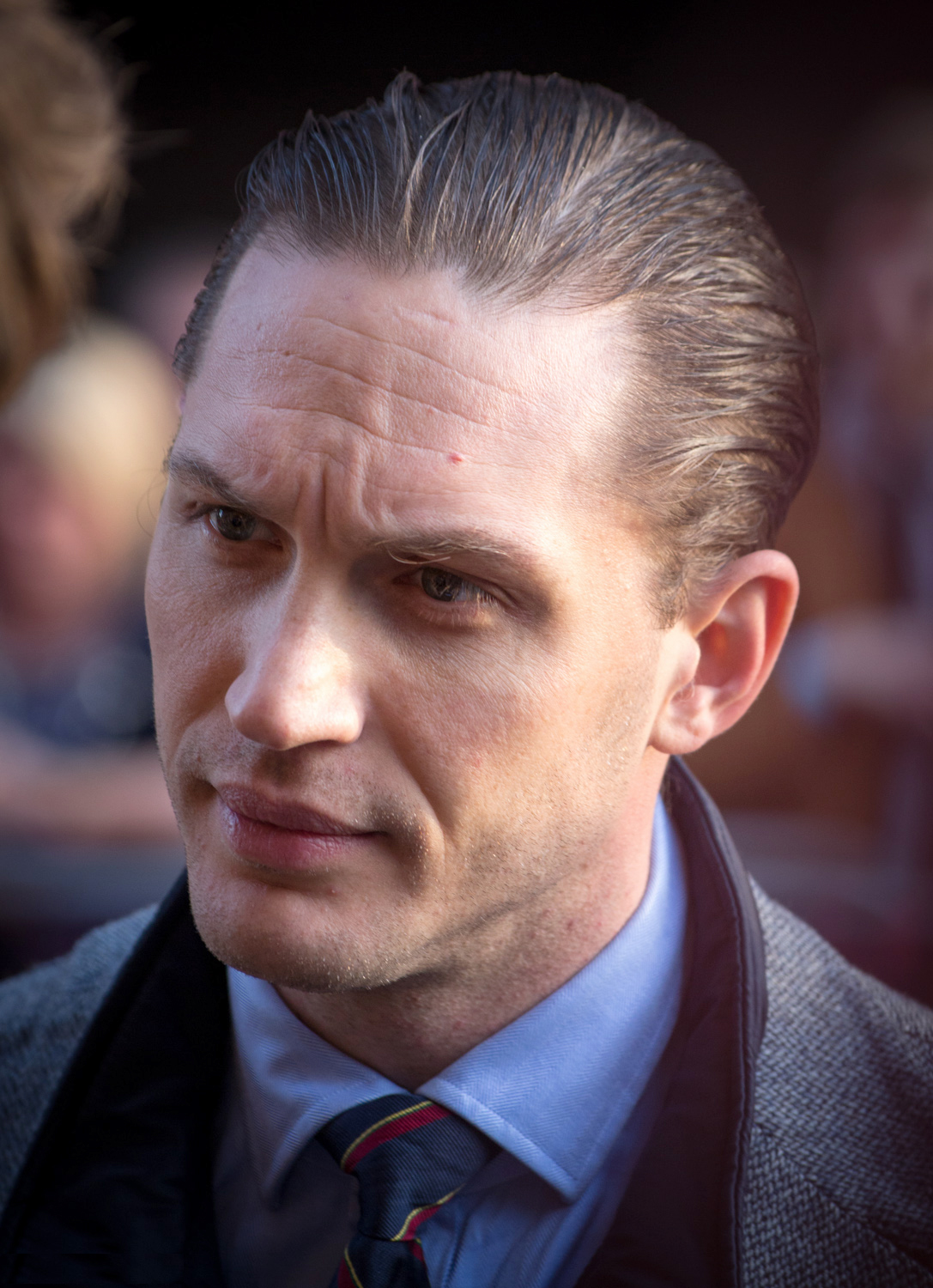
Tom Hardy

## Production

### Développement
Après avoir envisagé de tourner en Angleterre, notamment dans le comté du Suffolk, Christopher Nolan effectue son premier repérage à Dunkerque en août 2015, dans l'anonymat le plus complet, avec son chef décorateur Nathan Crowley. Ils parcourent entre autres, la longue plage, du port jusqu'à Bray-Dunes. En décembre 2015, le cinéaste est cette fois aperçu en compagnie de son frère Jonathan Nolan. La Voix du Nord révèle qu'il est en repérage pour son nouveau film, intitulé Dunkirk, qui contera l'évacuation de Dunkerque de mai / juin 1940, épisode majeur de la Seconde Guerre mondiale.
Le 29 décembre 2015, The Hollywood Reporter annonce que le film se tournera sur pellicule 65 mm et également en IMAX. « Dunkerque est l'une des plus grandes histoires de l'histoire humaine, jamais racontée dans le cinéma moderne. (...) J'ai voulu utiliser ma caméra grand format pour immerger le public dans ce périple incroyable. Le film place les spectateurs dans les bottes de quelqu'un qui était là sur la plage, dans le cockpit d'un pilote de Spitfire, sur le pont d'un yacht civil entrant en enfer. (...) C'est une odyssée en IMAX, de la réalité virtuelle sans les lunettes spéciales » explique Christopher Nolan dans une entrevue à Empire en décembre 2016.
C'est son épouse et coproductrice Emma Thomas qui a amené le cinéaste à s'intéresser à l'opération Dynamo. « Il y a quelques années, je suis tombée sur un livre de témoignages sur Dunkerque. Je l'ai fait lire à Christopher et il a tout de suite vu ce qu’il pouvait en tirer. À part l’incroyable plan-séquence de Reviens-moi, cette histoire n’a jamais été racontée de façon moderne. Dunkerque est un film sur la survie, sur l’espoir et l’expérience de la guerre. C’est un projet différent pour Chris, mais qui lui correspond totalement. L’opération Dynamo fut à la fois une victoire et une défaite et c’est cette contradiction qui rend le sujet passionnant » confie-t-elle au magazine Première en mars 2017.
Comme pour Interstellar, Christopher Nolan choisit comme chef opérateur Hoyte van Hoytema. « Chris a tout de suite été très clair : il voulait tourner sur les lieux de l'action et il faudrait respecter ces lieux. L’histoire et la géographie ont donc été les deux contraintes principales du tournage. J’ai vu des dizaines de reportages d’époque, des films tournés pendant les combats aériens ; j’ai regardé des centaines et des centaines de photos » déclare ce dernier au magazine Première en mars 2017.
Selon The Hollywood Reporter, Christopher Nolan obtient une avance de 20 millions de dollars par Warner Bros. et doit percevoir 20 % des recettes du film, ce qui fait de lui le réalisateur le mieux payé d'Hollywood depuis Peter Jackson sur King Kong en 2005. En tant que coproducteurs via leur société Syncopy Films, Christopher Nolan et son épouse Emma Thomas participent toutefois au financement de Dunkerque. « C'est un projet sur lequel il est très investi. Il investit lui-même son propre argent », déclare sur France 3 Nord Pas-de-Calais Malika Aït Gherbi Palmer, directrice générale de Pictanovo, l'agence de la région Nord Pas-de-Calais chargée du soutien et de l'accompagnement des projets audiovisuels.

### Influences

#### Cinéma et littérature
Dans un entretien accordé au magazine Première, Christopher Nolan évoque de nombreuses références cinématographiques et littéraires qui l'ont aidé pour la réalisation de son film :
- Alfred Hitchcock : « Hitchcock réussissait à vous faire vibrer pour un personnage quel que soit le jugement moral que vous pouviez lui porter. On s'intéresse au succès ou à l’échec d’une action au moment où elle se produit. (...)  C’est la force du cinéma de Hitchcock : vivre l’intensité du moment présent, sans avoir à expliquer ce qu’il s’est produit avant. C’est le principe de Dunkerque, trouver l’intensité immédiate . »
- Henri-Georges Clouzot : « Le Salaire de la peur. La plupart des membres de l'équipe n’ont pas compris pourquoi je leur projetais ce film. Mais c’est celui qui faisait le plus sens. Pur suspense. Qui parle de mécanique, de procédure et des difficultés physiques. Regardez la scène où le camion doit faire marche arrière sur la plateforme et les roues ne répondent plus... C’est ce genre de choses que je devais aller chercher pour Dunkerque ! Je voulais montrer comment on amène un camion sur la jetée ; ce qu’il arrive quand les pneus ne passent pas, quand les roues ne répondent plus. De la physique pure ! »
- Robert Bresson : « Les procédures me fascinent, les processus mécaniques et humains. C'était l’une de mes obsessions sur Dunkerque. J’ai revu Pickpoket et Un condamné à mort s’est échappé rien que pour ça. Bresson détaille tout, crée du suspense avec des détails. Tout n’est que procédures, mouvements. »
- Le cinéma muet (Friedrich Wilhelm Murnau, Erich von Stroheim, David W. Griffith) : « La manière dont les figurants bougent, évoluent, la façon dont l'espace est mis en scène, les points de vue utilisés. Pour le storytelling de Dunkerque revoir Intolérance, L’Aurore ou même Les Rapaces a été un exercice très stimulant. Je cherchais des œuvres aux échelles immenses. Ce qui me fascine avec les films muets, c’est la façon dont ils utilisent la géographie, l’espace pour raconter l’histoire. »
- Franz Kafka : « En mai 1940, la situation sur cette plage était kafkaïenne. Je compare cela au cauchemar bureaucratique ultime. Des queues immenses, qui s'allongent et personne pour vous dire quoi faire, où aller, à qui s’adresser. (...)  C'est dans [le paradoxe de la bureaucratie, le réel qui s’échappe] que [Kafka] a pu puiser la source de ses romans et notamment du Procès. »
- Joseph Conrad : « Ce n'est pas un hasard si Au cœur des ténèbres de Conrad est l’un de mes romans préférés. C’est la plus pure forme de géographie et de storytelling. Conrad ne se répète jamais, il s’enfonce progressivement au plus profond de l’esprit humain. »
- La Bible : « Dunkerque parle d'un lieu très particulier qui évoque carrément la Bible. En mai 1940, les Anglais ce sont les Juifs chassés d’Égypte et acculés devant la mer Rouge. Et dans une civilisation judéo-chrétienne ça rajoute un niveau de mythologie très fort. »

Le 24 mai 2017, le British Film Institute dévoile la programmation d'une rétrospective intitulée Christopher Nolan Presents - Films That Inspired The Director's New Release Dunkirk, proposée au BFI Southbank à Londres du 1er au 31 juillet 2017. Ces films, qui ont inspiré Dunkerque, ont été sélectionnés par Christopher Nolan lui-même. Il s'agit de A L'Ouest Rien de Nouveau de Lewis Milestone (1930), Le Salaire de la Peur d'Henri-Georges Clouzot (1953), Alien de Ridley Scott (1979), Speed de Jan de Bont (1994), Unstoppable de Tony Scott (2010), Les Rapaces d'Erich von Stroheim (1924), L'Aurore de Friedrich Wilhelm Murnau (1927), La Fille de Ryan de David Lean (1970), La Bataille d'Alger de Gillo Pontecorvo (1966), Les Chariots de Feu de Hugh Hudson (1981) et Correspondant 17 d'Alfred Hitchcock (1940).
Christopher Nolan a également projeté à son équipe, avant le tournage, La Ligne Rouge de Terrence Malick (1998). « Nous nous le sommes projeté avant de faire Dunkerque, mais le parallèle n'est pas pertinent, sauf dans l'intemporalité du style, de sa texture même. Il [Dunkerque] semble très contemporain, alors même qu'il parle de la Seconde Guerre mondiale ; nous tenions beaucoup à ce que cette dimension apparaisse dans la texture du film », explique le cinéaste.

#### Joshua Levine, écrivain
Christopher Nolan a été conseillé, sur le plan historique, par l'écrivain et producteur de télévision britannique Joshua Levine, auteur du livre Forgotten Voices of Dunkirk, constitué de témoignages de vétérans de l'opération Dynamo. C'est cet ouvrage qui a conduit Emma Thomas et le cinéaste à s'intéresser à cette histoire.
Joshua Levine a publié le 27 juin 2017 un nouveau livre, lié à la sortie du film, intitulé Dunkirk: The History behind the Major Motion Picture, incluant un long entretien avec le cinéaste. La traduction française — Dunkerque : Le livre officiel du film événement — est sortie le 5 juillet 2017.

#### Les vétérans de l'Opération Dynamo
Pendant la préparation du film, Christopher Nolan et Joshua Levine ont rencontré plusieurs vétérans de l'évacuation de Dunkerque, parmi lesquels Harold "Vic" Viner. Jeune officier de la Royal Navy, âgé de 23 ans en 1940, il œuvra pendant près d'une semaine comme « beach master », à Bray-Dunes, sous les ordres du capitaine William Tennant, pour organiser le rembarquement des troupes. Son frère aîné, Albert Viner, alors âgé de 25 ans, fut tué avec trois cents autres hommes, à bord du Crested Eagle (en), un paddle steamer (bateau à roues à aube) réquisitionné pour l'évacuation. Vic Viner est décédé le 29 septembre 2016, à l'âge de 99 ans, sans avoir pu voir le film. La scène du soldat désespéré se débarrassant de ses affaires pour se jeter dans la mer — visible dès les premières bandes-annonces de Dunkerque — est directement inspirée de ses souvenirs de l'opération Dynamo. « Le nombre de morts sous les bombardements... aucun chiffre n'a vraiment été donné, ils ne sont pas sûrs. Et il y a eu autre chose : les suicides », racontait-il dans le livre Dunkirk : From Disaster to Deliverance - Testimonies of the Last Survivors de Sinclair McKay.

### Attribution des rôles
« Dunkirk devrait rendre hommage aux soldats qui ont foulé cette plage il y a plus de 75 ans (...). On sait que le film sera épique, spectaculaire, et servi par un casting cinq étoiles », indique Warner Bros. en janvier 2016. Tom Hardy, Kenneth Branagh et Mark Rylance sont les premiers comédiens dévoilés, mais le studio précise que les acteurs seront principalement « des inconnus qui doivent encore être sélectionnés ». En mars 2016, à l'issue d'auditions menées au Royaume-Uni par John Papsidera (en) et Tobby Whale, les noms de Fionn Whitehead, Harry Styles, Aneurin Barnard et Jack Lowden sont ajoutés à la distribution du film. Cillian Murphy est annoncé à son tour début avril.

#### Les débuts d'acteur d'Harry Styles
Dunkerque marque les débuts au cinéma d'Harry Styles, l'un des chanteurs du groupe britannique One Direction. Selon Jack Lowden, il n'aurait bénéficié d'aucun passe-droit pour jouer dans le film, malgré sa notoriété. « J'ai été dans les mêmes salles d'auditions qu'Harry, c'est un processus assez épuisant, donc je pense que Chris a vu quelque chose en lui. Je ne pense pas qu'on puisse tromper Christopher Nolan », assure l'acteur écossais en octobre 2016. « Pour les gars sur la plage, nous voulions vraiment de jeunes inconnus. Il n'est pas vraiment un inconnu, mais il n'avait jamais rien fait avant en tant qu'acteur. Alors il a passé les auditions. J'ai littéralement auditionné des milliers de jeunes hommes avec différentes combinaisons de jeunes gens. Et il l'a eu », explique Christopher Nolan en mars 2017 lors du CinemaCon. Son épouse et coproductrice Emma Thomas reconnaît toutefois dans le livre The Making of Dunkirk que la candidature d'Harry Styles a été appuyée par Greg Silverman, qui était à l'époque le président du développement créatif et de la production mondiale chez Warner Bros.
Pendant le tournage à Dunkerque, de nombreuses fans font le pied de grue, jour et nuit, devant l'Hôtel Borel où il réside. Des paparazzi le photographient faisant un footing dans les rues dunkerquoises, entouré de gardes du corps. Outre-Manche, certaines fans se prennent de passion pour l'histoire du film et lancent le 21 juillet 2016 une cagnotte pour collecter des fonds pour rénover le Skylark IX, un Little Ship qui participa à l'opération Dynamo en 1940.
Harry Styles s'exprime pour la première fois sur le film dans une interview accordée au magazine de mode Another Man en septembre 2016.

#### Les débuts au cinéma de Fionn Whitehead
Fionn Whitehead est un jeune acteur totalement inconnu quand The Wrap annonce, en mars 2016, que Christopher Nolan va lui confier l'un des rôles principaux de Dunkerque. Le comédien anglais, âgé de 19 ans, a suivi les cours d'été du National Youth Theatre, ce qui lui a ouvert la porte des castings. Lorsqu'il passe les auditions pour Dunkerque, il participe au même moment, dans la banlieue de Londres, à son tout premier tournage, celui de la mini-série fantastique Him (diffusée sur ITV à l'automne 2016), dont il occupe le rôle-titre (un adolescent tourmenté, doué de pouvoirs télékinésiques qu'il peine à maîtriser). « Il auditionnait pour le film de Nolan à l'époque, mais ne parlait de rien d'autre que de ce qui était prévu, le jour suivant, pour le tournage de Him, donc pour moi, il a eu la bonne attitude. », raconte l'actrice Katherine Kelly, qui incarne sa mère dans cette série. Pendant les auditions, Christopher Nolan reste extrêmement secret. « Tout le monde avançait à l'aveugle. Personne ne savait combien il y avait de personnages, qui étaient les personnages, quel âge ils avaient, l'intrigue, rien », confie Fionn Whitehead au Los Angeles Times, en avril 2017.
« La première chose essentielle qui ressort des récits de première main de l'évacuation de Dunkerque, c'est la jeunesse et l'inexpérience des soldats. Il m'a paru important, en particulier pour le rôle de Fionn, de prendre quelqu'un de vraiment nouveau », explique Christopher Nolan dans Entertainment Weekly, en décembre 2016. « Il y a un naturel et une authenticité dans la façon dont Fionn joue, c'est extraordinaire. Il a une présence très charismatique. Il me fait penser à un jeune Tom Courtenay », ajoute le réalisateur dans le Los Angeles Times, en avril 2017.
Fionn Whitehead arrive à Dunkerque plusieurs semaines avant le début du tournage pour se préparer physiquement. « J'ai beaucoup nagé dans un uniforme en laine détrempé, avec des bottes ferrées et des armes à feu. C'était un travail difficile, mais j'ai vraiment apprécié. Que serait la vie sans un peu de défi », explique le jeune acteur à Entertainment Weekly en décembre 2016.

#### La génération montante du cinéma britannique mobilisée
Huit acteurs de Dunkerque ont été désignés « Stars of Tomorrow » (stars de demain) par Screen International, le magazine britannique des professionnels de l'industrie cinématographique : Aneurin Barnard en 2010, Elliott Tittensor en 2012, Jack Lowden en 2014, Kevin Guthrie en 2014, Barry Keoghan en 2015, Brian Vernel en 2015, Fionn Whitehead en 2016 et Tom Glynn-Carney en 2017.
Depuis 2004, cette sélection récompense chaque année les acteurs et actrices britanniques jugés les plus prometteurs, sur les conseils de professionnels du cinéma et de la télévision (producteurs, réalisateurs, directeurs de casting, agents artistiques).

#### Plus d'un millier de figurants recrutés
Pour la première partie du tournage à Dunkerque, la production va recruter près de 1500 figurants. La mairie a reçu en amont plus de 4 500 candidatures. Les castings débutent en avril 2016 : les candidats doivent être des hommes entre 18 et 50 ans ne dépassant pas 1,83 m. Un casting féminin est également organisé, principalement pour des rôles d'infirmières. La production exige qu'il n'y ait pas de coloration pour les cheveux, pas de coupes courtes, avec une longueur minimum au niveau des épaules. Un casting supplémentaire est organisé en juin 2016, pendant le tournage, pour recruter des hommes de 45 à 80 ans, « ayant l'expérience des sorties en mer », qui incarneront des marins britanniques.
Fin mai 2016, un casting de figurants a également lieu aux Pays-Bas, pour la suite du tournage à Urk. Les candidats doivent fournir un certificat assurant qu'ils savent nager. Fin juin 2016, d'autres castings sont organisés à Swanage et à Weymouth au Royaume-Uni, où Christopher Nolan et son équipe vont aussi tourner des scènes. La production recherche alors aussi bien des hommes que des femmes de plus de 16 ans pour jouer des civils et des soldats.
Parmi tous ces figurants, le visage de Mathias Novais Luque, étudiant en médecine à Lille, va régulièrement apparaître dans les bandes-annonces, les photos promotionnelles, les posters du film. Il campe un soldat britannique levant la tête vers le ciel, au milieu d'une foule de combattants entassés sur la jetée Est de Dunkerque.

#### En famille
Christopher Nolan a confié quelques petits rôles du film à des membres de sa famille. Son oncle, John Nolan, joue le vieil aveugle qui réconforte les soldats évacués à leur retour en Angleterre. Il était déjà apparu dans trois autres films du cinéaste, Following, Batman Begins et The Dark Knight Rises.
Sa tante par alliance, Kim Hartman, épouse de John Nolan, campe l'hôtesse, à bord d'un bateau à roue à aubes, qui donne la réplique au commandant Bolton (Kenneth Branagh).
Sa cousine, Miranda Nolan, fille de John Nolan et Kim Hartman, joue l'infirmière qui accueille les soldats à bord d'un destroyer. Elle figurait déjà dans deux films de Christopher Nolan, Inception et The Dark Knight Rises. Son cousin, Tom Nolan, fils de John Nolan et Kim Hartman, incarne un lieutenant de la Royal Navy. Il apparaissait déjà dans Batman Begins.

### Tournage

#### En France
Le tournage débute le 23 mai 2016 à Dunkerque, sur les lieux mêmes de l'Opération Dynamo, pour une durée de cinq semaines, sous le nom de code Bodega Bay, en référence à la station balnéaire californienne où se déroule l'action du film Les Oiseaux d'Alfred Hitchcock.
Les prises de vue se déroulent dans le port et sur la jetée Est de Dunkerque, dans les rues Belle-Rade et des Fusillés à Malo-les-Bains, sur la plage et la digue de Mer de Malo-les-Bains, sur la digue du Braek, sur la plage et les dunes de la rue Pierre Loti à Leffrinckoucke, ainsi qu'à l'Aéroport de Calais-Dunkerque à Marck. La jetée Est de Dunkerque est recréée dans son apparence de 1940 par le décorateur calaisien Guy Belegaud. « Le môle est ce qui m'a tout de suite fasciné dans cette histoire. (...) Un kilomètre de long qui s’avance dans la mer. 2,5 mètres de large (...) . J’y voyais une image élémentaire. (...) C’est une image que je n’avais jamais vue avant et qui possède une force métaphorique, allégorique si vous voulez, qui résonne immédiatement dans l’inconscient » explique Christopher Nolan dans une interview à Première en mars 2017.
Le Kursaal, palais des congrès de Dunkerque, est transformé en cimenterie pour masquer l'aspect trop contemporain du bâtiment. Parmi les autres éléments de décor figurent le Maillé-Brézé, un escorteur habituellement amarré à Nantes, classé monument historique, et le Rogaland, un paquebot norvégien transformé en navire-hôpital pour le film. Trois anciens vaisseaux militaires néerlandais sont aussi affrétés pour le tournage : le Castor, le Naaldwijk et le Sittard. La production fait également appel à d'authentiques bateaux ayant participé à l'opération Dynamo : le MTB 102, le bateau à roues à aubes Princess Elizabeth et plusieurs Little Ships. Deux Supermarine Spitfire et un Yakovlev Yak-52 modifié, équipé d'une caméra IMAX, sont utilisés pour les prises de vue aériennes, ainsi que des répliques miniatures radiocommandées de Junkers Ju 87 Stuka et de Messerschmitt BF109. Pour les véhicules terrestres, la production acquiert six Bedford auprès d'une famille de collectionneurs d'Oye-Plage.
Fionn Whitehead, Aneurin Barnard, Harry Styles, Kenneth Branagh, James D'Arcy, Matthew Marsh, Jack Lowden, Mark Rylance, Barry Keoghan ou encore Tom Glynn-Carney participent aux différentes scènes. Tom Hardy, lui, arrive à Dunkerque en toute fin de tournage, à l'abri des regards.

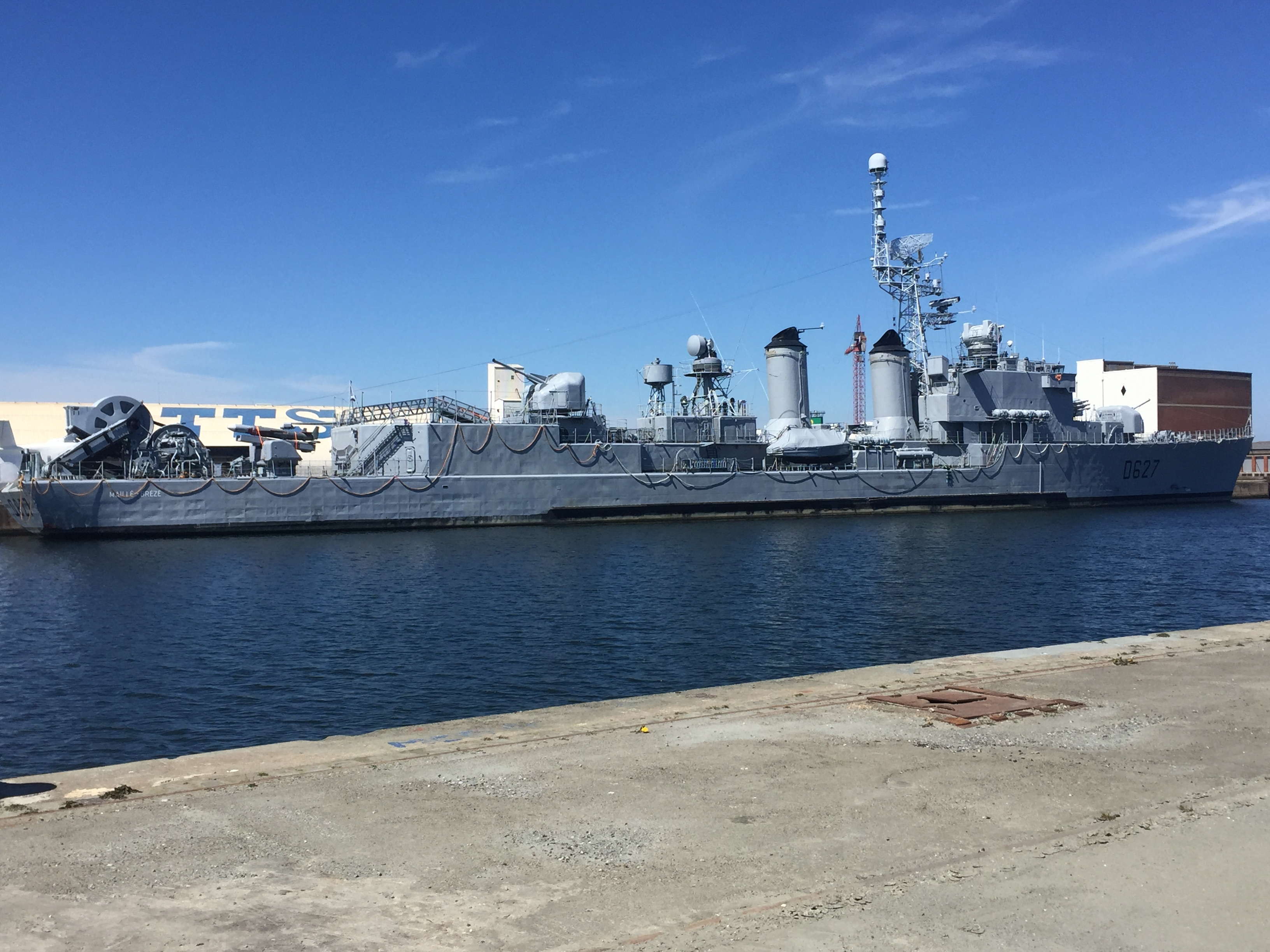
Le Maillé-Brézé à son arrivée à Dunkerque.
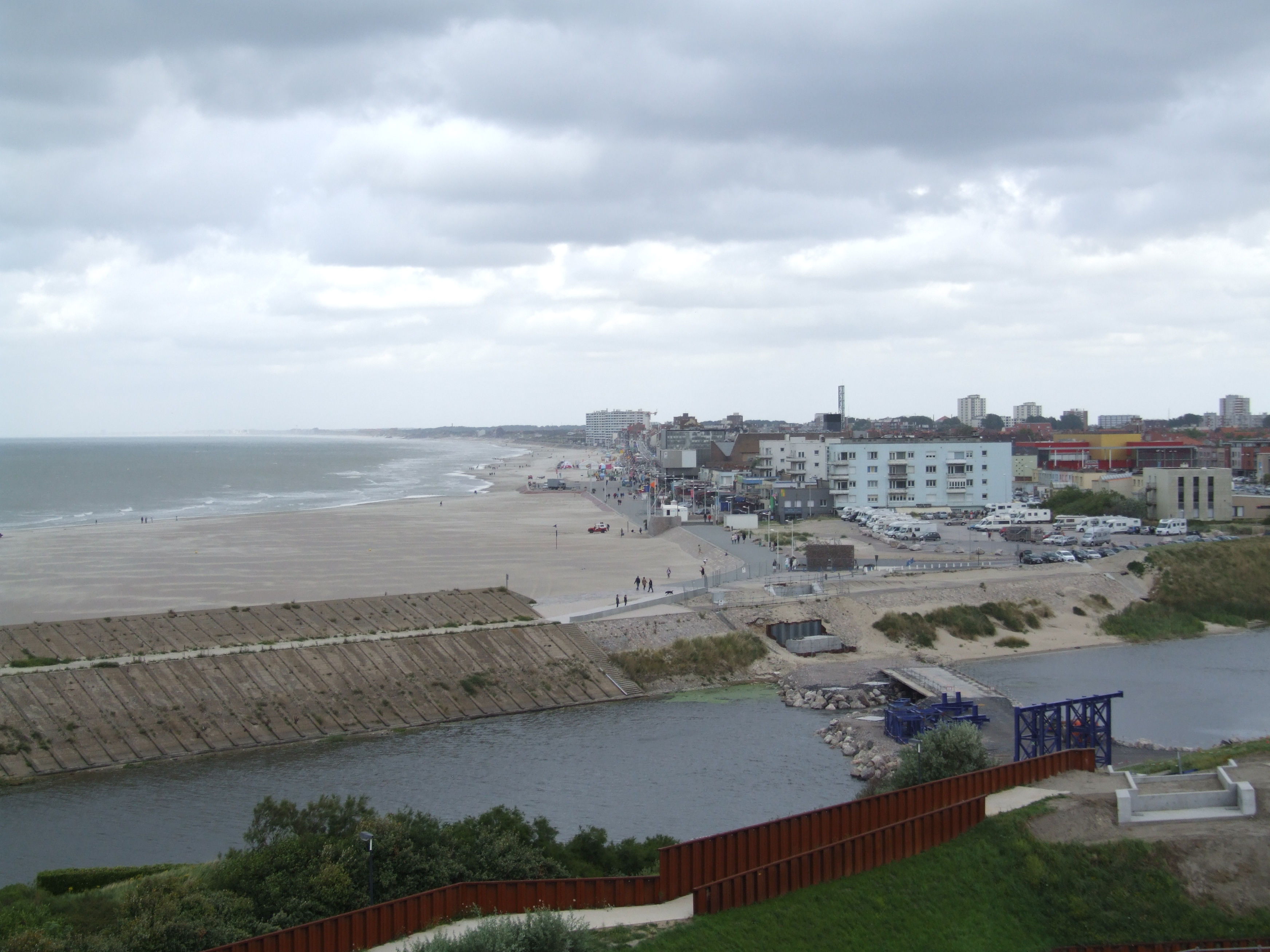
Malo-les-Bains
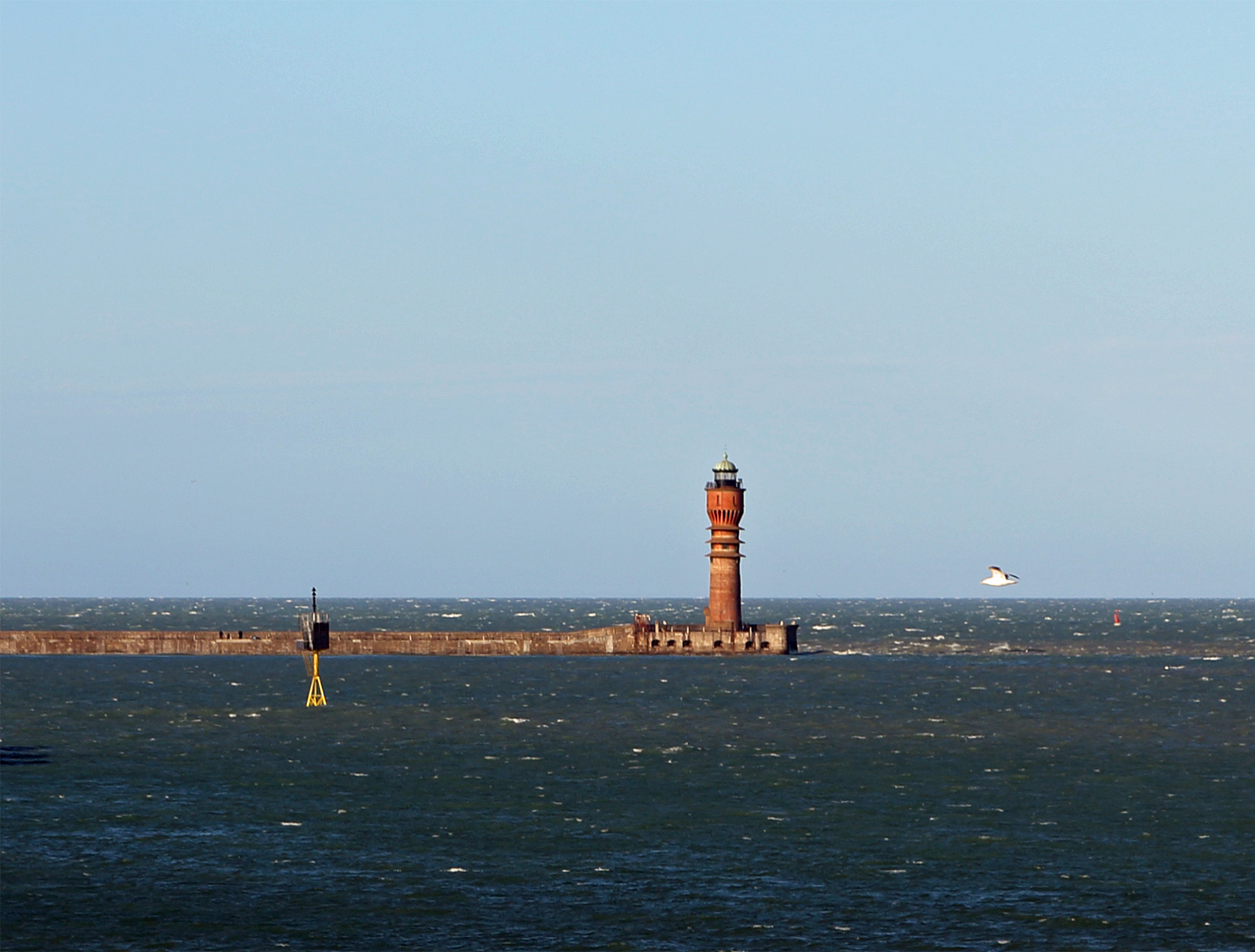
Le Feu de Saint-Pol à Dunkerque, à l'entrée du port.

#### Aux Pays-Bas
Le tournage à Dunkerque s'achève le 23 juin 2016 pour reprendre à Urk, aux Pays-Bas, le 27 juin. L'équipe du film y reste quatre semaines pour filmer des scènes navales sur l'IJsselmeer, le plus grand lac néerlandais, aux eaux calmes, peu profondes et non soumises aux aléas des marées. La production utilise également les aéroports de Lelystad et Hoogeveen. Un bombardier de type Bristol Blenheim, un Hispano-Buchon, « maquillé » en Messerschmitt BF109, trois Supermarine Spitfire et une réplique miniature radiocommandée de Heinkel He111 sont utilisés pour de nouvelles prises de vue aériennes.
Cillian Murphy rejoint le tournage, en uniforme d'officier britannique. Fionn Whitehead, Harry Styles, Jack Lowden, Mark Rylance, Kevin Guthrie, Barry Keoghan et Tom Glynn-Carney participent eux aussi aux scènes tournées aux Pays-Bas.

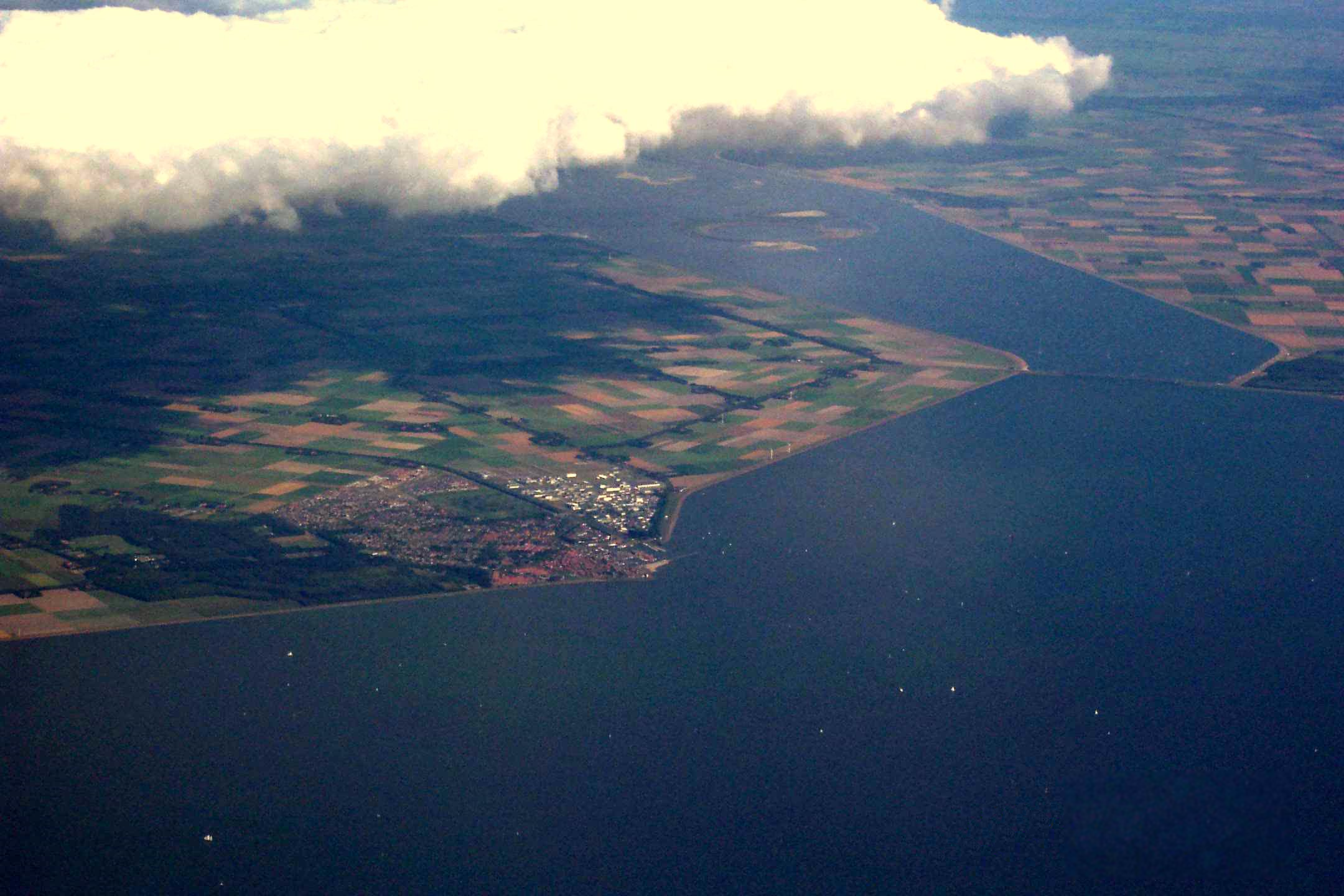
Urk, vu du ciel.
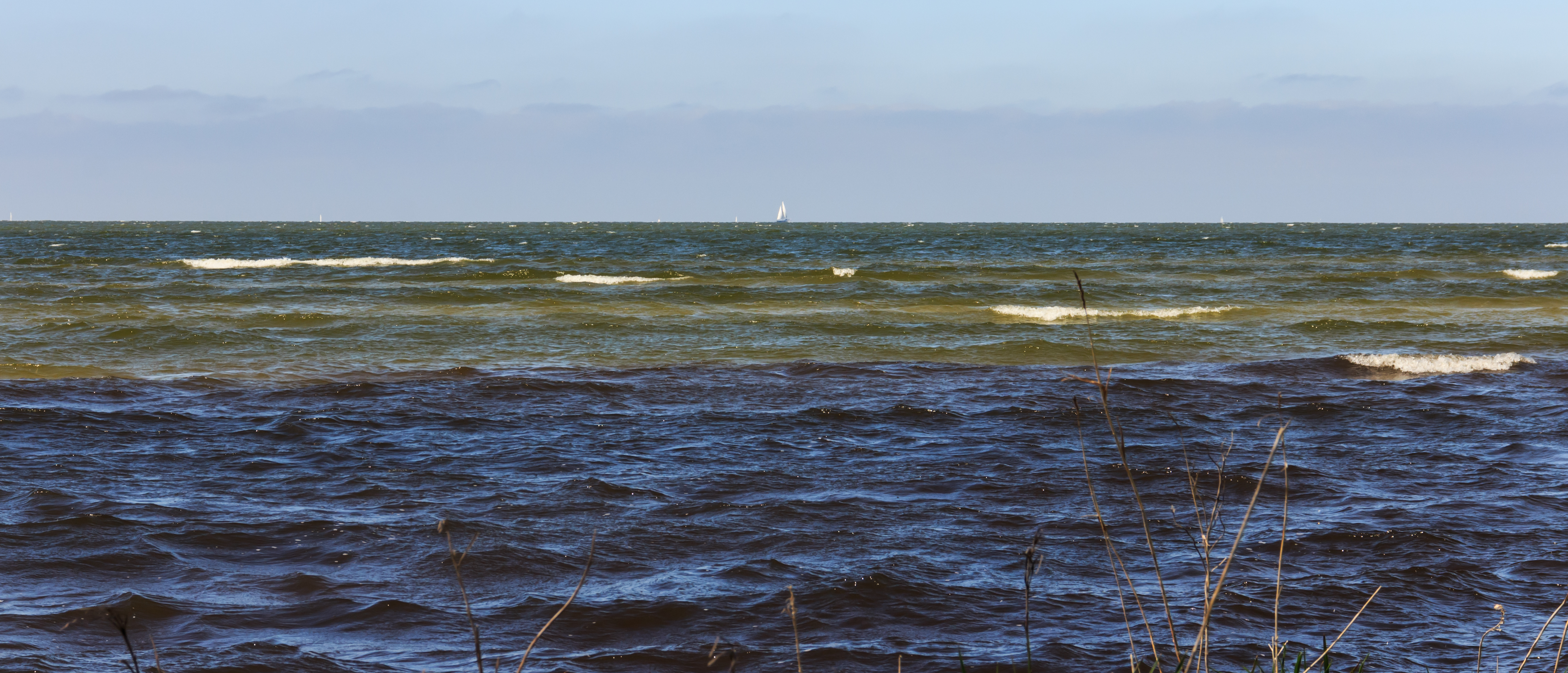
L'IJsselmeer.

#### Au Royaume-Uni
Après les Pays-Bas, la production se déplace au Royaume-Uni, dans les comtés du Dorset et de l'Hampshire, dans le Sud de l'Angleterre. Des scènes sont tournées à la gare de Swanage, rebaptisée "Woking", les 25 et 26 juillet 2016, avec Harry Styles, puis dans le port de Weymouth les 27 et 28 juillet 2016, toujours avec le chanteur des One Direction, accompagné cette fois de Cillian Murphy, Jack Lowden, Mark Rylance, Barry Keoghan, Kevin Guthrie et Tom Glynn-Carney. Fionn Whitehead est absent : c'est sa doublure, Jordan Bosher, qui apparaît aux côtés des autres acteurs principaux,.
Des nouvelles séquences aériennes sont filmées depuis le Daedalus Airfield, à Lee-on-the-Solent, au-dessus du Solent et de l'île de Wight jusqu'au 5 août 2016.

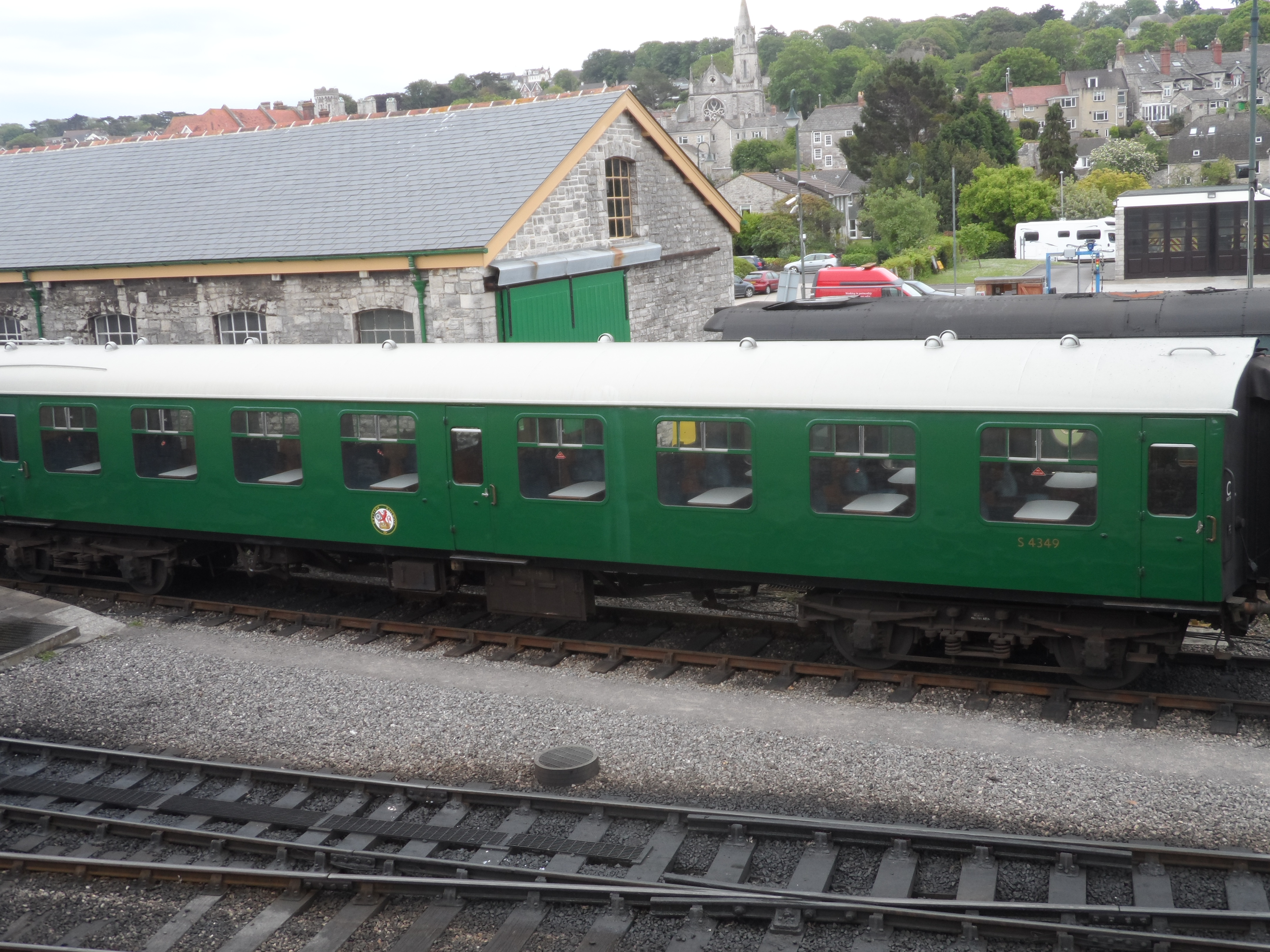
La gare de Swanage.
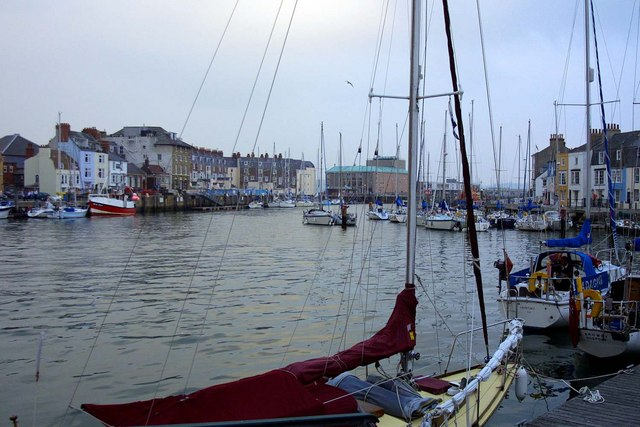
Le port de Weymouth.
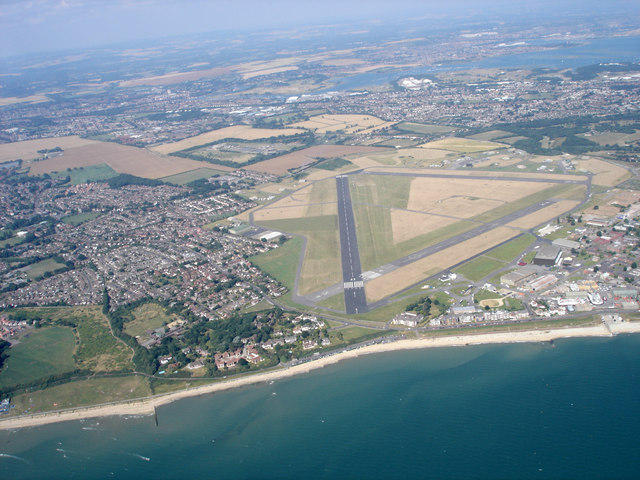
Le Daedalus Airfield à Lee-on-the-Solent.

#### Aux États-Unis
Le tournage de Dunkerque s'achève à Los Angeles aux États-Unis dans les studios de Warner Bros. et les bassins d'Universal Studios à Falls Lake, avec l'utilisation notamment de répliques à demi-échelle de navires. L'intérieur d'un destroyer est reconstitué à partir de pièces récupérées dans une casse à bateaux au Texas, de même que celui d'un chalutier. Harry Styles, Fionn Whitehead, Aneurin Barnard, Jack Lowden, Cillian Murphy, Brian Vernel, Kevin Guthrie, Elliott Tittensor, Tom Glynn-Carney et Jochum ten Haaf font partie des acteurs présents.
Des scènes extérieures sont également tournées à Rancho Palos Verdes, entre le 22 et le 26 août 2016, au phare de Point Vicente, au bord d'une falaise surplombant l'Océan Pacifique. Le 22 août, une réplique grandeur nature de Supermarine Spitfire est acheminée sur le site pour être suspendue à une grue les jours qui suivent. Une section de fuselage représentant le cockpit, capable de pivoter latéralement et verticalement, est installée pour filmer les acteurs en plan serré. Le 26 août 2016, le Daily Mail publie les premières photos de Tom Hardy sur le tournage de Dunkerque, en tenue de pilote. Jack Lowden est là lui aussi.
Le tournage du film se termine le 2 septembre 2016 aux Warner Bros. Studios de Burbank, où Dunkerque sera ensuite monté et mixé.

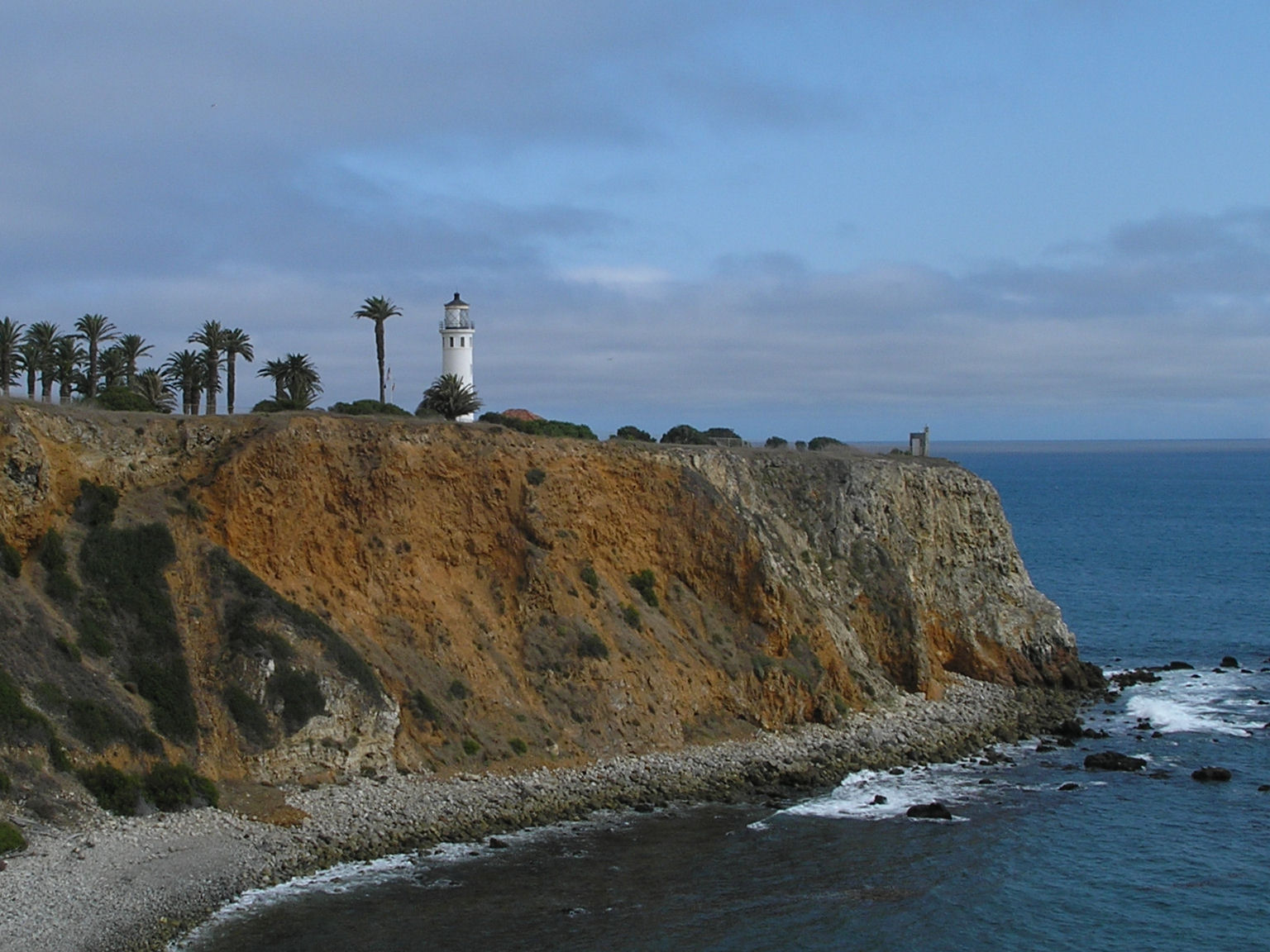
Le phare de Point Vicente à Rancho Palos Verdes.
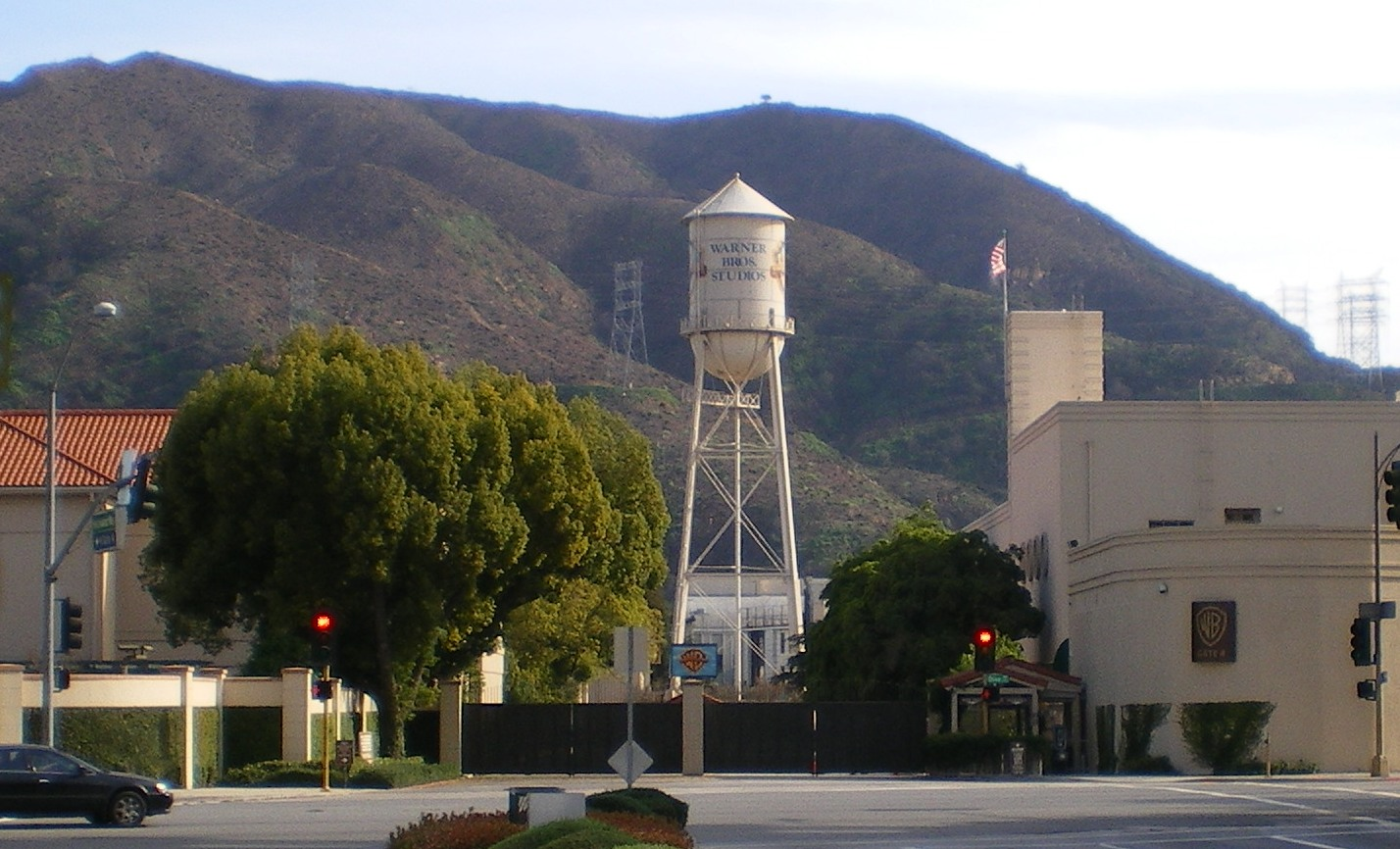
Les studios Warner Bros. à Burbank.

### Bateaux utilisés sur le tournage
Désirant limiter l'usage d'effets spéciaux numériques, Christopher Nolan a recherché dès le départ « de vrais navires et de vrais avions qui correspondent le plus possible à ceux de l'époque » pour reconstituer l'opération Dynamo. « Plus de 230 bateaux ont été perdus lors des évacuations quotidiennes, dont six destroyers britanniques. Il y a des moments où je me suis dit que j'avais eu les yeux plus gros que le ventre. Je crois qu'on a eu jusqu'à 62 vaisseaux de sortie, sur l'eau, lors d'une journée. Je n'avais jamais dirigé quelque chose comme ça auparavant et je ne sais pas si quelqu'un l'a déjà fait », raconte le cinéaste, qui a demandé conseil à Steven Spielberg et Ron Howard pour le tournage de ces séquences navales.

#### Vaisseaux militaires
| Nom                 | Type                                       | Année | Port /Pavillon | Particularités | Rôles/fonctions dans le film                                                                   | Lieux de tournage      |
| ------------------- | ------------------------------------------ | ----- | -------------- | --- | ---------------------------------------------------------------------------------------------- | ---------------------- |
| Maillé-Brézé        | Escorteur d'escadre de classe T47          | 1955  | Nantes         | Navire musée depuis 1988 et classé Monument Historique en 1991, le Maillé-Brézé est dépourvu d'hélice. Il a dû être remorqué pour être acheminé de Nantes à Dunkerque puis pour manœuvrer lors des prises de vue. Ce sont des responsables du port de Dunkerque qui ont conseillé à l'équipe du film d'utiliser ce navire pour le tournage. Des tours radars ont du être retirées et des lance-missiles masqués. | Destroyer britannique HMS Vivacious (D36) (en) Destroyer britannique HMS Vanquisher (D54) (en) | Dunkerque              |
| MLV Castor          | Bateau-pilote                              | 1950  | Rotterdam      | Le Castor est la propriété d'une fondation privée. | Destroyer britannique HMS Basilisk (H11)                                                       | Dunkerque Urk          |
| Hr.Ms. Naaldwijk    | Dragueur de mines de classe Dokkum         | 1955  | Haarlem        | Propriété d'une fondation privée, le Naaldwijk a été classé Monument Naviguant en 2006 aux Pays-Bas. | Dragueur de mines britannique HMS Britomart (J22)                                              | Dunkerque              |
| Hr.Ms. Sittard      | Dragueur de mines de classe Dokkum         | 1956  | Harlingen      | Le Sittard sert de bateau-école aux cadets de la marine néerlandaise. | Detroyer britannique HMS Havant (H32) Destroyer britannique HMS Jaguar (F34)                   | Dunkerque Urk Weymouth |
| HMS Medusa (ML1387) | Motor Launch (vedette de sûreté portuaire) | 1943  | Gosport        | Propriété d'un trust privé, le Medusa a participé au débarquement allié en Normandie le 6 juin 1944. Il figure au registre national des navires historiques au Royaume-Uni. | Motor Launch de la Royal Navy                                                                  | Dunkerque              |
| MTB 102             | Motor Torpedo Boat (vedette-torpilleur)    | 1937  | Lowestoft      | Pendant la Seconde Guerre mondiale, le MTB 102 était l'un des navires les plus rapides de la flotte britannique. Il a véritablement participé à l'opération Dynamo de 1940, au cours de laquelle il servit de vaisseau-amiral au contre-amiral Frederic Wake-Walker. En 1944, il embarqua à son bord le Premier ministre britannique Winston Churchill et le général américain Dwight Eisenhower lors de la revue de la flotte alliée avant le débarquement en Normandie. Avant Dunkerque, il était déjà apparu dans deux films : L'Aigle s'est envolé (1976) de John Sturges et Le Choix du destin (1977) de Paul Verhoeven. Il appartient à un trust privé et figure au registre nationale des navires historiques au Royaume-Uni. | Vedette amirale de la Royal Navy                                                               | Dunkerque              |
| Velo 2 - USN P22    | Patrouilleur                               | 1952  | Sandwich       | De construction allemande, le P22 fut mis en service pour le compte de l'US Navy. Il appartenait à la Rhine River Patrol créée en Allemagne, le long du Rhin, pendant la Guerre Froide. Transformé en bateau de plaisance, il appartient à un trust privé. | Vedette amirale de la Royal Navy                                                               | Dunkerque              |

Nathan Crowley, le chef décorateur, voulait utiliser le HMS Cavalier, un authentique destroyer britannique de 1943 conservé aux docks historiques de Chatham, mais le navire est en cale sèche et les responsables des docks ont refusé de le louer pour le tournage. La production a également recherché d'anciens vaisseaux militaires en Pologne, en Lettonie et aux États-Unis, sans succès.

#### Authentiques Little Ships de l'Opération Dynamo
En plus du MTB 102, Christopher Nolan a mobilisé onze autres bateaux ayant véritablement participé à l'évacuation des troupes alliées à Dunkerque en mai / juin 1940 pendant l'opération Dynamo.
| Nom                | Type                                    | Année | Port /pavillon     | Particularités | Rôles / fonctions dans le film | Lieux de tournage |
| ------------------ | --------------------------------------- | ----- | ------------------ | --- | --- | ----------------- |
| Caronia            | lugger (ketch)                          | 1927  | Brighton           | Propriété privée, ce bateau de pêche participa à l'opération Dynamo en 1940. Il fut reconverti en bateau de plaisance après la Seconde Guerre Mondiale. Laissé quasiment à l'abandon à Shoreham, il fut restauré dans les années 1990 et figure au registre national des navires historiques au Royaume-Uni. | Little Ship (Red Ensign , pavillon arboré par les navires marchands, de pêche et de plaisance britanniques)                                                                         | Dunkerque         |
| Elvin              | yacht motorisé                          | 1937  | Hampton            | Le 29 mai 1940, le lieutenant-commander Buchanan fut chargé de prendre les commandes de ce yacht à Oulton Broad, dans le Suffolk, pour le conduire à Ramsgate et participer à l'opération Dynamo. Il constitua un équipage hétéroclite composé d'un vieux pêcheur à la retraite, d'un docker et d'un écrivain, vétéran de la Première Guerre mondiale. Ils partirent pour Dunkerque la nuit du 2 au 3 juin 1940. L'Elvin se retrouva en surcharge après avoir embarqué, près de la jetée Est de Dunkerque, 25 soldats français et 8 britanniques qu'il ramena finalement sains et saufs à Ramsgate. Après la Seconde Guerre mondiale, il connut une existence plus paisible au Portugal. Il fut ramené au Royaume-Uni en 2008 par son propriétaire et figure au registre national des navires historiques. | Little Ship (Red Ensign , pavillon arboré par les navires marchands, de pêche et de plaisance britanniques)                                                                         | Dunkerque         |
| Endeavour          | cockle Bawley (canot)                   | 1924  | Leigh-on-Sea       | Réquisitionné par l'Amirauté, ce frêle bateau de pêche prit la mer en convoi le 31 mai 1940 depuis Leigh-on-Sea avec cinq autres embarcations pour participer à l'opération Dynamo. Il parvint à évacuer des soldats depuis la plage, esquivant les bombes et les mines allemandes qui endommagèrent toutefois son gouvernail. Il regagna Ramsgate remorqué par le caboteur Ben & Lucy. Après la guerre, il reprit ses activités de pêche. En 1987, il sombra lors d'une tempête alors qu'il était amarré le long des quais historiques de Chatham mais des plongeurs parvinrent à le renflouer. Un pêcheur de Leigh-on-Sea, Paul Gilson, le racheta, le rénova et le ramena à son port d'origine. Il figure au registre national des navires historiques au Royaume-Uni. | Little Ship (Red Ensign , pavillon arboré par les navires marchands, de pêche et de plaisance britanniques)                                                                         | Dunkerque         |
| Hilfranor          | yacht motorisé                          | 1935  | Marlow             | Le nom de ce yacht vient de la contraction des prénoms des trois filles du premier propriétaire : Hillary, Frances et Norah. Il fit partie de la flotte rassemblée sur la Tamise par Douglas Tough pour l'opération Dynamo en 1940, avec une mitrailleuse installée à sa poupe. L'Hilfranor fut endommagé par les bombardements allemands et abandonné par son équipage. Des soldats français, fuyant Dunkerque, parvinrent tout de même à monter à bord, à faire redémarrer son moteur et à conduire le yacht jusqu'au banc de sable de Goodwin Sands, avant de commencer à sombrer à l'approche de Ramsgate. Un dragueur de mines britannique le repéra et le remorqua jusqu'en Angleterre. Réquisitionné par l'Amirauté jusqu'à la fin de la Seconde Guerre mondiale, il reprit ensuite une existence bien plus paisible. Il fut entièrement restauré dans les années 1990 et 2000. Il appartient à un propriétaire privé et figure au registre national des navires historiques au Royaume-Uni. | Little Ship (Red Ensign , pavillon arboré par les navires marchands, de pêche et de plaisance britanniques)                                                                         | Dunkerque         |
| Mary Jane          | yacht motorisé                          | 1926  | Londres            | Propriété privée, ce bateau de plaisance participa à l'opération Dynamo en 1940 mais on dispose de peu d'informations à son sujet. Il figure au registre national des bateaux historiques au Royaume-Uni. | Little Ship (Red Ensign , pavillon arboré par les navires marchands, de pêche et de plaisance britanniques)                                                                         | Dunkerque         |
| Mimosa             | yacht motorisé                          | 1935  | Kingston-upon-Hull | Réquisitionné pour l'opération Dynamo en 1940, ce yacht fut placé sous le commandement du lieutenant-commander Dixon à Douvres et effectua trois voyages vers les plages dunkerquoises. Pendant la Seconde Guerre mondiale, la Royal Navy l'utilisa comme patrouilleur et le rebaptisa Ocelot. Il appartient à un propriétaire privé. | Little Ship (Red Ensign , pavillon arboré par les navires marchands, de pêche et de plaisance britanniques)                                                                         | Dunkerque         |
| New Britannic      | navire à passagers britannique          | 1930  | Conyer             | Propriété d'un ingénieur australien, Greg McLeish, qui lui a redonné son apparence de 1940, le New Britannic a été conçu à l'origine pour embarquer jusqu'à 120 personnes et effectuer des excursions en mer entre Ramsgate, Goodwin Sands et Deal. Son skipper, Walter Read, participa à l'opération Dynamo en 1940, accompagné de son fils Joe, âgé de 15 ans. À son bord, ils sauvèrent pendant trois jours et deux nuits quelque 3 000 soldats, effectuant de nombreuses rotations depuis les plages dunkerquoises pour réembarquer les troupes vers des navires plus grands, stationnés au large. Après la Seconde Guerre mondiale, le bateau reprit ses activités de transport le long de la côte sud de l'Angleterre. Mis à la retraite en 1991, il fut sauvé par le Dunkirk Little Ships Restoration Trust et restauré à Southampton. Il figure au registre national des navires historiques au Royaume-Uni. | Little Ship (Red Ensign , pavillon arboré par les navires marchands, de pêche et de plaisance britanniques)                                                                         | Dunkerque         |
| Nyula              | yacht motorisé                          | 1933  | Soar               | Propriété privée, ce yacht fut mis en service sous le nom de Betty. Il fut réquisitionné en 1940 par l'Amirauté pour participer à l'opération Dynamo puis affecté à des patrouilles en rivières sur la côte est anglaise. Un constructeur de bateaux le sauva en 1970 alors qu'il était amarré à Woodbridge, dans un piteux état : il fut restauré, rebaptisé Nyula puis revendu six ans plus tard. Son glorieux passé dunkerquois ne fut redécouvert qu'en 1985, grâce à des documents de l'Amirauté qui permirent d'identifier son moteur. | Little Ship (Red Ensign , pavillon arboré par les navires marchands, de pêche et de plaisance britanniques)                                                                         | Dunkerque         |
| Papillon           | yacht motorisé                          | 1930  | Cowes              | Propriété de Ian Gilbert, commodore (contre-amiral) de l'Association des Little Ships de Dunkerque, ce yacht se présenta à Douvres, le 30 mai 1940, pour participer à l'opération Dynamo, avec un moteur défectueux, ce qui ne l'empêcha pas de prendre la mer, le 2 juin, en direction de Dunkerque, avec à son bord quatre hommes d'équipage. Il figure au registre national des navires historiques au Royaume-Uni. | Little Ship (Red Ensign , pavillon arboré par les navires marchands, de pêche et de plaisance britanniques)                                                                         | Dunkerque         |
| Princess Elizabeth | paddle steamer (bateau à roues à aubes) | 1927  | Dunkerque          | Propriété de Dunkerque Grand Littoral, ce paddle steamer a été baptisé ainsi en l'honneur de la petite-fille du roi d'Angleterre George V, la future reine Élisabeth II. D'abord destiné au transport de passagers le long de la côte sud de l'Angleterre, il fut réquisitionné par la Royal Navy dès le déclenchement de la Seconde Guerre mondiale, en septembre 1939, pour servir de dragueur de mines. En juin 1940, il effectua quatre voyages sur la Mer du Nord lors de l'opération Dynamo, pour évacuer 1 673 soldats (dont 500 Français) de Dunkerque vers Douvres. Après la guerre, il devint tour à tour bateau de croisière, casino flottant, restaurant puis galerie d'art le long des quais de la Seine à Paris. Racheté en 1999 par la ville de Dunkerque, il a servi de salle de réception et de centre d'accueil d'une école de voile. Il abrite un restaurant / salon de thé depuis le 7 juillet 2017,. Il a déjà participé à deux films par le passé : Les Enfants du Capitaine Grant (1962), une production Walt Disney Pictures réalisée par Robert Stevenson, et Khartoum (1966) de Basil Dearden. | Little Ship Selon le chef décorateur Nathan Crowley, il doit « servir à évoquer le paquebot Crested Eagle (avec lequel il a quelques similitudes) coulé par l'aviation allemande ». | Dunkerque         |
| RIIS I             | yacht motorisé                          | 1920  | West Mersea        | Mis en service sous le nom de White Heather, ce yacht prit part à l'opération Dynamo à partir du 1er juin 1940. Il achemina d'abord des soldats depuis Dunkerque vers des navires plus grands, stationnés au large, puis effectua trois voyages directs vers l'Angleterre. Il vint aussi à la rescousse de la 51e division des Highlands retenue à Saint-Valéry-sur-Somme. Réquisitionné par la Royal Navy, il fut rebaptisé HMS Manatee pendant la Seconde Guerre mondiale. Il fut rendu à son propriétaire en 1947 qui le revendit deux ans plus tard. Il prit le nom de RIIS I en 1949. Il appartient à un propriétaire privé et figure au registre national des navires historiques au Royaume-Uni. | Little Ship (Red Ensign , pavillon arboré par les navires marchands, de pêche et de plaisance britanniques)                                                                         | Dunkerque         |

La production avait également établi des contacts en avril 2016 avec les propriétaires de trois autres bateaux ayant participé à l'opération Dynamo : le remorqueur à vapeur Challenge, le paddle steamer Medway Queen (utilisé pour le tournage du Dunkerque de Leslie Norman en 1958) et le bateau-pompe Massey Shaw (vu aussi dans le Dunkerque de 1958). Pour les deux premiers, l'équipe du film n'a finalement pas donné suite. Pour ce qui est du bateau-pompe, le Massey Shaw Education Trust a refusé les termes du contrat proposé.

#### Autres bateaux
| Nom                   | Type                              | Année | Port/Pavillon | Particularités | Rôles / fonctions dans le film | Lieux de tournage      |
| --------------------- | --------------------------------- | ----- | ------------- | --- | --- | ---------------------- |
| Revlis                | yacht motorisé                    | 1939  | Inverness     | Revlis signifie Silver à l'envers, du nom de son constructeur, John A.Silver, installé à Rosneath en Écosse. Réquistionné par la Royal Navy pendant la Seconde Guerre mondiale, il fut utilisé par démagnétiser des mines dans l'estuaire de la Clyde puis comme vedette amirale. Son ancien propriétaire l'avait mis en vente en 2013 pour 25 000 £ au profit d'actions caritatives (Sail 4 Cancer, Turn To Starboard). C'est Neil Andrea, le coordinateur maritime du film, qui l'a trouvé à Inverness, en Écosse, et la production en a fait l'acquisition. | Le Moonstone, un Little Ship ayant pour membres d'équipage Dawson (Mark Rylance), George (Barry Keoghan) et Peter (Tom Glynn-Carney). Il arbore le Blue Ensign , un pavillon de poupe britannique réservé aux retraités et réservistes de la Royal Navy ainsi qu'aux membres de certains vieux clubs nautiques. | Dunkerque Urk Weymouth |
| M/S Rogaland          | paquebot                          | 1929  | Stavanger     | Ce paquebot est la propriété d'une fondation d'anciens combattants norvégiens. Mis en service sous le nom de California, il fut gravement endommagé pendant la Seconde Guerre mondiale, lors d'un bombardement sur le port de Bergen en avril 1944, puis réparé et rénové au lendemain du conflit. Le Rogaland est inscrit au patrimoine culturel norvégien. | Navire-hôpital | Dunkerque              |
| Prunella              | yacht motorisé                    | 1938  | Brundall      | Ce yacht fut réquistionné par l'Amirauté pendant la Seconde Guerre mondiale mais les historiens de la marine britannique manquent encore d'information sur ses véritables missions à l'époque. Il appartient à un propriétaire privé et figure au registre national des navires historiques au Royaume-Uni. | Little Ship (Red Ensign, pavillon arboré par les navires marchands, de pêche et de plaisance britanniques) | Dunkerque              |
| Xylonite              | barge                             | 1926  | Maldon        | Longtemps destinée au commerce maritime, cette barge sert désormais de bateau de croisière. Elle figure au registre national des navires historiques au Royaume-Uni et a été mise en vente en août 2017. | Little Ship (Red Ensign, pavillon arboré par les navires marchands, de pêche et de plaisance britanniques) | Dunkerque              |
| Lotte                 | péniche                           | 1926  | Colchester    | Cette péniche a été construite et mise en service aux Pays-Bas. Dédiée à l'origine au transport de marchandises, elle a été reconvertie en bateau de plaisance sous pavillon britannique. Ses propriétaires proposent des croisières en France. Elle a déjà servi de décor à une émission télévisée de Channel 5, intitulée Build a New Life. | Little Ship (Red Ensign, pavillon arboré par les navires marchands, de pêche et de plaisance britanniques) | Dunkerque              |
| La Goele              | sloop ostréicole                  | 1937  | Dunkerque     | Propriété du Dunkerquois Luc Cartiaux, ce navire a été déclaré Bateau d'Intérêt Patrimonial en 2012 par la Fondation du Patrimoine Maritime et Fluvial, | Little Ship (Red Ensign, pavillon arboré par les navires marchands, de pêche et de plaisance britanniques) | Dunkerque              |
| Henry Finlay          | canot de sauvetage                | 1912  | Dartmouth     | Ce caneau a été vendu par son ancienne propriétaire à Warner Bros. pour le tournage de Dunkerque. Affecté jusqu'en 1931 au poste de secours de Machrihanish, à Campbeltown, en Écosse, puis servit à Teignmouth, dans le sud de l'Angleterre, jusqu'en 1945. Reconverti ensuite dans le transport de passagers sous le nom de Teignmouth Belle. Il fut entièrement restauré en 2012 et figure au registre national des navires historiques au Royaume-Uni. | Little Ship (Red Ensign, pavillon arboré par les navires marchands, de pêche et de plaisance britanniques) | Dunkerque Urk          |
| Regge                 | remorqueur                        | 1928  | Urk           | Le Regge appartient à un propriétaire privé. | Little Ship, (Red Ensign, pavillon arboré par les navires marchands, de pêche et de plaisance britanniques) | Dunkerque Urk          |
| Pavona                | caboteur                          | 1951  | Urk           | Propriété de Daniel Hartman qui l'a sauvé de la destruction en 2012, ce caboteur a été mis en service sous le nom de Pavonis. Il a navigué sous pavillons suédois et portugais. | Little Ship (Red Ensign, pavillon arboré par les navires marchands, de pêche et de plaisance britanniques) | Urk                    |
| Jacob (HD-4)          | chalutier                         | 1932  | Urk           | Propriété privée, ce chalutier est inscrit au registre de la fondation "Historische Westhaven Urk". Pendant la Seconde Guerre mondiale, il fut réquisitionné par les Allemands puis rendu à son propriétaire en 1945. Il a été reconverti en bateau de plaisance. | Little Ship (Red Ensign, pavillon arboré par les navires marchands, de pêche et de plaisance britanniques) | Urk                    |
| Neeltje (UK-61)       | navire de charge                  | 1920  | Urk           | Propriété privée, ce navire est inscrit au registre de la fondation "Historische Westhaven Urk". Il a été reconverti en bateau de plaisance. | Little Ship (Red Ensign, pavillon arboré par les navires marchands, de pêche et de plaisance britanniques) | Urk                    |
| Jonge Jacob (UK-114)  | navire de charge                  | 1929  | Urk           | Propriété de la fondation "Urker Botter", ce navire a été mis en service sous le nom de Pieter Gerda. Il fut pendant plus de 30 ans la propriété de l'écrivain néerlandais Lennaert Nijgh qui le rebaptisa Jonge Jacob ("jeune Jacob") en référence au prénom d'un de ses frères. | Little Ship | Urk                    |
| Joyce                 | navire de reconnaissance          | 1943  | Weymouth      | Commandé par l'Amirauté, ce navire était chargé de récupérer les torpilles lors des essais effectués par la Royal Navy. Il appartient à un propriétaire privé et figure au registre national des navires historiques au Royaume-Uni. | Little Ship à quai dans un port anglais | Weymouth               |
| Cirrus                | ketch                             | 1926  | Weymouth      | Ce voilier appartient à un propriétaire privé et figure au registre national des navires historiques au Royaume-Uni. | Little Ship à quai dans un port anglais (Red Ensign, pavillon arboré par les navires marchands, de pêche et de plaisance britanniques) | Weymouth               |
| Condorline            | pinasse                           | 1909  | Londres       | Propriété privée, cet ancien vaisseau militaire a été reconverti en péniche habitable. Il figure au registre national des navires historiques au Royaume-Uni. | Navire à quai dans un port anglais | Weymouth               |
| Queen Galadriel       | Baltic Trader (navire de charge)  | 1937  | Ipswich       | Construit et mis en service au Danemark sous le nom d'Else, ce navire appartient au Cirdan Sailing Trust qui organise notamment des croisières et des sorties en mer pour des jeunes défavorisés. Il fut rebaptisé en 1983 Queen Galadriel, du nom du personnage du Seigneur des Anneaux de J. R. R. Tolkien. | Navire amarré dans un port anglais (Red Ensign, pavillon arboré par les navires marchands, de pêche et de plaisance britanniques) | Weymouth               |
| Excelsior             | caboteur                          | 1921  | Lowestoft     | Propriété d'un trust privé, l'Excelsior sert de bateau d'entraînement à la navigation à voile. Avant Dunkerque, il fut utilisé en août 2014 pour le tournage d'Alice de l'autre côté du miroir (2016) de James Robin, sur les docks historiques de Gloucester. Il figure au registre national des navires historiques au Royaume-Uni. | Navire amarré dans un port anglais | Weymouth               |
| Moonfleet of Swanage  | cotre                             | 1930  | Swanage       | Construit et mis en service aux Pays-Bas, ce navire appartient à la société britannique Moonfleet Adventure Sail Training qui l'utilise pour des excursions et l'entraînement à la marine à voile. | Navire amarré dans un port anglais | Weymouth               |
| MT Kingston           | remorqueur                        | 1962  | Poole         | Mis en service sous le nom de Sun-XXIV, ce remorqueur appartient à la société britannique Griffin Towage & Marine. | Navire à quai dans un port anglais | Weymouth               |
| MT Sandsfoot Castle   | remorqueur                        | 1965  | Poole         | Ce remorqueur appartient à la société britannique Griffin Towage & Marine. | Navire à quai dans un port anglais | Weymouth               |
| My Girl               | navire à passagers                | 1931  | Weymouth      | Propriété de la société britannique Coastline Cruises qui organise des excursions autour de Weymouth, ce navire fut réquisitionné pendant la Seconde Guerre mondiale par le Royal Army Service Corps (en) pour être affecté aux ports de Weymouth et Portland et transporter des soldats. Il figure au registre national des vaisseaux historiques au Royaume-Uni. | Navire à quai dans un port anglais, | Weymouth               |
| Pilkington            | Morecambe Bay prawner             | 1900  | Portland      | Propriété privée, ce bateau de pêche a été restauré et transformé en yacht dans les années 1980. Il figure au registre national des vaisseaux historiques du Royaume-Uni. | Navire à quai dans un port anglais |                        |
| Quest 2               | bateau à fond plat                | 2012  | Portland      | Propriété de la société britannique Quest Underwater Services, le Quest 2 est aussi l'un des bateaux de l'équipe de production. | Navire à quai dans un port anglais (arrière-plan) | Weymouth               |
| Ernest and Mabel      | canot tous temps de classe Severn | 2002  | Weymouth      | Ce canot appartient à la Royal National Lifeboat Institution, chargé du sauvetage en mer au Royaume-Uni. | Navire à quai dans un port anglais (arrière-plan) | Weymouth               |
| Gitte                 | chalutier                         | 1982  | Weymouth      | Ce chalutier, construit et mis en service au Danemark, a été mis en vente par le port de Weymouth en février 2018. | Navire à quai dans un port anglais (arrière-plan) | Weymouth               |
| Dart Fisher           | navire de maintenance offshore    | 2014  | Lowestoft     | Ce navire appartient à la société britannique James Fisher Marine Services. | Navire à quai dans un port anglais (arrière-plan) | Weymouth               |
| Channel Chieftain VII | navire de maintenance             | 2003  | Weymouth      | Ce navire appartient à la société britannique Carlin Boat Charters. | Navire à quai dans un port anglais (arrière-plan) | Weymouth               |

#### Bateaux de l'équipe de production
| Nom                    | Type                                                        | Année | Port/pavillon | Particularités | Fonctions pendant le tournage | Lieux de tournage      |
| ---------------------- | ----------------------------------------------------------- | ----- | ------------- | --- | --- | ---------------------- |
| Ocean Wind 4           | catamaran motorisé                                          | 2010  | Hartlepool    | Propriété de la société britannique Windcrew Workboats, ce catamaran sert en temps normal à des opérations de maintenance sur des champs d'éoliennes offshore. | Bateau caméra IMAX, | Dunkerque Urk Weymouth |
| Quest 1                | barge de débarquement                                       | 2005  | Portland      | Propriété de la société britannique Quest Underwater Services, cette ancienne barge militaire a été reconvertie en navire de services. | Effets spéciaux (fumée , pompe à eau). Remorquage d'une réplique de chalutier sur l'IJsselmeer.                                            | Dunkerque Urk          |
| Quest 2                | bateau à fond plat                                          | 2012  | Portland      | Ce bateau est la propriété de la société britannique Quest Underwater Services. | Transport de matériel et de figurants, aménagement du port de Weymouth pour le tournage.                                                   | Weymouth               |
| Interlope 2            | canot pneumatique hors-bord de marque britannique Ballistic | 2007  | Granville     | Ce canot appartient à la société française Blue Life Services Nautiques. | Transport des techniciens, guidage des navires, sécurité                                                                                   | Dunkerque Urk          |
| Interlope 4            | canot pneumatique hors-bord de marque italienne BWA         | 2004  | Granville     | Ce canot appartient à la société française Blue Life Services Nautiques. | Transport des acteurs, des figurants et des techniciens, guidage des navires, sécurité                                                     | Dunkerque Urk          |
| Interlope 5            | canot pneumatique hors-bord de marque italienne Cappelli    | 2005  | Granville     | Ce canot appartient à la société française Blue Life Services Nautiques. | Transport des acteurs, des figurants et des techniciens, guidage des navires, sécurité                                                     | Dunkerque Urk          |
| René-Gérald II         | vedette                                                     | 2010  | Dunkerque     | Ce bateau appartient à la Société Coopérative des Lamaneurs du Port de Dunkerque. | Lamanage du Rogaland et du Princess Elizabeth.                                                                                             | Dunkerque              |
| L'Aventureux (VB 41)   | remorqueur                                                  | 1999  | Dunkerque     | Ce remorqueur appartient à la société Boluda France,. | Remorquage du Maillé-Brézé | Dunkerque              |
| Le Clairvoyant (VB 40) | remorqueur                                                  | 1999  | Dunkerque     | Ce remorqueur appartient à la société Boluda France,. | Remorquage du Maillé-Brézé | Dunkerque              |
| Le Farouche (VB 44)    | remorqueur                                                  | 1999  | Dunkerque     | Ce remorqueur appartient à la société Boluda France,. | Remorquage du Maillé-Brézé | Dunkerque              |
| Le Puissant (VB 71)    | remorqueur                                                  | 2008  | Dunkerque     | Ce remorqueur appartient à la société Boluda France,. | Remorquage du Maillé-Brézé | Dunkerque              |
| Le Triomphant (VB 42)  | remorqueur                                                  | 1999  | Dunkerque     | Ce remorqueur appartient à la société Boluda France,. | Remorquage du Maillé-Brézé | Dunkerque              |
| Jean Bart II (SNS 087) | canot tous temps                                            | 1997  | Dunkerque     | Ce canot est la propriété de la Société Nationale de Sauvetage en Mer (SNSM). | Sécurité | Dunkerque              |
| Jetstream              | canot pneumatique hors-bord de marque française Tornado     | 2012  | Urk           | Ce canot appartient à la société néerlandaise Post Workboats. | Transport des acteurs, des figurants et des techniciens                                                                                    | Urk                    |
| Tornado                | canot pneumatique hors-bord de marque française Tornado     | 2008  | Urk           | Ce canot appartient à la société néerlandaise Post Workboats. | Transport des acteurs, des figurants et des techniciens                                                                                    | Urk                    |
| Twister                | canot pneumatique hors-bord de marque française Tornado     |       | Urk           | Ce canot appartient à la société néerlandaise Post Workboats. | Transport des acteurs, des figurants et des techniciens                                                                                    | Urk                    |
| Seahunter              | canot pneumatique hors-bord                                 |       | Urk           | Ce canot a été développé par et pour la société néerlandaise Post Workboats. | Transport des acteurs, des figurants et des techniciens. Guidage de certains navires.                                                      | Urk                    |
| Thunder                | canot pneumatique hors-bord de marque suisse Sika           |       | Huizen        | Propriété de la société néerlandaise Waterhupdienst. | Transport des acteurs, des figurants et des techniciens                                                                                    | Urk                    |
| Redbad                 | drague                                                      | 1965  | Jutrijp       | Cette drague a été mise en service sous le nom d'Arundo. Elle appartient à la société néerlandaise Aannemersbedrijf Zijsling en Zonen B.V.. Équipée d'une grue, elle est utilisée d'ordinaire sur des chantiers en voies navigables ou dans les zones portuaires. | Effets spéciaux, transport et manipulation de répliques de navires et d'avions.                                                            | Urk                    |
| Ram                    | barge                                                       | 1967  | Constanta     | Cette barge, équipée d'une grue, appartient à la société néerlandaise Dutch Underwater Contractors B.V., domiciliée à Urk. | Transport et manipulation du décor d'épave sur l'IJsselmeer.                                                                               | Urk                    |
| Jelle Auke             | remorqueur                                                  | 1918  | Urk           | Mis en service en Allemagne sous le nom d'Ernst, ce remorqueur appartient à la société néerlandaise Kapitein Maritiem. Il a été entièrement rénové et modernisé en 2009.                                                                                          | Remorquage d'une barge transportant du matériel d'effets spéciaux, ainsi qu'une réplique de Supermarine Spitfire positionnée sur une rampe | Urk                    |
| Fire Fly               | drague                                                      |       | Urk           | Cette drague appartient à la société néerlandaise Kapitein Maritiem. | Logistique | Urk                    |
| Triton                 | vedette                                                     |       | Urk           | Cette drague appartient à la société néerlandaise Kapitein Maritiem. | Sécurité | Urk                    |
| Blue Jacket            | canot pneumatique hors-bord de marque britannique Ribcraft  | 2009  | Portland      | Ce canot appartient à la société britannique Quality Time Training. | Transport des acteurs et des figurants | Weymouth               |

### Aéronefs utilisés sur le tournage
Comme pour les navires, Christopher Nolan opte pour l'usage de véritables avions pour les séquences aériennes, dont plusieurs appareils de la Seconde Guerre mondiale restaurés. Il a effectué lui-même un vol à bord d'un Spitfire biplace de l'Imperial War Museum Duxford pendant la préparation du film.

#### Avions de la Seconde Guerre mondiale
| Modèle                           | Type       | Année | Pays                                       | N°de série     | Immatriculation | Particularités | Rôles / fonction dans le film | Lieux de tournage                                    |
| -------------------------------- | ---------- | ----- | ------------------------------------------ | -------------- | --------------- | --- | --- | ---------------------------------------------------- |
| Supermarine Spitfire Mk.I-A      | chasseur   | 1941  | Drapeau du Royaume-Uni                     | AR213,         | G-AIST          | Propriété des milliardaires américains Tom et Dan Friedkin (Comanche Fighters), cet appareil fut livré à la Royal Air Force en juillet 1941 mais ne fut jamais envoyé au combat pendant la Seconde Guerre mondiale. Utilisé pour le tournage du film La Bataille d'Angleterre (1969) de Guy Hamilton, il a été entièrement restauré entre 2002 et 2007. | Supermarine Spitfire Mk.I de la Royal Air Force immatriculé R9632 Porte le code d'un escadron de réserve (LC) et un camouflage noir et blanc sur le ventre. | Dunkerque Marck Lelystad Hoogeveen Lee-on-the-Solent |
| Supermarine Spitfire Mk.I-A      | chasseur   | 1940  | Drapeau du Royaume-Uni                     | X4650,         | G-CGUK          | Propriété des milliardaires américains Tom et Dan Friedkin (Comanche Fighters), cet appareil était affecté à l'escadron 54 de la Royal Air Force. Il effectua son premier vol en octobre 1940. Le 28 décembre 1940, son jeune pilote, le sergent Howard Squire, entra en collision avec l'appareil d'Alan Christopher Deere, as néo-zélandais de la RAF et commandant de l'escadron 54, lors d'un vol d'entraînement au-dessus du Yorkshire du Nord. Les deux hommes parvinrent à s'éjecter en parachute. L'épave du X4650 ne fut redécouverte qu'en 1976, sur les rives de la rivière Lever, près d'une ferme de Kirklevington. Elle fut acquise en 1995 par Peter Monk (The Spifire Company) qui entreprit de reconstruire intégralement le Spitfire pour un coût de 3 millions de £. L'avion a pu reprendre son envol en mars 2012 à Biggin Hill. | Supermarine Spitfire Mk.I de la Royal Air Force immatriculé R9612 Porte le code d'un escadron de réserve (LC) et un camouflage noir et blanc sur le ventre. | Dunkerque Marck Lelystad Hoogeveen Lee-on-the-Solent |
| Supermarine Spitfire Mk.V-B      | chasseur   | 1942  | Drapeau du Royaume-Uni                     | EP122,         | G-CISV          | Propriété des milliardaires américains Tom et Dan Friedkin (Comanche Fighters), cet appareil était affecté à l'escadron 185 de la Royal Air Force. Il fut livré et assemblé à Malte en juin 1942, pour défendre cette île méditerranéenne contre les raids aériens allemands et italiens pendant la Seconde Guerre mondiale. Il fut piloté entre autres par le sergent américain Claude Weaver III et le lieutenant-colonel John Marlow Thompson (en), l'un des as britanniques de la RAF. Le 27 mars 1943, l'appareil fut sérieusement endommagé lors d'un atterrissage forcé sur l'île maltaise de Gozo et fut jeté du haut d'une falaise dans la baie de Dwerja. Des plongeurs découvrirent en 1969 son épave qui fut longtemps exposée au Musée national de la guerre à La Valette. En 2012, Peter Monk (The Spitfire Company) entreprit de le reconstruire intégralement. L'avion reprit son envol en mai 2016 à Biggin Hill, peu de temps avant le début du tournage de Dunkerque. | Supermarine Spitfire Mk.I de la Royal Air Force immatriculé R9649 Porte le code d'un escadron de réserve (LC) et un camouflage noir et blanc sur le ventre. | Lelystad Hoogeveen Lee-on-the-Solent                 |
| Bristol Bolingbroke Blenheim IVT | bombardier | 1943  | Drapeau du Royaume-Uni · Drapeau du Canada | 10201 / L6739, | G-BPIV          | Propriété de la société britannique Blenheim Duxford Limited, ce bombardier de conception britannique fut livré à l'Aviation Royale Canadienne en mai 1943. ll fut entièrement restauré en 1987 mais s'écrasa un mois seulement après son premier vol. Il fut reconstruit mais connut un nouvel accident à l'atterrissage en mai 2003 à Duxford, au Royaume-Uni. L'appareil fut encore une fois réparé mais on lui greffa un nez court de Mk.I, la première génération de Bristol Blenheim. II porte depuis les couleurs de l'escadron 23 de la Royal Air Force. | Bristol Blenheim Mk.I. | Lelystad                                             |

Pendant le tournage du film, le site Indie Revolver a lancé une rumeur selon laquelle Christopher Nolan et Warner Bros. avaient acquis pour 5 millions de dollars un authentique avion allemand de la Seconde Guerre mondiale pour le truffer de caméras IMAX et le faire s'écraser. Le réalisateur démentira cette histoire le 30 mars 2017 dans une interview à Fandango. « Ce n'est pas vrai. Je pense que la raison pour laquelle cette rumeur s'est développée est liée au fait qu'on ait beaucoup tourné avec de véritables avions. On a compris comment on pouvait faire avec les pilotes et ces avions pour rendre réels les combats rapprochés. On a ensuite construit des répliques parfaites pour les crash et je pense qu'il y a eu un peu de confusion entre tout ça. Nous n'aurions jamais crashé un avion d'époque, ils ont trop de valeur. Et je ne parle pas seulement de valeur financière. Le Spitfire, par exemple, est sans doute la plus magnifique machine jamais conçue. C'est juste la chose la plus merveilleuse. »

#### Autres avions
| Modèle                           | Type                                       | Année | Pays                   | N°de série | Immatriculation | Particulartités | Rôles / fonctions dans le film | Lieux de tournage                          |
| -------------------------------- | ------------------------------------------ | ----- | ---------------------- | ---------- | --------------- | --- | --- | ------------------------------------------ |
| Hispano-Aviacion 1112 MIL Buchon | chasseur                                   | 1959  | Drapeau de l'Espagne   | C4K-102,   | G-AWHK          | Propriété de la société britannique la société Historic Flying Ltd, basée à Duxford, cet appareil fut construit en Espagne sur le modèle du chasseur allemand Messerschmitt Bf109, avec un moteur Rolls-Royce Merlin à la place d'un Daimler-Benz. Livré à l'Ejército del Aire en 1959, il fut vendu aux enchères avec 26 autres appareils, en 1968, à la société Spitfire Production, en vue du tournage de La Bataille d'Angleterre (1969) de Guy Hamilton. Il fut également utilisé dans le film Walkyrie (2008) de Bryan Singer. | Messerschmitt Bf 109 de la Luftwaffe Combats aériens avec les Spitfires. | Lelystad Hoogeveen Lee-on-the-Solent       |
| Yakovlev Yak 52 TW               | avion biplace d'entraînement et de voltige | 2002  | Drapeau de la Roumanie | 0212302,   | N699DP          | Propriété de la société américaine Theoretical Pictures, domiciliée aux studios Warner Bros., à Burbank, en Californie, cet appareil de conception soviétique a été construit par SC Aerostar, en Roumanie. | "Maquillé" en Supermarine Spitfire Mk.I de la Royal Air Force, avec l'immatriculation R9612 Christopher Nolan a fait installer une caméra IMAX à l'intérieur et au-dessus du cockpit mais aussi sur les ailes, afin de réaliser des plans qui seront ensuite assemblés au montage avec les prises de vue des véritables Spitfires. Le pilote du Yak se positionnait en général à l'arrière de l'appareil tandis qu'un opérateur caméra ou un acteur se plaçait à l'avant, pour filmer ou être filmé. Jack Lowden a été photographié plusieurs fois à bord de cet avion, en tenue de pilote de la Royal Air Force. | Dunkerque Marck Lelystad Lee-on-the-Solent |

#### Appareils de la production
| Modèle                                | Type        | Année | Pays                                          | N°de série    | Immatriculation | Particularités | Fonctions pendant le tournage                                                               | Lieux de tournage              |
| ------------------------------------- | ----------- | ----- | --------------------------------------------- | ------------- | --------------- | --- | ------------------------------------------------------------------------------------------- | ------------------------------ |
| Piper Aircraft Aerostar 601P          | avion léger | 1978  | Drapeau des États-Unis                        | 61P-0531-224, | N369QC          | Propriété de la société américaine Hosking Aerobatics de Craig Hosking, basée à Ogden, dans l'Utah. Pilote et coordinateur des séquences aériennes du film, Craig Hosking a déjà travaillé sur de nombreuses productions cinématographiques (The Revenant, Spectre, American Sniper, The Dark Knight Rises...). L'avion est équipé de caméras insérées dans son nez et sa queue. | Prises de vue aériennes                                                                     | Lee-on-the-Solent              |
| Aérospatiale AS355 F1 Ecureuil 2      | hélicoptère | 1982  | Drapeau de la France                          | 5249          | G-OHCP          | Propriétaire privé | Prises de vue aériennes. Équipé d'une caméra mobile IMAX à l'avant.                         | Dunkerque Marck                |
| Eurocopter AS350 B2 Ecureuil          | hélicoptère | 1996  | Drapeau de la France · Drapeau de l'Allemagne | 2915,         | G-WHST          | Propriétaire privé | Prises de vue aériennes. Équipé d'une caméra mobile IMAX à l'avant.                         | Urk Lelystad Lee-on-the-Solent |
| Eurocopter AS355 NP Ecureuil 2        | hélicoptère | 2007  | Drapeau de la France · Drapeau de l'Allemagne | 5750,         | G-DCAM          | Propriété de la société britannique GB Helicopters, basée à Ashley. | Prises de vue aériennes                                                                     | Urk Lelystad                   |
| Eurocopter AS355 N Ecureuil 2         | hélicoptère | 2001  | Drapeau de la France · Drapeau de l'Allemagne | 5693,         | G-VGMC          | Propriété de la société britannique Cheshire Helicopters, basée à Macclesfield. | Transport, coordination                                                                     | Urk Lelystad Hoogeveen         |
| American Eurocopter AS350 B3 Ecureuil | hélicoptère | 2012  | Drapeau des États-Unis                        | 7380,         | N161UG          | Porte l'insigne The Horsemen Flight Team désignant The Horsemen Aerobatic Team (en), un escadron américain de démonstration aérienne auquel appartient le milliardaire Dan Friedkin, propriétaire des trois Supermarine Spitfire utilisés pour le film. | Prises de vue aériennes,. Équipé d'une caméra mobile IMAX à l'avant.                        | Urk Lelystad Lee-on-the-Solent |
| Eurocopter AS350 N Ecureuil 2         | hélicoptère | 1996  | Drapeau de la France · Drapeau de l'Allemagne | 5621,         | OO-HCE          | Propriété de la société belge Heli and Co, basée à l'aéroport de Liège. | Prises de vue aériennes. Équipé de plusieurs caméras dont une caméra mobile IMAX à l'avant, | Urk Lelystad Lee-on-the-Solent |

### Crédits d'impôt pour la production

#### En France
Dunkerque a bénéficié de la revalorisation en France du Crédit d'impôt International (C2I) dont le taux est passé, le 1er janvier 2016, de 20 % à 30 % des dépenses effectuées par une production étrangère sur le sol français (avec un plafond fixé à trente millions d'euros). « Nous sommes restés six semaines sur place. Sans ce taux de 30 %, le tournage se serait limité à cinq jours », a reconnu l'un des coproducteurs, John Bernard (Peninsula Films), dans une entrevue à Variety.

#### Aux Pays-Bas
Christopher Nolan a bénéficié du même dispositif aux Pays-Bas, avec un taux fixé là aussi à 30 % des dépenses. Selon Screen Daily, le film a reçu 1,2 million de dollars (1 million d'euros) de crédit d'impôt pour les quatre semaines de tournage passées à Urk.

### Musique
La musique du film a été composée par Hans Zimmer, qui signe ainsi sa sixième collaboration avec Christopher Nolan après Batman Begins, The Dark Knight : le Chevalier Noir, Inception, The Dark Knight Rises et Interstellar. L'album de cette bande-originale, qui contient 11 titres, est sorti le 21 juillet 2017 chez WaterTower Music.
Les pistes 10 (Variation 15) et 11 (End Titles) reprennent le thème de Nimrod, la neuvième des Variations Enigma d'Edward Elgar.
| No  | Titre                  | Durée |
| --- | ---------------------- | ----- |
| 1.  | The Mole               | 5:35  |
| 2.  | We Need Our Army Back  | 6:28  |
| 3.  | Shivering Soldier      | 2:52  |
| 4.  | Supermarine            | 8:03  |
| 5.  | The Tide               | 3:48  |
| 6.  | Regimental Brothers    | 5:04  |
| 7.  | Impulse                | 2:36  |
| 8.  | Home                   | 6:02  |
| 9.  | The Oil                | 6:10  |
| 10. | Variation 15 (Dunkirk) | 5:51  |
| 11. | End Titles             | 7:12  |

## Sortie et accueil

### Promotion

#### Bandes-annonces

##### Première bande-annonce ("Announcement")
La première bande-annonce officielle de Dunkerque, d'une durée d'une minute, est dévoilée le 4 août 2016, avant la fin du tournage. On y voit des images tournées sur la digue du Braek, la jetée Est et la plage de Malo-les-Bains à Dunkerque avec comme intertitres : « Au bord de la débâcle (...), au bord de l'annihilation (...), la survie est une victoire. ». Dans le dernier plan, plusieurs soldats britanniques rassemblés sur la jetée Est se couchent, en entendant la sirène stridente d'un bombardier allemand Stuka piquant sur eux. Il s'agit de figurants français. L'un d'entre eux est vivement critiqué sur les réseaux sociaux et par certains médias pour avoir esquissé un léger sourire pendant la scène.

##### Deuxième bande-annonce ("Survival Teaser")
D'une durée légèrement supérieure à 2 minutes, la seconde bande-annonce est diffusée le 14 décembre 2016 à l'issue d'un long direct - sur Facebook et sur le site officiel du film - proposant pendant 24 heures des images de la jetée Est et de la plage de Malo-les-Bains, filmées spécifiquement depuis Dunkerque par une équipe mandatée par Warner Bros, avec un accompagnement musical et sonore évolutif, évoquant le "tic-tac" d'un compte-à-rebours, des bruits mécaniques, une fréquence cardiaque et sur la fin des sirènes de Stukas. « En 2017, l'espoir est une arme, la survie est une victoire », indique le texte de cette bande-annonce.

##### Troisième bande-annonce ("Official Main Trailer")
La troisième bande-annonce, d'une durée de 2 minutes 18 secondes, est diffusée le 5 mai 2017 à l'issue d'un compte-à-rebours lancé quatre jours plus tôt sur le site officiel du film. Ce décompte a démarré à 400 000, soit le nombre de soldats alliés encerclés dans la poche de Dunkerque au moment du déclenchement de l'opération Dynamo. Plusieurs petits clips de 15 secondes - intitulés "400 000 hommes", "933 navires", "26 miles" et "9 jours" - ont également précédé ce lancement, avec des images inédites furtives en introduction. Dans cette bande-annonce, une voix-off récite des extraits du célèbre discours de Winston Churchill, We Shall Fight on The Beaches, prononcé le 4 juin 1940 : « Ce qui s'est passé est un désastre militaire colossal (...). Nous irons jusqu'au bout, nous ne nous rendrons jamais (...) Nous nous battrons sur les plages, sur les terrains d'aviation (...) Nous ne nous rendrons jamais. »

#### Prologue IMAX
À partir du 15 décembre 2016, un prologue de Dunkirk - d'une durée de 5 minutes et 20 secondes - est projeté en ouverture du film Rogue One : A Star Wars Story dans 150 salles IMAX dans le monde, dont 5 en France et 1 en Belgique.
Ce prologue propose trois séquences mises en parallèle : la première au sol, la seconde en mer, la troisième dans les airs. À Dunkerque, deux soldats - Tommy (Fionn Whitehead) et Gibson (Aneurin Barnard) - doivent transporter un blessé sur un brancard le long la plage de Malo-les-Bains puis sur la jetée Est pour l'embarquer sur un navire-hôpital, alors que l'aviation allemande bombarde le port. En Angleterre, Dawson (Mark Rylance) se prépare à bord du Moonstone, avec son fils Peter (Tom Glynn-Carney), à prêter main-forte pour l'évacuation des soldats encerclés par les Allemands de l'autre côté de la Manche. Un autre jeune homme, George (Barry Keoghan), décide au dernier moment d'embarquer pour la traversée. Dans le ciel, trois Spitfire britanniques volent au-dessus de la mer, lorsqu'ils sont attaqués par un Messerchmitt Bf109 allemand. L'un des pilotes, Collins (Jack Lowden), est pris en chasse par cet appareil ennemi que son camarade d'escadrille Farrier (Tom Hardy) parvient à abattre. Les deux hommes surveillent leur niveau de carburant, la jauge de Farrier étant endommagée à la suite du combat. Le prologue se conclut sur l'image de Farrier qui entend le moteur de son Spitfire s'arrêter et voit son hélice se figer en plein vol.
Ce prologue de Dunkerque est de nouveau projeté dans une centaine de salles IMAX, à partir du 10 mars 2017, en ouverture cette fois de Kong : Skull Island. Christopher Nolan vient le présenter en personne le 29 mars 2017 au CinemaCon de Las Vegas.
Du 25 mai au 27 juillet 2017, il est projeté de façon itinérante, dans un cinéma mobile, dans plusieurs villes des États-Unis, du Royaume-Uni et des Pays-Bas.

#### Expositions
À partir du 26 mai 2017, pour marquer le 77e anniversaire de l'évacuation de Dunkerque, des costumes du film sont exposés dans plusieurs lieux symboliques en Angleterre : les uniformes de Kenneth Branagh, Harry Styles et Fionn Whitehead sont montrés au Château de Douvres, là-même où l'amiral Bertram Ramsay pilota l'opération Dynamo en 1940, tandis que la tenue de pilote de Tom Hardy est présentée au Royal Air Force Museum de Londres.
Le 2 août 2017, une exposition gratuite, intitulée « L'envers du décor », est ouverte au Fonds régional d'art contemporain, à Dunkerque, pour présenter des décors du film : des éléments de la jetée en bois, des soldats en carton, des camions militaires, des trompe-l'œil, une maquette du navire-hôpital ou encore une fausse cheminée d'épave. Des témoignages audio de figurants du film sont également proposés aux visiteurs. Cette exposition doit durer un an.

#### Jeux vidéo
Le 6 juin 2017, Wargaming, éditeur des jeux en ligne World of Tanks, World of Warships et World of Warplanes, annonce un partenariat avec Warner Bros. pour promouvoir le film et commémorer la Bataille de Dunkerque.

### Avant-premières
L'avant-première mondiale de Dunkerque s'est déroulée le jeudi 13 juillet 2017 à l'Odeon Leicester Square de Londres, en présence de l'équipe du film, du prince Henry de Galles, de plusieurs vétérans de l'opération Dynamo et de personnalités du showbizz britannique, comme la chanteuse Dua Lipa ou l'actrice et mannequin Clara Paget. Une seconde projection s'est déroulée le même jour, dans la capitale britannique, au BFI Southbank, en présence de Christopher Nolan et des acteurs du film.
L'avant-première française s'est tenue à Dunkerque, au cinéma Ociné du Pôle Marine, le dimanche 16 juillet 2017, en présence de Christopher Nolan, Emma Thomas, Harry Styles, Fionn Whitehead, Jack Lowden et Tom Glynn-Carney.

### Dates de sortie
Le film sort officiellement en France, en Belgique et en Suisse romande le 19 juillet 2017, puis aux États-Unis, au Canada et au Royaume-Uni le 21 juillet 2017.
| Pays                | Date               |
| ------------------- | ------------------ |
| France              | 19 juillet 2017    |
| Belgique            | 19 juillet 2017    |
| Suisse romande      | 19 juillet 2017    |
| Suède               | 19 juillet 2017    |
| Finlande            | 19 juillet 2017    |
| Norvège             | 19 juillet 2017    |
| Islande             | 19 juillet 2017    |
| Australie           | 20 juillet 2017    |
| Chypre              | 20 juillet 2017    |
| Corée du Sud        | 20 juillet 2017    |
| Croatie             | 20 juillet 2017    |
| Danemark            | 20 juillet 2017    |
| Hong Kong           | 20 juillet 2017    |
| Hongrie             | 20 juillet 2017    |
| Israël              | 20 juillet 2017    |
| Malaisie            | 20 juillet 2017    |
| Nouvelle-Zélande    | 20 juillet 2017    |
| Pays-Bas            | 20 juillet 2017    |
| Philippines         | 20 juillet 2017    |
| Portugal            | 20 juillet 2017    |
| République tchèque  | 20 juillet 2017    |
| Russie              | 20 juillet 2017    |
| Serbie              | 20 juillet 2017    |
| Singapour           | 20 juillet 2017    |
| Slovaquie           | 20 juillet 2017    |
| Slovénie            | 20 juillet 2017    |
| Taïwan              | 20 juillet 2017    |
| Thaïlande           | 20 juillet 2017    |
| Ukraine             | 20 juillet 2017    |
| Canada              | 21 juillet 2017    |
| Bulgarie            | 21 juillet 2017    |
| Cambodge            | 21 juillet 2017    |
| Égypte              | 21 juillet 2017    |
| Espagne             | 21 juillet 2017    |
| Estonie             | 21 juillet 2017    |
| États-Unis          | 21 juillet 2017    |
| Inde                | 21 juillet 2017    |
| Indonésie           | 21 juillet 2017    |
| Irlande             | 21 juillet 2017    |
| Lettonie            | 21 juillet 2017    |
| Lituanie            | 21 juillet 2017    |
| Pologne             | 21 juillet 2017    |
| Roumanie            | 21 juillet 2017    |
| Royaume-Uni         | 21 juillet 2017    |
| Turquie             | 21 juillet 2017    |
| Allemagne           | 27 juillet 2017    |
| Argentine           | 27 juillet 2017    |
| Autriche            | 27 juillet 2017    |
| Bolivie             | 27 juillet 2017    |
| Brésil              | 27 juillet 2017    |
| Chili               | 27 juillet 2017    |
| Colombie            | 27 juillet 2017    |
| Émirats arabes unis | 27 juillet 2017    |
| Liban               | 27 juillet 2017    |
| Mexique             | 27 juillet 2017    |
| Panama              | 27 juillet 2017    |
| Pérou               | 27 juillet 2017    |
| Porto Rico          | 27 juillet 2017    |
| Suisse alémanique   | 27 juillet 2017    |
| Uruguay             | 27 juillet 2017    |
| Afrique du Sud      | 28 juillet 2017    |
| Venezuela           | 28 juillet 2017    |
| Grèce               | 24 août 2017       |
| Italie              | 31 août 2017       |
| Chine               | 1er septembre 2017 |
| Japon               | 9 septembre 2017   |

Warner Bros. décide de ressortir Dunkerque le 1er décembre 2017, en formats IMAX et 70mm, dans cinquante salles des États-Unis, afin d'assurer sa promotion en vue des Oscars. Le film est de nouveau projeté dans 250 salles supplémentaires à partir du 24 janvier 2018, au lendemain de l'annonce des nominations.

### Accueil critique
Selon l'agrégateur Rotten Tomatoes, Dunkerque recueille 92 % d'avis positifs sur un total de 470 critiques. L'agrégateur Metacritic lui attribue la note de 94 sur 100 à partir de 53 critiques. En France, le site Allociné propose une note moyenne de 4,1⁄5 à partir de l'interprétation de critiques provenant de 25 titres de presse.
Pour Alexandre Buyukodabas des Inrocks, Christopher Nolan signe avec Dunkerque « son film le plus précis, le plus épuré et le plus intense ». Dans L'Obs, François Forestier loue une « belle épopée impressionniste, à hauteur d'homme ». Dans Le Monde, Jacques Mandelbaum salue un film spectaculaire, réussissant à transmettre un sentiment de terreur à travers la narration et le montage, mais estime que la vision parcellaire du film aboutit à masquer la complexité de l'opération Dynamo, notamment la contribution des forces françaises. Même sentiment chez Geoffroy Caillet du Figaro pour qui « le focus choisi par Nolan est si étroit qu'il ne permet pas davantage de comprendre l'épisode historique qu'une caméra GoPro embarquée sur le cheval de Napoléon ne nous aurait renseignés efficacement sur Waterloo ». Dans Libération, Didier Péron et Olivier Lamm soulignent « quelques tableaux de champ de bataille parmi les plus subjuguants jamais vus au cinéma » mais reprochent à Nolan d'« omettre de formuler la plus infime histoire humaine ou morale sur un épisode fondateur de l’histoire européenne ».

### Box-office
| Pays ou région | Box-office        | Date d'arrêt du box-office | Nombre de semaines |
| -------------- | ----------------- | -------------------------- | ------------------ |
| États-Unis     | 188 045 546 $     | 23 novembre 2017           | 18                 |
| France         | 2 525 630 entrées | 31 octobre 2017            | 15                 |
| Monde          | 530 380 130 $     | 23 novembre 2017           | 18                 |

Dunkerque a officiellement franchi le 14 septembre 2017 le cap des 500 millions de $ de recettes dans le monde,.
Aux États-Unis, où il a rapporté plus de 188 millions de $, il se classe derrière Il faut sauver le Soldat Ryan et Pearl Harbor. Il a rassemblé un peu plus de 21 millions de spectateurs américains.
En Europe, Dunkerque a attiré 20 millions de spectateurs. Au Royaume-Uni et en Irlande, il est resté quatre semaines d'affilée en tête du box-office, générant plus de 50 millions de £ lors de son premier mois d'exploitation, ce qui en fait le troisième plus gros succès de l'année 2017 outre-Manche derrière Stars Wars, épisode VIII : Les Derniers Jedi et La Belle et la Bête.
En France, avec 2,5 millions d'entrées, le film n'est pas parvenu à égaler l'audience de Week-End à Zuydcoote, le film d'Henri Verneuil consacré à l'opération Dynamo, qui avait été vu par 3,15 millions de spectateurs en 1964/1965.
| Rang | Pays         | Box-office          | Classement box-office 2017 |
| ---- | ------------ | ------------------- | -------------------------- |
| 1    | États-Unis   | 188,3 millions de $ | 14e                        |
| 2    | Royaume-Uni  | 76,5 millions de $  | 3e                         |
| 3    | Chine        | 50,9 millions de $  | 41e                        |
| 4    | Corée du Sud | 22,4 millions de $  | 19e                        |
| 5    | France       | 21,5 millions de $  | 16e                        |
| 6    | Australie    | 18,5 millions de $  | 11e                        |
| 7    | Japon        | 14,8 millions de $  | 28e                        |
| 8    | Italie       | 10,6 millions de $  | 10e                        |
| 9    | Espagne      | 10,6 millions de $  | 17e                        |
| 10   | Pays-Bas     | 8,1 millions de $   | 6e                         |

### Polémiques

#### La représentation et la place de l'armée française
Le journal Le Monde qualifie de « cinglante impolitesse » et de « navrante indifférence » le peu de place accordée à l'armée française dans Dunkerque. « Où sont, dans ce film, les 120 000 soldats français également évacués de Dunkerque ? Où sont les 40 000 autres qui se sont sacrifiés pour défendre la ville face à un ennemi supérieur en armes et en nombre ? », déplore le quotidien. Le Figaro dénonce même une « trahison », reprochant à Christopher Nolan de réduire les Français à « un groupe de silhouettes furtives et dérisoires, censées représenter les 40 000 d'entre eux qui affrontèrent héroïquement l'armée allemande dans Dunkerque bombardée ou ralentirent, à Lille avec la première armée, la progression des blindés de la Wehrmacht ». Dans une tribune publiée dans Le Monde, le lieutenant-colonel Jérôme de Lespinois, historien des armées, estime que Dunkerque « conforte l'idée, fausse, que les Anglais sont meilleurs tout seuls ».
L'historien Dominique Lormier souligne que « par son héroïque sacrifice, l'armée française a bel et bien sauvé la Grande-Bretagne de la défaite » ; « Les Français ont couvert l'embarquement. La marine française a joué un rôle très important. En tout, les Français ont eu plus de pertes que les Britanniques. En approchant les lignes allemandes, l'aéronavale française a été décimée pendant que les Britanniques embarquaient ». Selon lui, Dunkerque reste « un film honnête, il relate un point de vue anglo-saxon et n'a pas une vision panoramique des événements. Même si l'on peut regretter qu'il ne souligne pas suffisamment l'apport des Français. ».
« Cette histoire raconte l'expérience britannique à Dunkerque, tout en saluant la résistance française qui l’a rendue possible », nuance l'historien et documentariste britannique Paul Reed. Pour lui, Dunkerque dissipe au contraire (sic !) l'idée « très répandue en Grande-Bretagne que les Français se sont discrètement rendus au tout début de la guerre, alors qu’en réalité ils se sont encore battus trois semaines après l’évacuation britannique ». En dehors des Spitfire et la DCA des navires britanniques, seuls les Français sont représentés en train de combattre l'ennemi, derrière des barricades, pour protéger l'évacuation. Le personnage de Bolton rappelle également le rôle de l'armée française dans l'opération. Les soldats belges et canadiens, eux, n'apparaissent pas du tout dans le film.

#### L'absence de troupes et de marins indiens
Le Times of India reproche à Christopher Nolan d'avoir « oublié » la présence, au sein du Corps Expéditionnaire Britannique, de quatre compagnies de soldats indiens des Royal Indian Army Service Corps chargé du transport logistique à dos de mulets. Le quotidien cite également un officier de la Royal Navy, le lieutenant commander Manish Tayal, pour qui le cinéaste « a manqué l'opportunité de parler des lascars », ces marins indiens qui servaient, selon lui, sur les vaisseaux marchands et non marchands venus prêter main-forte lors de l'opération Dynamo.
Dans une tribune publiée dans The Guardian, la romancière indienne Sunny Singh (en) déplore « le manque de visages indiens et africains » dans Dunkerque, dénonçant la faible représentation des troupes coloniales britanniques et françaises à l'écran, où seuls quelques tirailleurs africains apparaissent furtivement. Elle accuse Christopher Nolan d'avoir « choisi de blanchir le passé ».
Toutefois, selon l'historienne Yasmin Khan, « les soldats indiens ont eu un rôle mineur à Dunkerque, bien que déjà notable. Ils se comptaient en centaines plutôt qu'en milliers et étaient surtout engagés dans les compagnies de transport, aidant à acheminer des vivres avec des milliers de mulets qui avaient été envoyés de Bombay ».

#### Clouston et Bolton
Le commandant James Campbell Clouston a inspiré le personnage du commandant Bolton interprété par Kenneth Branagh dans le film. Cet officier de la Royal Navy, d'origine canadienne, était chargé du rembarquement des troupes alliées sur la jetée Est de Dunkerque pendant l'opération Dynamo. Il trouva la mort le 3 juin 1940, à la toute fin de l'évacuation, lorsque le bateau qui le transportait fut bombardé par des avions allemands. Son fils, Dane Clouston, déplore que le nom de son père ne fut pas utilisé dans Dunkerque, ni même mentionné au générique. Il explique au Daily Mail en avoir fait la demande dans une lettre adressée à la production en janvier 2017. « Je comprends qu'il est impossible d'utiliser les noms de chacun correctement dans un film, mais il était le seul responsable de la jetée, il n'y avait personne d'autre qui avait ce rôle. Évidemment, nous sommes très fiers de ce qu'il a accompli et déçus qu'il n'ait pas de reconnaissance », regrette-t-il.
Dans un entretien accordé à USA Today, Christopher Nolan estime que James Campbell Clouston « a une histoire incroyable à laquelle nous n'aurions pas pu rendre justice dans le film ». Son épouse et coproductrice Emma Thomas a répondu à Dane Clouston dans une lettre citée par le Daily Mail : selon elle, le choix d'utiliser des noms fictifs pour les personnages du film a été pris « par respect pour les vrais héros » de l'opération Dynamo.

## Distinctions
Aux États-Unis, Dunkerque reçoit huit nominations pour la 90e cérémonie des Oscars, qui se déroule le 4 mars 2018, notamment pour le meilleur film et le meilleur réalisateur (une première pour Christopher Nolan). Le film remporte trois récompenses : l'Oscar du meilleur montage, celui du meilleur montage de son et celui du meilleur mixage de son. Le film est également nommé trois fois aux Golden Globes, sans décrocher toutefois le moindre prix. Il obtient en revanche plusieurs récompenses professionnelles et techniques comme l'Eddie Award du meilleur montage pour un film dramatique, le Cinema Audio Society Award du meilleur mixage son, le Golden Reel Award du meilleur montage sonore / musique, le Visual Effects Society Award des meilleurs effets spéciaux secondaires et l'Artios Award du meilleur casting pour un film dramatique à grand budget.
Au Royaume-Uni, Dunkerque est nommé huit fois aux BAFTA 2018 mais ne remporte que celui du meilleur son. En Espagne, le film reçoit le Prix Gaudi du meilleur film européen et le Fotogramas de Plata du meilleur film étranger. Il est primé en Italie avec le David di Donatello du meilleur film étranger. Dunkerque a également été nommé dans la catégorie du meilleur film étranger aux Césars (France), aux Aigles d'Or (Russie) ainsi qu'au Japan Academy Prize (Japon).
| Prix                                                                            | Date             | Pays                       | Récompenses / Catégories | Résultat    |
| ------------------------------------------------------------------------------- | ---------------- | -------------------------- | --- | ----------- |
| Saturn Awards                                                                   | 27 juin 2018     | Drapeau des États-Unis     | Meilleur film d'action ou d'aventure | Nomination  |
| Jupiter Awards                                                                  | 18 avril 2018    | Drapeau de l'Allemagne     | Meilleur film international | Lauréat     |
| Jupiter Awards                                                                  | 18 avril 2018    | Drapeau de l'Allemagne     | Meilleur acteur international pour Tom Hardy | Nomination  |
| Location Managers Guild International Awards                                    | 7 avril 2018     | Drapeau des États-Unis     | Meilleurs lieux de tournage pour un film d'époque pour Ben Piltz et Arnaud Kaiser                                                                                   | Lauréats    |
| National Film Awards UK                                                         | 28 mars 2018     | Drapeau du Royaume-Uni     | Meilleur réalisateur pour Christopher Nolan | Nominations |
| National Film Awards UK                                                         | 28 mars 2018     | Drapeau du Royaume-Uni     | Meilleur film britannique | Nominations |
| National Film Awards UK                                                         | 28 mars 2018     | Drapeau du Royaume-Uni     | Meilleur acteur débutant pour Harry Styles | Nominations |
| National Film Awards UK                                                         | 28 mars 2018     | Drapeau du Royaume-Uni     | Meilleure révélation pour Harry Styles | Nominations |
| David di Donatello                                                              | 21 mars 2018     | Drapeau de l'Italie        | Meilleur film étranger | Lauréat     |
| Empire Awards                                                                   | 18 mars 2018     | Drapeau du Royaume-Uni     | Meilleur acteur débutant pour Fionn Whitehead | Nominations |
| Empire Awards                                                                   | 18 mars 2018     | Drapeau du Royaume-Uni     | Meilleur film britannique | Nominations |
| Empire Awards                                                                   | 18 mars 2018     | Drapeau du Royaume-Uni     | Meilleure direction artistique | Nominations |
| Prix Bodil                                                                      | 17 mars 2018     | Drapeau du Danemark        | Meilleur film non-américain | Nomination  |
| Oscars du cinéma                                                                | 4 mars 2018      | Drapeau des États-Unis     | Meilleur montage de film pour Lee Smith | Lauréats    |
| Oscars du cinéma                                                                | 4 mars 2018      | Drapeau des États-Unis     | Meilleur montage de son pour Richard King et Alex Gibson | Lauréats    |
| Oscars du cinéma                                                                | 4 mars 2018      | Drapeau des États-Unis     | Meilleur mixage de son pour Mark Weingarten, Gregg Landaker et Gary Rizzo                                                                                           | Lauréats    |
| Oscars du cinéma                                                                | 4 mars 2018      | Drapeau des États-Unis     | Meilleur film pour Emma Thomas et Christopher Nolan | Nominations |
| Oscars du cinéma                                                                | 4 mars 2018      | Drapeau des États-Unis     | Meilleure réalisation pour Christopher Nolan | Nominations |
| Oscars du cinéma                                                                | 4 mars 2018      | Drapeau des États-Unis     | Meilleure photographie pour Hoyte van Hoytema | Nominations |
| Oscars du cinéma                                                                | 4 mars 2018      | Drapeau des États-Unis     | Meilleure musique originale pour Hans Zimmer | Nominations |
| Oscars du cinéma                                                                | 4 mars 2018      | Drapeau des États-Unis     | Meilleurs décors pour Nathan Crowley et Gary Fettis | Nominations |
| César du cinéma                                                                 | 2 mars 2018      | Drapeau de la France       | Meilleur film étranger | Nomination  |
| Japan Academy Prize                                                             | 2 mars 2018      | Drapeau du Japon           | Meilleur film en langue étrangère | Nomination  |
| Association of Motion Picture Sound Awards                                      | 25 février 2018  | Drapeau du Royaume-Uni     | Meilleur son dans un film de cinéma | Nomination  |
| Prix du Film du Tokyo Sports                                                    | 25 février 2018  | Drapeau du Japon           | Meilleur film étranger | Nomination  |
| Cinema Audio Society Awards                                                     | 24 février 2018  | Drapeau des États-Unis     | Meilleur mixage son pour un film de cinéma pour Mark Weingarten, Gregg Landaker, Gary Rizzo, Alan Meyerson, Thomas O'Connell et Scott Curtis                        | Lauréats    |
| Costume Designers Guild Awards                                                  | 20 février 2018  | Drapeau des États-Unis     | Meilleurs costumes dans un film d'époque pour Jeffrey Kurland | Nomination  |
| Cinema for Peace Awards                                                         | 19 février 2018  | Drapeau de l'Allemagne     | Meilleur film | Nomination  |
| BAFTA Awards                                                                    | 18 février 2018  | Drapeau du Royaume-Uni     | Meilleur son pour Richard King, Gregg Landaker, Gary Rizzo et Mark Weingarten                                                                                       | Lauréats    |
| BAFTA Awards                                                                    | 18 février 2018  | Drapeau du Royaume-Uni     | Meilleur film | Nominations |
| BAFTA Awards                                                                    | 18 février 2018  | Drapeau du Royaume-Uni     | Meilleur réalisateur pour Christopher Nolan | Nominations |
| BAFTA Awards                                                                    | 18 février 2018  | Drapeau du Royaume-Uni     | Meilleure musique originale pour Hans Zimmer | Nominations |
| BAFTA Awards                                                                    | 18 février 2018  | Drapeau du Royaume-Uni     | Meilleure photographie pour Hoyte van Hoytema | Nominations |
| BAFTA Awards                                                                    | 18 février 2018  | Drapeau du Royaume-Uni     | Meilleur montage pour Lee Smith | Nominations |
| BAFTA Awards                                                                    | 18 février 2018  | Drapeau du Royaume-Uni     | Meilleure direction artistique pour Nathan Crowley et Gary Fettis                                                                                                   | Nominations |
| BAFTA Awards                                                                    | 18 février 2018  | Drapeau du Royaume-Uni     | Meilleurs effets spéciaux pour Scott Fisher et Andrew Jackson | Nominations |
| MPSE Golden Reel Awards                                                         | 18 février 2018  | Drapeau des États-Unis     | Meilleur montage sonore / musique dans film pour Alex Gibson, Ryan Rubin et Chris Barrett                                                                           | Lauréats    |
| MPSE Golden Reel Awards                                                         | 18 février 2018  | Drapeau des États-Unis     | Meilleur montage sonore / dialogues et doublage dans un film pour Hugo Weng, David Bach et Russell Famarco                                                          | Nominations |
| MPSE Golden Reel Awards                                                         | 18 février 2018  | Drapeau des États-Unis     | Meilleur montage sonore / effets sonores et bruitages dans un film pour Richard King, Michael Mitchell, Randy Torres, Michael Dressel, John Roesch et Shelley Roden | Nominations |
| American Society of Cinematographers Awards                                     | 17 février 2018  | Drapeau des États-Unis     | Meilleure photographie pour un film de cinéma pour Hoyte van Hoytema                                                                                                | Nomination  |
| IFTA Film and Drama Awards                                                      | 15 février 2018  | Drapeau de l'Irlande       | Meilleur film international | Nomination  |
| Mainichi Film Awards                                                            | 15 février 2018  | Drapeau du Japon           | Meilleur film étranger | Nomination  |
| Visual Effects Society Awards                                                   | 13 février 2018  | Drapeau des États-Unis     | Meilleurs effets visuels secondaires dans un film pour Andrew Jackson, Mike Chambers, Andrew Lockley, Alison Wortman et Scott Fisher                                | Lauréats    |
| The Village Voice Film Poll                                                     | 13 février 2018  | Drapeau des États-Unis     | Meilleur film | 6e          |
| The Village Voice Film Poll                                                     | 13 février 2018  | Drapeau des États-Unis     | Meilleur réalisateur pour Christopher Nolan | 4e          |
| Globes de Cristal                                                               | 12 février 2018  | Drapeau de la France       | Meilleur film étranger | Nomination  |
| Satellite Awards                                                                | 11 février 2018  | Drapeau des États-Unis     | Meilleur son | Lauréat     |
| Satellite Awards                                                                | 11 février 2018  | Drapeau des États-Unis     | Meilleur film | Nominations |
| Satellite Awards                                                                | 11 février 2018  | Drapeau des États-Unis     | Meilleur réalisateur pour Christopher Nolan | Nominations |
| Satellite Awards                                                                | 11 février 2018  | Drapeau des États-Unis     | Meilleur acteur dans un second rôle pour Mark Rylance | Nominations |
| Satellite Awards                                                                | 11 février 2018  | Drapeau des États-Unis     | Meilleur scénario original | Nominations |
| Satellite Awards                                                                | 11 février 2018  | Drapeau des États-Unis     | Meilleure photographie pour Hoyte van Hoytema | Nominations |
| Satellite Awards                                                                | 11 février 2018  | Drapeau des États-Unis     | Meilleure musique originale pour Hans Zimmer | Nominations |
| Satellite Awards                                                                | 11 février 2018  | Drapeau des États-Unis     | Meilleurs effets visuels | Nominations |
| Satellite Awards                                                                | 11 février 2018  | Drapeau des États-Unis     | Meilleure direction artistique | Nominations |
| Satellite Awards                                                                | 11 février 2018  | Drapeau des États-Unis     | Meilleur montage pour Lee Smith | Nominations |
| Satellite Awards                                                                | 11 février 2018  | Drapeau des États-Unis     | Meilleurs costumes pour Jeffrey Kurland | Nominations |
| Blue Ribbon Awards                                                              | 8 février 2018   | Drapeau du Japon           | Meilleur film étranger | Nomination  |
| Evening Standard British Film Awards                                            | 8 février 2018   | Drapeau du Royaume-Uni     | Meilleur film | Nomination  |
| Movies For Grownups Awards                                                      | 5 février 2018   | Drapeau des États-Unis     | Meilleure capsule temporelle | Lauréat     |
| International Cinephile Society Awards                                          | 4 février 2018   | Monde                      | Meilleur montage pour Lee Smith | Nomination  |
| Prix Robert                                                                     | 4 février 2018   | Drapeau du Danemark        | Film non-américain de l'année | Nomination  |
| Directors Guild of America Awards                                               | 3 février 2018   | Drapeau des États-Unis     | Meilleure réalisation pour un film de cinéma pour Christopher Nolan                                                                                                 | Nomination  |
| Dorian Awards                                                                   | 31 janvier 2018  | Drapeau des États-Unis     | Réalisateur de l'année pour Christopher Nolan | Nominations |
| Dorian Awards                                                                   | 31 janvier 2018  | Drapeau des États-Unis     | Film visuellement remarquable de l'année | Nominations |
| Korea Film Reporters Association Awards                                         | 30 janvier 2018  | Drapeau de la Corée du Sud | Meilleur film étranger | Lauréat     |
| Medallas del Círculo de Escritores Cinematográficos                             | 29 janvier 2018  | Drapeau de l'Espagne       | Meilleur film étranger | Nomination  |
| Prix Gaudi                                                                      | 28 janvier 2018  | Drapeau de l'Espagne       | Meilleur film européen | Lauréat     |
| Grammy Awards                                                                   | 28 janvier 2018  | Drapeau des États-Unis     | Meilleure bande-son pour un media visuel pour Hans Zimmer | Nomination  |
| London Film Critics Circle Awards                                               | 28 janvier 2018  | Drapeau du Royaume-Uni     | Film britannique ou irlandais de l'année | Lauréat     |
| London Film Critics Circle Awards                                               | 28 janvier 2018  | Drapeau du Royaume-Uni     | Film de l'année | Nominations |
| London Film Critics Circle Awards                                               | 28 janvier 2018  | Drapeau du Royaume-Uni     | Réalisateur de l'année pour Christopher Nolan | Nominations |
| London Film Critics Circle Awards                                               | 28 janvier 2018  | Drapeau du Royaume-Uni     | Jeune acteur britannique ou irlandais de l'année pour Fionn Whitehead                                                                                               | Nominations |
| London Film Critics Circle Awards                                               | 28 janvier 2018  | Drapeau du Royaume-Uni     | Réussite technique de l'année pour Hans Zimmer (musique) | Nominations |
| Prix du Círculo de Críticos Cinematográficos de Caracas                         | 28 janvier 2018  | Drapeau du Venezuela       | Meilleur film | Lauréats    |
| Prix du Círculo de Críticos Cinematográficos de Caracas                         | 28 janvier 2018  | Drapeau du Venezuela       | Meilleur réalisateur pour Christopher Nolan | Lauréats    |
| Art Directors Guild Awards                                                      | 27 janvier 2018  | Drapeau des États-Unis     | Meilleure direction artistique pour un film d'époque pour Nathan Crowley                                                                                            | Nomination  |
| Aigles d'Or                                                                     | 26 janvier 2018  | Drapeau de la Russie       | Meilleur film étranger | Nomination  |
| American Cinema Editors Eddie Awards                                            | 26 janvier 2018  | Drapeau des États-Unis     | Meilleur montage pour un film dramatique pour Lee Smith | Lauréat     |
| Fotogramas de Plata                                                             | 24 janvier 2018  | Drapeau de l'Espagne       | Meilleur film étranger | Lauréat     |
| Screen Actors Guild Awards                                                      | 21 janvier 2018  | Drapeau des États-Unis     | Meilleure équipe de cascadeurs | Nomination  |
| Producers Guild of America Awards                                               | 20 janvier 2018  | Drapeau des États-Unis     | Meilleurs producteurs de film pour Emma Thomas et Christopher Nolan                                                                                                 | Nomination  |
| Artios Awards                                                                   | 18 janvier 2018  | Drapeau des États-Unis     | Meilleur casting pour un film dramatique à grand budget pour John Papsidera                                                                                         | Lauréat     |
| Denver Film Critics Society Awards                                              | 15 janvier 2018  | Drapeau des États-Unis     | Meilleur réalisateur pour Christopher Nolan | Lauréats    |
| Denver Film Critics Society Awards                                              | 15 janvier 2018  | Drapeau des États-Unis     | Meilleure musique originale pour Hans Zimmer | Lauréats    |
| Denver Film Critics Society Awards                                              | 15 janvier 2018  | Drapeau des États-Unis     | Meilleur film | Nominations |
| Denver Film Critics Society Awards                                              | 15 janvier 2018  | Drapeau des États-Unis     | Meilleurs effets spéciaux | Nominations |
| Prix Kinema Junpō                                                               | 15 janvier 2018  | Drapeau du Japon           | Meilleur film étranger | 4e          |
| Film de l'année de l'Association luxembourgeoise de la presse cinématographique | 12 janvier 2018  | Drapeau du Luxembourg      | Film de l'année 2017 | Lauréat     |
| Georgia Film Critics Association Awards                                         | 12 janvier 2018  | Drapeau des États-Unis     | Meilleure photographie pour Hoyte van Hoytema | Lauréats    |
| Georgia Film Critics Association Awards                                         | 12 janvier 2018  | Drapeau des États-Unis     | Meilleure musique originale pour Hans Zimmer | Lauréats    |
| Georgia Film Critics Association Awards                                         | 12 janvier 2018  | Drapeau des États-Unis     | Meilleur film | Nominations |
| Georgia Film Critics Association Awards                                         | 12 janvier 2018  | Drapeau des États-Unis     | Meilleur réalisateur pour Christopher Nolan | Nominations |
| Georgia Film Critics Association Awards                                         | 12 janvier 2018  | Drapeau des États-Unis     | Meilleure direction artistique pour Nathan Crowley et Gary Fettis                                                                                                   | Nominations |
| Critics' Choice Awards                                                          | 11 janvier 2018  | Drapeau des États-Unis     | Meilleur montage pour Lee Smith (à égalité avec Paul Machliss et Jonathan Amos pour Baby Driver)                                                                    | Lauréat     |
| Critics' Choice Awards                                                          | 11 janvier 2018  | Drapeau des États-Unis     | Meilleur film | Nominations |
| Critics' Choice Awards                                                          | 11 janvier 2018  | Drapeau des États-Unis     | Meilleure distribution | Nominations |
| Critics' Choice Awards                                                          | 11 janvier 2018  | Drapeau des États-Unis     | Meilleur réalisateur pour Christopher Nolan | Nominations |
| Critics' Choice Awards                                                          | 11 janvier 2018  | Drapeau des États-Unis     | Meilleure photographie pour Hoyte van Hoytema | Nominations |
| Critics' Choice Awards                                                          | 11 janvier 2018  | Drapeau des États-Unis     | Meilleure direction artistique pour Nathan Crowley et Gary Fettis                                                                                                   | Nominations |
| Critics' Choice Awards                                                          | 11 janvier 2018  | Drapeau des États-Unis     | Meilleurs effets visuels | Nominations |
| Critics' Choice Awards                                                          | 11 janvier 2018  | Drapeau des États-Unis     | Meilleure musique pour Hans Zimmer | Nominations |
| Alliance of Women Film Journalists EDA Awards                                   | 9 janvier 2018   | Drapeau des États-Unis     | Meilleur montage pour Lee Smith | Lauréat     |
| Alliance of Women Film Journalists EDA Awards                                   | 9 janvier 2018   | Drapeau des États-Unis     | Meilleur réalisateur pour Christopher Nolan | Nominations |
| Alliance of Women Film Journalists EDA Awards                                   | 9 janvier 2018   | Drapeau des États-Unis     | Meilleure photographie pour Hoyte van Hoytema | Nominations |
| Iowa Film Critics Association Awards                                            | 9 janvier 2018   | Drapeau des États-Unis     | Meilleur film | Finaliste   |
| Iowa Film Critics Association Awards                                            | 9 janvier 2018   | Drapeau des États-Unis     | Meilleur réalisateur pour Christopher Nolan | Finaliste   |
| Austin Film Critics Association Awards                                          | 8 janvier 2018   | Drapeau des États-Unis     | Meilleur film | 6e          |
| Austin Film Critics Association Awards                                          | 8 janvier 2018   | Drapeau des États-Unis     | Meilleur réalisateur pour Christopher Nolan | Nominations |
| Austin Film Critics Association Awards                                          | 8 janvier 2018   | Drapeau des États-Unis     | Meilleure photographie | Nominations |
| Austin Film Critics Association Awards                                          | 8 janvier 2018   | Drapeau des États-Unis     | Meilleure musique originale | Nominations |
| Golden Globes                                                                   | 7 janvier 2018   | Drapeau des États-Unis     | Meilleur film dramatique | Nominations |
| Golden Globes                                                                   | 7 janvier 2018   | Drapeau des États-Unis     | Meilleur réalisateur pour Christopher Nolan | Nominations |
| Golden Globes                                                                   | 7 janvier 2018   | Drapeau des États-Unis     | Meilleure musique de film pour Hans Zimmer | Nominations |
| Houston Film Critics Society Awards                                             | 6 janvier 2018   | Drapeau des États-Unis     | Meilleur film | Nominations |
| Houston Film Critics Society Awards                                             | 6 janvier 2018   | Drapeau des États-Unis     | Meilleur réalisateur pour Christopher Nolan | Nominations |
| Houston Film Critics Society Awards                                             | 6 janvier 2018   | Drapeau des États-Unis     | Meilleure photographie pour Hoyte van Hoytema | Nominations |
| Houston Film Critics Society Awards                                             | 6 janvier 2018   | Drapeau des États-Unis     | Meilleure musique originale pour Hans Zimmer | Nominations |
| National Society of Film Critics Awards                                         | 6 janvier 2018   | Drapeau des États-Unis     | Meilleure photographie pour Hoyte van Hoytema | 2e          |
| AACTA International Awards                                                      | 5 janvier 2018   | Drapeau de l'Australie     | Meilleure réalisation pour Christopher Nolan | Lauréat     |
| AACTA International Awards                                                      | 5 janvier 2018   | Drapeau de l'Australie     | Meilleur film | Nominations |
| AACTA International Awards                                                      | 5 janvier 2018   | Drapeau de l'Australie     | Meilleur acteur dans un second rôle pour Tom Hardy | Nominations |
| AACTA International Awards                                                      | 5 janvier 2018   | Drapeau de l'Australie     | Meilleur scénario | Nominations |
| Colombus Film Critics Association Awards                                        | 4 janvier 2018   | Drapeau des États-Unis     | Meilleur film | 9e          |
| Colombus Film Critics Association Awards                                        | 4 janvier 2018   | Drapeau des États-Unis     | Meilleur montage pour Lee Smith | 2e          |
| Capri, Hollywood - The International Film Festival                              | 2 janvier 2018   | Drapeau de l'Italie        | Meilleur réalisateur pour Christopher Nolan | Lauréat     |
| North Carolina Film Critics Association Awards                                  | 2 janvier 2018   | Drapeau des États-Unis     | Meilleur réalisateur pour Christopher Nolan | Nominations |
| North Carolina Film Critics Association Awards                                  | 2 janvier 2018   | Drapeau des États-Unis     | Meilleure photographie pour Hoyte van Hoytema | Nominations |
| North Carolina Film Critics Association Awards                                  | 2 janvier 2018   | Drapeau des États-Unis     | Meilleurs effets spéciaux | Nominations |
| Oklahoma Film Critics Circle Awards                                             | 2 janvier 2018   | Drapeau des États-Unis     | Meilleur film | 4e          |
| Golden Tomato Awards                                                            | 31 décembre 2017 | Drapeau des États-Unis     | Film dramatique le mieux évalué | Lauréat     |
| Golden Tomato Awards                                                            | 31 décembre 2017 | Drapeau des États-Unis     | Film le mieux évalué (large diffusion) | 3e          |
| Online Film Critics Society Awards                                              | 28 décembre 2017 | Drapeau des États-Unis     | Meilleur réalisateur pour Christopher Nolan | Lauréats    |
| Online Film Critics Society Awards                                              | 28 décembre 2017 | Drapeau des États-Unis     | Meilleur montage pour Lee Smith | Lauréats    |
| Online Film Critics Society Awards                                              | 28 décembre 2017 | Drapeau des États-Unis     | Meilleur film | Nominations |
| Online Film Critics Society Awards                                              | 28 décembre 2017 | Drapeau des États-Unis     | Meilleure photographie pour Hoyte van Hoytema | Nominations |
| Florida Film Critics Circle Awards                                              | 23 décembre 2017 | Drapeau des États-Unis     | Meilleur film | Lauréats    |
| Florida Film Critics Circle Awards                                              | 23 décembre 2017 | Drapeau des États-Unis     | Meilleur réalisateur pour Christopher Nolan | Lauréats    |
| Florida Film Critics Circle Awards                                              | 23 décembre 2017 | Drapeau des États-Unis     | Meilleure distribution | 2e          |
| Florida Film Critics Circle Awards                                              | 23 décembre 2017 | Drapeau des États-Unis     | Meilleure photographie | 2e          |
| Florida Film Critics Circle Awards                                              | 23 décembre 2017 | Drapeau des États-Unis     | Meilleure direction artistique | 2e          |
| Florida Film Critics Circle Awards                                              | 23 décembre 2017 | Drapeau des États-Unis     | Meilleure musique | 2e          |
| Florida Film Critics Circle Awards                                              | 23 décembre 2017 | Drapeau des États-Unis     | Meilleurs effets visuels | Nomination  |
| Hōchi Film Awards                                                               | 21 décembre 2017 | Drapeau du Japon           | Meilleur film étranger | Nomination  |
| IGN Awards                                                                      | 19 décembre 2017 | Drapeau des États-Unis     | Meilleur réalisateur pour Christopher Nolan (choix du public) | Lauréats    |
| IGN Awards                                                                      | 19 décembre 2017 | Drapeau des États-Unis     | Meilleur film dramatique (choix du public) | Lauréats    |
| IGN Awards                                                                      | 19 décembre 2017 | Drapeau des États-Unis     | Meilleur réalisateur pour Christopher Nolan | Nomination  |
| IGN Awards                                                                      | 19 décembre 2017 | Drapeau des États-Unis     | Meilleur film dramatique | 2e          |
| IndieWire Critics Poll                                                          | 19 décembre 2017 | Drapeau des États-Unis     | Meilleur film | 3e          |
| IndieWire Critics Poll                                                          | 19 décembre 2017 | Drapeau des États-Unis     | Meilleure photographie | 2e          |
| Los Angeles Online Film Critics Society Awards                                  | 19 décembre 2017 | Drapeau des États-Unis     | Meilleur réalisateur masculin pour Christopher Nolan | Nominations |
| Los Angeles Online Film Critics Society Awards                                  | 19 décembre 2017 | Drapeau des États-Unis     | Meilleur montage | Nominations |
| Los Angeles Online Film Critics Society Awards                                  | 19 décembre 2017 | Drapeau des États-Unis     | Meilleure musique | Nominations |
| Los Angeles Online Film Critics Society Awards                                  | 19 décembre 2017 | Drapeau des États-Unis     | Meilleures cascades | Nominations |
| Los Angeles Online Film Critics Society Awards                                  | 19 décembre 2017 | Drapeau des États-Unis     | Meilleur film d'action ou de guerre | Nominations |
| Los Angeles Online Film Critics Society Awards                                  | 19 décembre 2017 | Drapeau des États-Unis     | Meilleur blockbuster | Nominations |
| Los Angeles Online Film Critics Society Awards                                  | 19 décembre 2017 | Drapeau des États-Unis     | Meilleure photographie pour Hoyte van Hoytema | Nominations |
| Los Angeles Online Film Critics Society Awards                                  | 19 décembre 2017 | Drapeau des États-Unis     | Meilleurs effets visuels | Nominations |
| North Texas Film Critics Association Best of 2017                               | 19 décembre 2017 | Drapeau des États-Unis     | Meilleur acteur dans un second rôle pour Mark Rylance | Finaliste   |
| North Texas Film Critics Association Best of 2017                               | 19 décembre 2017 | Drapeau des États-Unis     | Meilleur réalisateur pour Christopher Nolan | Finaliste   |
| North Texas Film Critics Association Best of 2017                               | 19 décembre 2017 | Drapeau des États-Unis     | Meilleur film | Finaliste   |
| North Texas Film Critics Association Best of 2017                               | 19 décembre 2017 | Drapeau des États-Unis     | Meilleure photographie pour Hoyte van Hoytema | Finaliste   |
| Phoenix Film Critics Society Awards                                             | 19 décembre 2017 | Drapeau des États-Unis     | Meilleur montage | Lauréat     |
| Phoenix Film Critics Society Awards                                             | 19 décembre 2017 | Drapeau des États-Unis     | Meilleur film | Nominations |
| Phoenix Film Critics Society Awards                                             | 19 décembre 2017 | Drapeau des États-Unis     | Meilleur réalisateur pour Christopher Nolan | Nominations |
| Phoenix Film Critics Society Awards                                             | 19 décembre 2017 | Drapeau des États-Unis     | Meilleure distribution | Nominations |
| Phoenix Film Critics Society Awards                                             | 19 décembre 2017 | Drapeau des États-Unis     | Meilleure musique originale | Nominations |
| Phoenix Film Critics Society Awards                                             | 19 décembre 2017 | Drapeau des États-Unis     | Meilleure direction artistique | Nominations |
| Phoenix Film Critics Society Awards                                             | 19 décembre 2017 | Drapeau des États-Unis     | Meilleurs effets visuels | Nominations |
| Black Film Critics Circle Awards                                                | 18 décembre 2017 | Drapeau des États-Unis     | Meilleur film | 6e          |
| Indiana Film Journalists Association Film Awards                                | 18 décembre 2017 | Drapeau des États-Unis     | Meilleur film | Finaliste   |
| Las Vegas Film Critics Society Awards                                           | 18 décembre 2017 | Drapeau des États-Unis     | Meilleur film | 6e          |
| Las Vegas Film Critics Society Awards                                           | 18 décembre 2017 | Drapeau des États-Unis     | Meilleur réalisateur pour Christopher Nolan | 2e          |
| Southeastern Film Critics Association Awards                                    | 18 décembre 2017 | Drapeau des États-Unis     | Meilleure photographie pour Hoyte van Hoytema | Lauréat     |
| Southeastern Film Critics Association Awards                                    | 18 décembre 2017 | Drapeau des États-Unis     | Meilleur film | 3e          |
| Southeastern Film Critics Association Awards                                    | 18 décembre 2017 | Drapeau des États-Unis     | Meilleur réalisateur pour Christopher Nolan | Finaliste   |
| Seattle Film Critics Society Awards,                                            | 18 décembre 2017 | Drapeau des États-Unis     | Meilleur réalisateur pour Christopher Nolan | Lauréats    |
| Seattle Film Critics Society Awards,                                            | 18 décembre 2017 | Drapeau des États-Unis     | Meilleur montage pour Lee Smith | Lauréats    |
| Seattle Film Critics Society Awards,                                            | 18 décembre 2017 | Drapeau des États-Unis     | Meilleur film | Nominations |
| Seattle Film Critics Society Awards,                                            | 18 décembre 2017 | Drapeau des États-Unis     | Meilleure photographie pour Hoyte van Hoytema | Nominations |
| Seattle Film Critics Society Awards,                                            | 18 décembre 2017 | Drapeau des États-Unis     | Meilleure musique originale pour Hans Zimmer | Nominations |
| Seattle Film Critics Society Awards,                                            | 18 décembre 2017 | Drapeau des États-Unis     | Meilleure direction artistique pour Nathan Crowley et Gary Fettis                                                                                                   | Nominations |
| Seattle Film Critics Society Awards,                                            | 18 décembre 2017 | Drapeau des États-Unis     | Meilleurs effets visuels pour Andrew Jackson, Andrew Lockley, Scott Fisher et Paul Corbould                                                                         | Nominations |
| Utah Film Critics Association Awards                                            | 18 décembre 2017 | Drapeau des États-Unis     | Meilleur réalisateur pour Christopher Nolan | Lauréat     |
| Utah Film Critics Association Awards                                            | 18 décembre 2017 | Drapeau des États-Unis     | Meilleur film | 2e          |
| Utah Film Critics Association Awards                                            | 18 décembre 2017 | Drapeau des États-Unis     | Meilleure photographie pour Hoyte van Hoytema | 2e          |
| Vancouver Film Critics Circle Awards,                                           | 18 décembre 2017 | Drapeau du Canada          | Meilleur film | Nominations |
| Vancouver Film Critics Circle Awards,                                           | 18 décembre 2017 | Drapeau du Canada          | Meilleur réalisateur pour Christopher Nolan | Nominations |
| St Louis Film Critics Association Awards                                        | 17 décembre 2017 | Drapeau des États-Unis     | Meilleure photographie pour Hoyte van Hoytema | Nominations |
| St Louis Film Critics Association Awards                                        | 17 décembre 2017 | Drapeau des États-Unis     | Meilleur montage pour Lee Smith | Nominations |
| St Louis Film Critics Association Awards                                        | 17 décembre 2017 | Drapeau des États-Unis     | Meilleure direction artistique pour Nathan Crowley et Gary Fettis                                                                                                   | Nominations |
| St Louis Film Critics Association Awards                                        | 17 décembre 2017 | Drapeau des États-Unis     | Meilleurs effets visuels | Nominations |
| St Louis Film Critics Association Awards                                        | 17 décembre 2017 | Drapeau des États-Unis     | Meilleure musique pour Hans Zimmer | Nominations |
| Phoenix Critics Circle Awards                                                   | 16 décembre 2017 | Drapeau des États-Unis     | Meilleur réalisateur pour Christopher Nolan | Lauréat     |
| Phoenix Critics Circle Awards                                                   | 16 décembre 2017 | Drapeau des États-Unis     | Meilleur film | Nominations |
| Phoenix Critics Circle Awards                                                   | 16 décembre 2017 | Drapeau des États-Unis     | Meiilleure musique pour Hans Zimmer | Nominations |
| Dallas-Fort Worth Film Critics Association Awards                               | 13 décembre 2017 | Drapeau des États-Unis     | Meilleur film | 6e          |
| Dallas-Fort Worth Film Critics Association Awards                               | 13 décembre 2017 | Drapeau des États-Unis     | Meilleur réalisateur pour Christopher Nolan | Finaliste   |
| Dallas-Fort Worth Film Critics Association Awards                               | 13 décembre 2017 | Drapeau des États-Unis     | Meilleure musique pour Hans Zimmer | Finaliste   |
| Dublin Film Critics' Circle Awards                                              | 13 décembre 2017 | Drapeau de l'Irlande       | Meilleur film | Lauréats    |
| Dublin Film Critics' Circle Awards                                              | 13 décembre 2017 | Drapeau de l'Irlande       | Meilleur réalisateur pour Christopher Nolan | Lauréats    |
| Dublin Film Critics' Circle Awards                                              | 13 décembre 2017 | Drapeau de l'Irlande       | Révélation de l'année pour Barry Keoghan (également pour Mise à Mort du Cerf Sacré)                                                                                 | Lauréats    |
| Dublin Film Critics' Circle Awards                                              | 13 décembre 2017 | Drapeau de l'Irlande       | Meilleur scénario pour Christopher Nolan | 7e          |
| Dublin Film Critics' Circle Awards                                              | 13 décembre 2017 | Drapeau de l'Irlande       | Meilleure photographie pour Hoyte van Hoytema | 2e          |
| Chicago Film Critics Association Awards                                         | 12 décembre 2017 | Drapeau des États-Unis     | Meilleur réalisateur pour Christopher Nolan | Lauréat     |
| Chicago Film Critics Association Awards                                         | 12 décembre 2017 | Drapeau des États-Unis     | Meilleur film | Nominations |
| Chicago Film Critics Association Awards                                         | 12 décembre 2017 | Drapeau des États-Unis     | Meilleure direction artistique | Nominations |
| Chicago Film Critics Association Awards                                         | 12 décembre 2017 | Drapeau des États-Unis     | Meilleur montage pour Lee Smith | Nominations |
| Chicago Film Critics Association Awards                                         | 12 décembre 2017 | Drapeau des États-Unis     | Meilleure musique originale pour Hans Zimmer | Nominations |
| Chicago Film Critics Association Awards                                         | 12 décembre 2017 | Drapeau des États-Unis     | Meilleure photographie pour Hoyte van Hoytema | Nominations |
| San Diego Film Critics Society Awards                                           | 11 décembre 2017 | Drapeau des États-Unis     | Meilleure photographie pour Hoyte van Hoytema | Lauréat     |
| San Diego Film Critics Society Awards                                           | 11 décembre 2017 | Drapeau des États-Unis     | Meilleur réalisateur pour Christopher Nolan | 2e          |
| San Diego Film Critics Society Awards                                           | 11 décembre 2017 | Drapeau des États-Unis     | Meilleur montage pour Lee Smith | 2e          |
| San Diego Film Critics Society Awards                                           | 11 décembre 2017 | Drapeau des États-Unis     | Meilleurs effets visuels | 2e          |
| San Diego Film Critics Society Awards                                           | 11 décembre 2017 | Drapeau des États-Unis     | Meilleur film | Nominations |
| San Diego Film Critics Society Awards                                           | 11 décembre 2017 | Drapeau des États-Unis     | Meilleur scénario original | Nominations |
| San Diego Film Critics Society Awards                                           | 11 décembre 2017 | Drapeau des États-Unis     | Meilleure direction artistique pour Nathan Crowley | Nominations |
| San Diego Film Critics Society Awards                                           | 11 décembre 2017 | Drapeau des États-Unis     | Meilleure utilisation de la musique | Nominations |
| Atlanta Film Critics Awards                                                     | 10 décembre 2017 | Drapeau des États-Unis     | Meilleur réalisateur pour Christopher Nolan | Lauréats    |
| Atlanta Film Critics Awards                                                     | 10 décembre 2017 | Drapeau des États-Unis     | Meilleure photographie pour Hoyte van Hoytema | Lauréats    |
| Atlanta Film Critics Awards                                                     | 10 décembre 2017 | Drapeau des États-Unis     | Meilleur film | 2e          |
| Boston Society of Film Critics Awards                                           | 10 décembre 2017 | Drapeau des États-Unis     | Meilleure photographie pour Hoyte van Hoytema | Lauréat     |
| New York Film Critics Online Awards                                             | 10 décembre 2017 | Drapeau des États-Unis     | Top 10 | Lauréat     |
| San Francisco Film Critics Circle Awards                                        | 10 décembre 2017 | Drapeau des États-Unis     | Meilleur réalisateur pour Christopher Nolan | Nominations |
| San Francisco Film Critics Circle Awards                                        | 10 décembre 2017 | Drapeau des États-Unis     | Meilleure photographie pour Hoyte van Hoytema | Nominations |
| San Francisco Film Critics Circle Awards                                        | 10 décembre 2017 | Drapeau des États-Unis     | Meilleure direction artistique pour Nathan Crowley | Nominations |
| San Francisco Film Critics Circle Awards                                        | 10 décembre 2017 | Drapeau des États-Unis     | Meilleure musique originale pour Hans Zimmer | Nominations |
| San Francisco Film Critics Circle Awards                                        | 10 décembre 2017 | Drapeau des États-Unis     | Meilleur montage pour Lee Smith | Nominations |
| Prix de l'Associação de Críticos de Cinema do Rio de Janeiro                    | 9 décembre 2017  | Drapeau du Brésil          | Meilleur film de l'année | Lauréat     |
| Boston Online Film Critics Association Awards                                   | 9 décembre 2017  | Drapeau des États-Unis     | Meilleur montage pour Lee Smith | Lauréat     |
| Boston Online Film Critics Association Awards                                   | 9 décembre 2017  | Drapeau des États-Unis     | Meilleur film | 6e          |
| Washington DC Area Film Critics Association Awards                              | 8 décembre 2017  | Drapeau des États-Unis     | Meilleur réalisateur pour Christopher Nolan | Lauréat     |
| Washington DC Area Film Critics Association Awards                              | 8 décembre 2017  | Drapeau des États-Unis     | Meilleur film | Nominations |
| Washington DC Area Film Critics Association Awards                              | 8 décembre 2017  | Drapeau des États-Unis     | Meilleure distribution | Nominations |
| Washington DC Area Film Critics Association Awards                              | 8 décembre 2017  | Drapeau des États-Unis     | Meilleure direction artistique pour Nathan Crowley et Gary Fettis                                                                                                   | Nominations |
| Washington DC Area Film Critics Association Awards                              | 8 décembre 2017  | Drapeau des États-Unis     | Meilleure photographie pour Hoyte van Hoytema | Nominations |
| Washington DC Area Film Critics Association Awards                              | 8 décembre 2017  | Drapeau des États-Unis     | Meilleur montage pour Lee Smith | Nominations |
| Washington DC Area Film Critics Association Awards                              | 8 décembre 2017  | Drapeau des États-Unis     | Meilleure musique originale pour Hans Zimmer | Nominations |
| American Film Institute Awards                                                  | 7 décembre 2017  | Drapeau des États-Unis     | Films de l'année | Lauréat     |
| Detroit Film Critics Society Awards                                             | 7 décembre 2017  | Drapeau des États-Unis     | Meilleur réalisateur pour Christopher Nolan | Nomination  |
| Los Angeles Film Critics Association Awards                                     | 3 décembre 2017  | Drapeau des États-Unis     | Meilleur montage pour Lee Smith | Lauréat     |
| Nikkan Sports Film Awards                                                       | 3 décembre 2017  | Drapeau du Japon           | Meilleur film étranger | Lauréat     |
| National Board of Review Awards                                                 | 28 novembre 2017 | Drapeau des États-Unis     | Top films | Lauréat     |
| Hollywood Professional Association Awards                                       | 16 novembre 2017 | Drapeau des États-Unis     | Meilleur montage cinéma pour Lee Smith | Lauréat     |
| Teen Choice Awards                                                              | 13 août 2017     | Drapeau des États-Unis     | Révélation cinéma pour Harry Styles | Nomination  |

## Analyse

### Les faits réels qui ont inspiré le film

#### Sur les plages et la jetée
Comme au début du film, la Luftwaffe a bien largué des tracts de propagande au-dessus de Dunkerque pour inciter les soldats alliés à se rendre. La production a juste changé leur apparence pour les rendre plus lisibles pour le spectateur.
Plusieurs soldats britanniques ont joué les brancardiers et transporté des blessés pour tenter d'embarquer plus rapidement vers l'Angleterre, comme Tommy (Fionn Whitehead) et Gibson (Aneurin Barnard) dans Dunkerque. Joshua Levine, le consultant historique de Christopher Nolan, cite l'exemple du caporal Charles Nash qui parvint ainsi à s'échapper. Comme les personnages du film, plusieurs soldats se réfugièrent sous la jetée en bois, entre les croisillons, lors d'un raid aérien allemand, dans la matinée du 29 mai 1940, comme en témoigna l'équipage du Manxman, un bateau à vapeur venu évacuer les troupes.
Un navire-hôpital britannique, le Isle of Guernsey, fut bien pris pour cible par l'aviation allemande alors qu'il embarquait des blessés, le long de la jetée Est. Mais il ne sombra pas et parvint à regagner l'Angleterre. Un autre navire-hôpital britannique, le Paris, fut en revanche coulé par les bombardements des Stukas le 2 juin 1940 alors qu'il approchait de Dunkerque.
Les plages situées à l'est de Dunkerque, à la frontière franco-belge, près de La Panne, ont bien été désertées à compter du 31 mai 1940 par les troupes britanniques qui avaient été informées que plus aucun bateau ne viendrait les chercher dans ce secteur. C'est l'endroit où Tommy (Fionn Whitehead), Alex (Harry Styles) et Gibson (Aneurin Barnard) s'échouent dans le film après le torpillage du destroyer et où Farrier (Tom Hardy) pose son Spitfire à la fin du film. Ces deux scènes sont filmées sur la digue du Braek, à l'ouest de Dunkerque, mais le montage les situe bien à l'est de la ville, à la limite du périmètre de défense, près des lignes allemandes.
La présence d'un chalutier néerlandais échoué dans ce secteur n'est pas avérée, mais Joshua Levine, le consultant de Christopher Nolan, se réfère à une archive mentionnant l'arrivée à Dunkerque, fin mai 1940, du Johanna, un pêcheur d'anguilles hollandais. Des schuits, petits caboteurs néerlandais, ont en revanche activement participé à l'Opération Dynamo.
Comme l'indique le commandant Bolton (Kenneth Branagh) dans le film, les Britanniques continuèrent de rembarquer des soldats français jusqu'au 4 juin 1940, principalement par la jetée Est de Dunkerque, deux jours après avoir évacué leur Corps Expéditionnaire. 123 095 Français figurent parmi les 338 226 combattants extraits de la « poche » de Dunkerque lors de l'opération Dynamo.

#### En mer

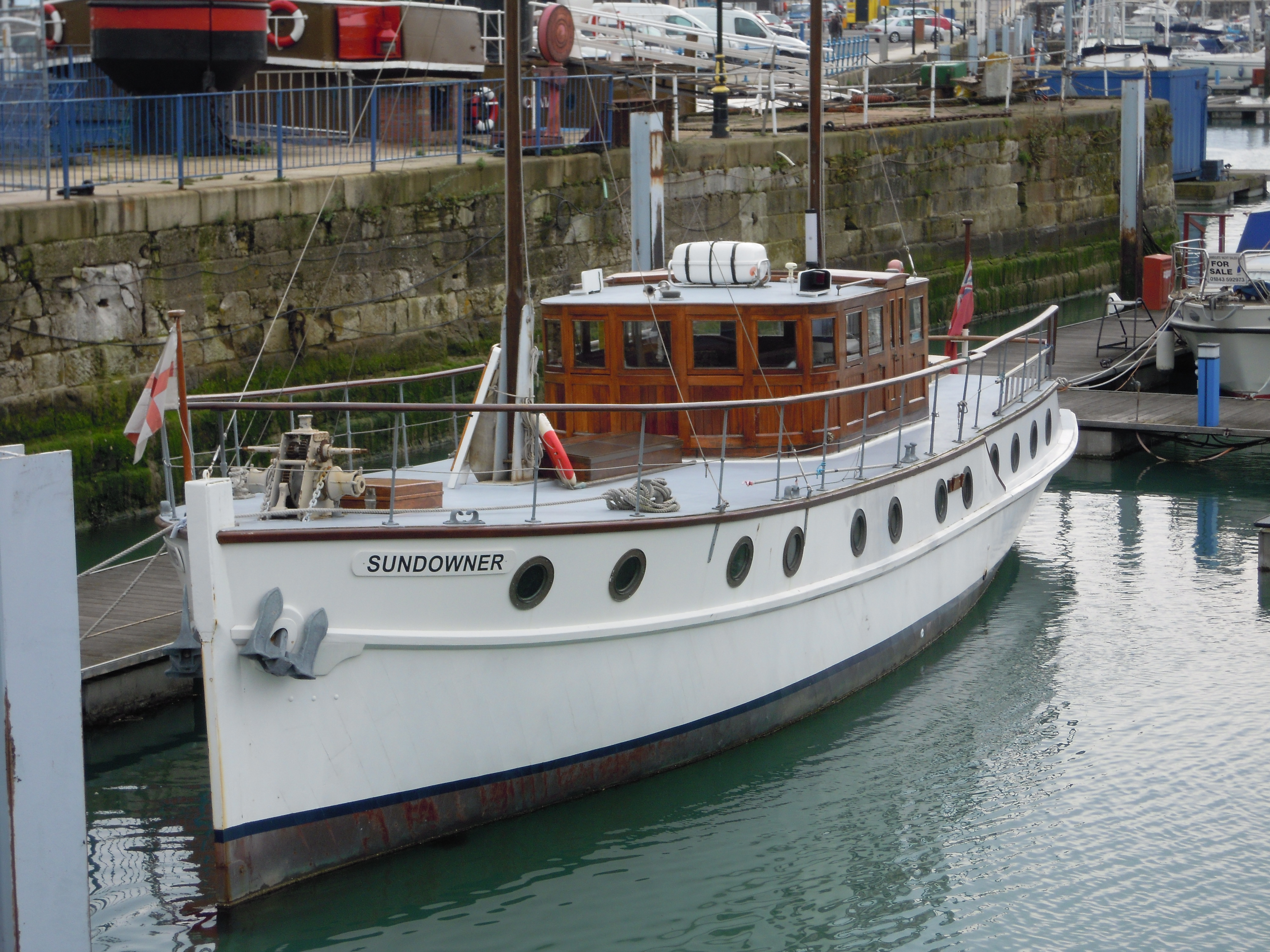
Le Sundowner.

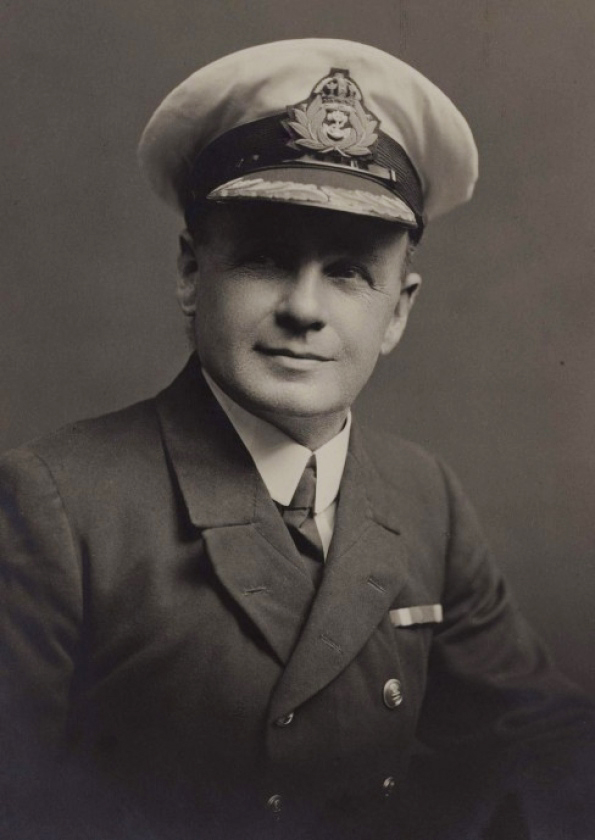
Charles Lightoller.

L'équipage du Moonstone est inspiré de plusieurs véritables équipages de Little Ships, notamment celui du Sundowner. Ce yacht motorisé était conduit par Charles Lightoller, un ancien officier de marine, rescapé du naufrage du Titanic en 1912, âgé alors de 66 ans. Comme M.Dawson (Mark Rylance) dans le film, il insista pour effectuer lui-même la traversée alors que l'Amirauté souhaitait réquisitionner son navire pour l'opération Dynamo. Il embarqua avec son fils aîné Roger et un jeune scout marin de 18 ans, Gerald Ashcroft.
Le 1er juin 1940, le Sundowner vint à la rescousse, en mer, de l'équipage du Westerly, en flammes, qu'il ramena vers Dunkerque. Contrairement au Moonstone, il put rejoindre la cité portuaire et évacuer 130 soldats par la jetée Est, alors que le yacht ne pouvait en transporter en théorie qu'une vingtaine. Comme M.Dawson, Charles Lightoller avait un autre fils, Brian, pilote de la Royal Air Force, qui fut tué en mission aux commandes d'un bombardier au-dessus de l'Allemagne, le 4 septembre 1939, au lendemain de l'entrée en guerre du Royaume-Uni. Grâce aux informations qu'il lui avait transmises, Lightoller connaissait bien le comportement des avions et des bombardiers, ce qui lui permit d'esquiver les tirs et les bombes lors de l'évacuation, comme le fait le capitaine du Moonstone dans Dunkerque.
La scène des soldats naufragés, brûlés par le mazout qui s'est répandu dans la mer, est quant à elle inspirée par le naufrage du Crested Eagle, un bateau à roues à aubes détruit par l'aviation allemande en face de Bray-Dunes.

#### Dans les airs

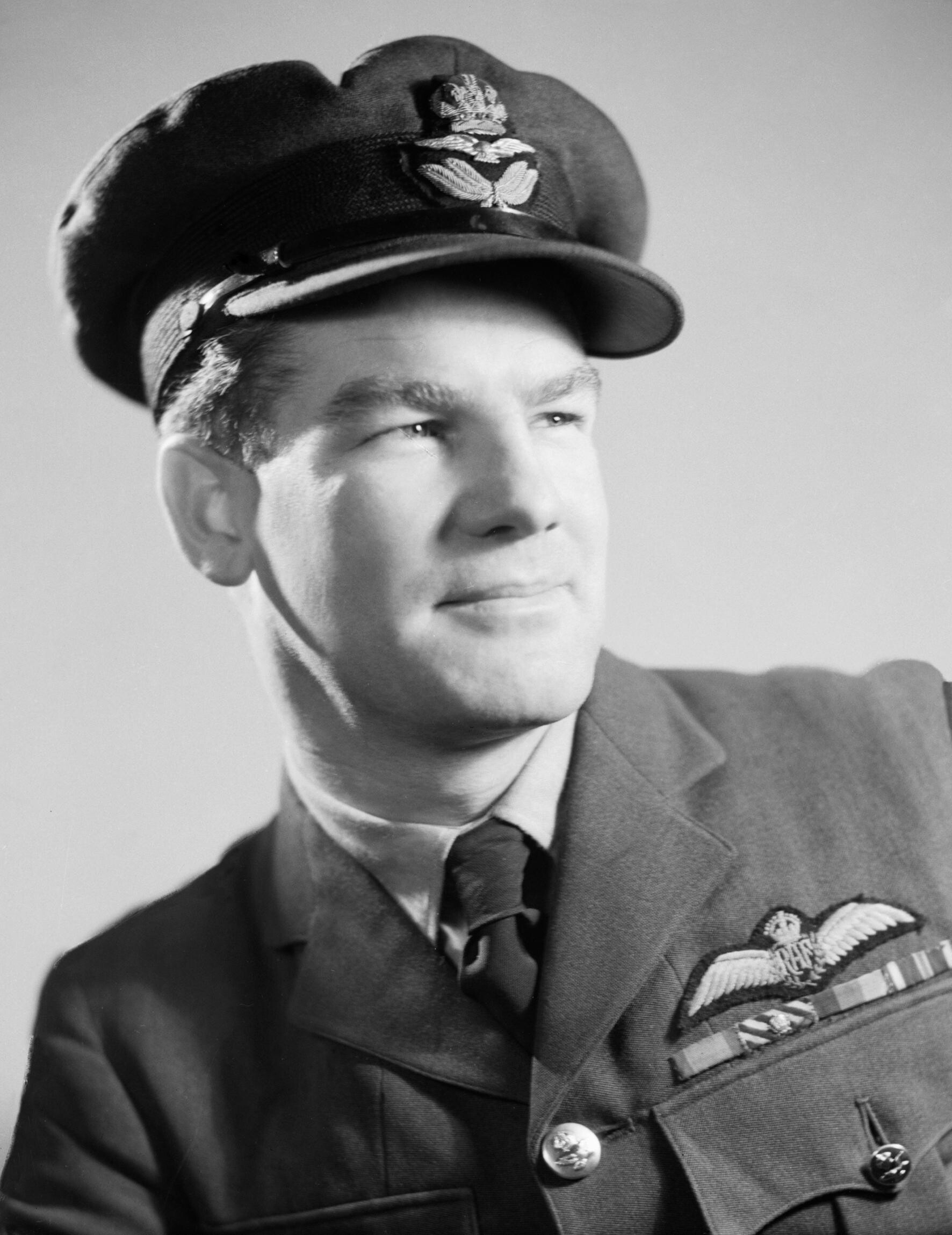
Alan Christopher Deere

Deux cent-cinquante avions britanniques ayant déjà été perdus le 15 mai 1940, la Royal Air Force décida de ne plus déployer d'appareils en France et d'affecter les escadrons dans le sud de l'Angleterre pour mener des missions vers le territoire français, comme le font Collins (Jack Lowden) et Farrier (Tom Hardy) dans le film.
L'atterrissage en urgence de Farrier sur la plage est inspiré par celui effectué par l'as néo-zélandais Alan Christopher Deere, le 28 mai 1940,, sur une plage belge, après avoir été touché par un Dornier Do 17 allemand. Le pilote se blessa à l'arcade sourcilière mais ne fut pas capturé par les Allemands comme le personnage du film. Deere parvint à rejoindre en camion la jetée Est de Dunkerque et à embarquer pour l'Angleterre, non sans avoir essuyé les critiques des soldats britanniques qui lui reprochaient l'inaction de la Royal Air Force alors qu'il combattait depuis dix jours dans les airs, aux commandes de son Spitfire. Dans le film, c'est Collins (Jack Lowden) qui est confronté aux reproches des soldats évacués, à son retour en Angleterre.
L'amerrissage de Collins est en partie inspiré par celui effectué le 31 mai 1940 par Eric Barwell aux commandes de son Defiant. Endommagé par des bombardiers allemands Heinkel qui menaçaient un convoi de Little Ships, il hésita à s'éjecter avant de choisir d'amerrir à proximité de deux destroyers et de bateaux de pêche. Contrairement à Collins, il parvint à s'extraire lui-même de l'appareil et à sauver son canonnier, avant d'être hissé à bord d'un des destroyers. Joshua Levine, le consultant historique de Christopher Nolan, cite également le cas du sergent Jack Potter qui parvint à amerrir à bord de son Spitfire endommagé, le 1er juin 1940, à proximité des côtes anglaises. L'appareil flotta quelques dizaines de secondes avant de commencer à sombrer, entraînant sous l'eau son pilote, piégé par son parachute qu'il avait déployé pour s'en servir comme bouée. Potter réussit à se libérer, avant d'être repêché par l'équipage d'un bateau français.

### Anachronismes et inexactitudes

#### Le nez jaune des Messerschmitt
Dans le film, les Messerschmitt Bf109 allemands arborent un nez peint en jaune, alors que ce type de décoration n'est apparue qu'à partir d'août 1940, deux mois après l'opération Dynamo. « Il fallait qu'on puisse rapidement les identifier. [...] Le plus évident, c'était de coller un gros nez jaune à l'ennemi. Et puis ça avait de la gueule », justifie Nathan Crowley, le chef décorateur du film.

#### Les bâtiments à Dunkerque et Weymouth
La ville de Dunkerque ayant été détruite à 90 % pendant la Seconde Guerre mondiale, Christopher Nolan a dû parfois composer avec des bâtiments contemporains. Lorsque Tommy (Fionn Whitehead) rencontre Gibson (Aneurin Barnard) sur la dune, les maisons en arrière-plan, situées boulevard Jean-Baptiste Trystram à Leffrinckoucke, sont de construction nettement postérieures aux années 1940, avec la présence de fenêtres de toit. Même chose pour les hangars situés sur le port de Dunkerque. Depuis la plage de Malo-les-Bains, on aperçoit le bâtiment du Fonds régional d'art contemporain, inauguré en 2013. Les stores des cafés et restaurants de la digue de Mer de Malo-les-Bains et des immeubles modernes de Dunkerque sont visibles lors du survol de la plage par le Spitfire de Farrier (Tom Hardy). Les grandes grues de l'usine sidérurgique ArcelorMittal, aperçues en arrière plan, sur la plage de la digue du Braek, sont également de construction postérieure aux années 1940. Dans le livre Making of Dunkirk, Christopher Nolan semble assumer certains de ces anachronismes. « La règle de base que j'ai essayé de donner à tous mes départements était : « faites de la façon la plus intemporelle et contemporaine possible, jusqu'au point de distraction ». Nous voulions vraiment que le monde ressemble au monde d'aujourd'hui. C'est le monde dans lequel nous vivons aujourd'hui. L'esthétique change, mais elle ne change pas aussi fondamentalement que l'histoire du cinéma nous le fait croire parfois », explique-t-il.
En Angleterre, les médias locaux du Dorset relèvent un anachronisme dans un plan large du port de Weymouth où on aperçoit furtivement la Jurassic Skyline, une tour d'observation panoramique inaugurée en 2012.

#### L'éclairage public
Lorsque Gibson (Aneurin Barnard) observe les bombardements sur Dunkerque, de nuit, depuis le destroyer, on aperçoit de l'éclairage public, alors que la ville en était privée pendant l'opération Dynamo.

#### Les conditions météorologiques
Pendant la deuxième semaine de tournage à Dunkerque, Christopher Nolan a été confronté à des conditions météorologiques très difficiles, avec des vents violents, de la pluie et une mer très agitée qui endommagea le décor de la jetée en bois. Ce n'était pas le cas, en 1940, lors de la véritable opération Dynamo qui bénéficia d'un temps globalement clément, ce qui contribua d'ailleurs à son succès. Mais le cinéaste s'est finalement accommodé de cette mauvaise météo, jugeant le rendu plus spectaculaire : « Je pense qu'il y a beaucoup de supers plans dans le film qui ont été tournés les jours où personne n'aurait normalement tourné », estime-t-il.

## Autour du film

### Retombées économiques du tournage

#### En France
En juin 2016, le maire de Dunkerque, Patrice Vergriete, estime à au moins 100 000 euros par jour les retombées économiques du tournage pour la ville et ses environs (chambres d'hôtel, restauration...). Six mois plus tard, Jean-Yves Frémont, son adjoint au développement du tourisme, évalue ces retombées entre 5 et 7 millions d'euros au total. En juillet 2017, le Centre National du Cinéma indique que le tournage a généré dix-neuf millions d'euros de dépenses dans la région Hauts-de-France, dont la moitié pour la ville de Dunkerque.
À la suite du tournage, la ville et la communauté urbaine de Dunkerque ont décidé d'agrandir le Mémorial du Souvenir du Bastion 32, rebaptisé Musée de Dunkerque 1940 - Opération Dynamo. La surface a été doublée pour s'étendre sur 1 400 m2 au total. L'inauguration de ce nouveau musée agrandi s'est déroulée le 12 juillet 2017, juste avant la sortie du film. Profitant du succès de Dunkerque, il accueille 30 000 visiteurs en quatre mois, contre 28 000 l'année précédente, d'avril à septembre 2016.
Selon un sondage réalisé par l'office du tourisme de Dunkerque, 32 % des touristes qui ont fréquenté la ville lors de l'été 2017 avaient vu le film de Christopher Nolan, 28 % étaient venus grâce à lui et 24 % avaient souhaité découvrir les lieux de tournage. Dunkerque a recensé une augmentation de 176 % du nombre de touristes britanniques au mois de juillet 2017 puis de 536 % en août.

#### Aux Pays-Bas
Selon la chaîne de télévision locale Omroep Flevoland, le tournage de Dunkerque a contribué à une année record pour l'hôtellerie à Urk, avec 11 000 nuitées réservées en 2016.

#### Au Royaume-Uni
Selon le Dorset Echo, le tournage de Dunkerque aurait généré 128 000 £ de retombées pour le comté du Dorset (environ 32 000 £ en moyenne par jour).

### L'opérationDynamoau cinéma
Avant Christopher Nolan, d'autres cinéastes se sont penchés sur l'opération Dynamo :
- Henry King en 1941 dans Un Yankee dans la RAF, avec Tyrone Power et Betty Grable ;
- William Wyler en 1942 dans Madame Miniver, avec Greer Garson et Walter Pidgeon, film qui remporta sept Oscars en 1943 ;
- Leslie Norman en 1958 dans Dunkerque[405], avec Richard Attenborough et John Mills ;
- Henri Verneuil en 1964 dans Week-end à Zuydcoote[406], avec Jean-Paul Belmondo et Jean-Pierre Marielle ;
- Joe Wright en 2007 dans Reviens-moi, avec James McAvoy et Keira Knightley, film qui remporta en 2008 deux BAFTA, ainsi que le Golden Globe du meilleur film dramatique et l'Oscar de la meilleure musique ;
- Lone Scherfig en 2017 dans Their Finest, avec Gemma Atterton et Sam Clafin, une comédie qui traite du tournage d'un film de propagande sur l'évacuation de Dunkerque, pendant le Blitz.

Jusqu'à présent, Christopher Nolan est le deuxième réalisateur, après Henri Verneuil, à avoir reconstitué l'opération Dynamo sur les véritables plages du Dunkerquois. Henry King et William Wyler avaient tourné tous deux en Californie : le premier à Point Mugu et sur un grand lac de dix-huit hectares surnommé « Lake Michigan », le second dans les studios de la MGM à Los Angeles. Leslie Norman avait choisi Rye et Camber dans le Sussex (sud-est de l'Angleterre). Joe Wright avait recréé Malo-les-Bains à Redcar, une station balnéaire du Yorkshire du Nord (nord-est de l'Angleterre). Lone Scherfig, elle, a tourné au Pays de Galles.
Christopher Nolan assure ne pas avoir vu le film Dunkerque de 1958 avant de tourner sa propre version.